# Melbourne
Cet article concerne l'agglomération australienne. Pour les autres significations du nom « Melbourne », voir Melbourne (homonymie).
Melbourne (/mɛlbuʁn/  ; en anglais : /ˈmɛlbn̩/ ) est la capitale de l'État du Victoria, en Australie. Deuxième agglomération urbaine du pays après Sydney, le « Grand Melbourne » (Greater Melbourne) compte 5,2 millions d'habitants au recensement de 2023. La ville est située sur la baie de Port Phillip, laquelle ouvre sur le détroit de Bass. Ses habitants sont les Melbourniens (Melburnians en anglais). Melbourne est un important centre commercial, industriel et culturel. La ville est souvent qualifiée de capitale « sportive et culturelle » de l'Australie, car elle abrite de nombreuses manifestations et institutions culturelles et sportives parmi les plus importantes du pays.
Melbourne a été classée, avec six points, ville mondiale gamma (ou mineure) au classement de 1998 de l'université de Loughborough, puis alpha- dans les classements de 2000, 2004, 2008, 2010 et 2012. Melbourne est connue pour son mélange d'architecture de l'époque victorienne et d'architecture contemporaine, son vaste réseau de  tramways, ses parcs et jardins victoriens, ainsi que pour sa société multiculturelle. Elle a reçu les Jeux olympiques d'été de 1956 et les Jeux du Commonwealth de 2006. Melbourne est considérée par The Economist comme la ville la plus agréable à vivre au monde.
Melbourne a été fondée par des colons libres en 1835, 47 ans après l'installation de la première colonie pénitentiaire européenne à Sydney, comme une zone de mise en valeur agricole autour du fleuve Yarra. La ville s'est rapidement transformée en métropole lors de la ruée vers l'or au Victoria dans les années 1850, Melbourne la merveilleuse est devenue la plus grande ville d'Australie en 1865, mais a été rattrapée et dépassée par Sydney au début du XXe siècle. Melbourne a servi de siège fédéral au gouvernement, au début de la création de la Fédération en 1901, jusqu'à ce que le parlement fédéral se déplace dans la ville nouvelle de Canberra en 1927, marquant la fin d'une période où l'Australie n'avait pas de capitale.

## Histoire

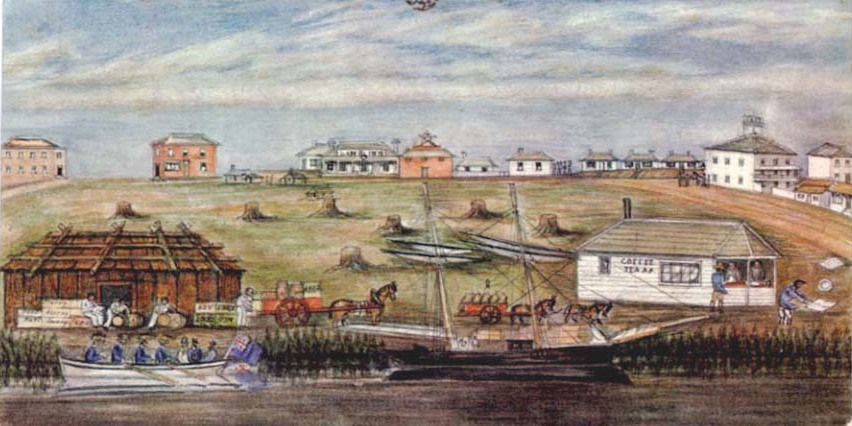
Melbourne, 1840.

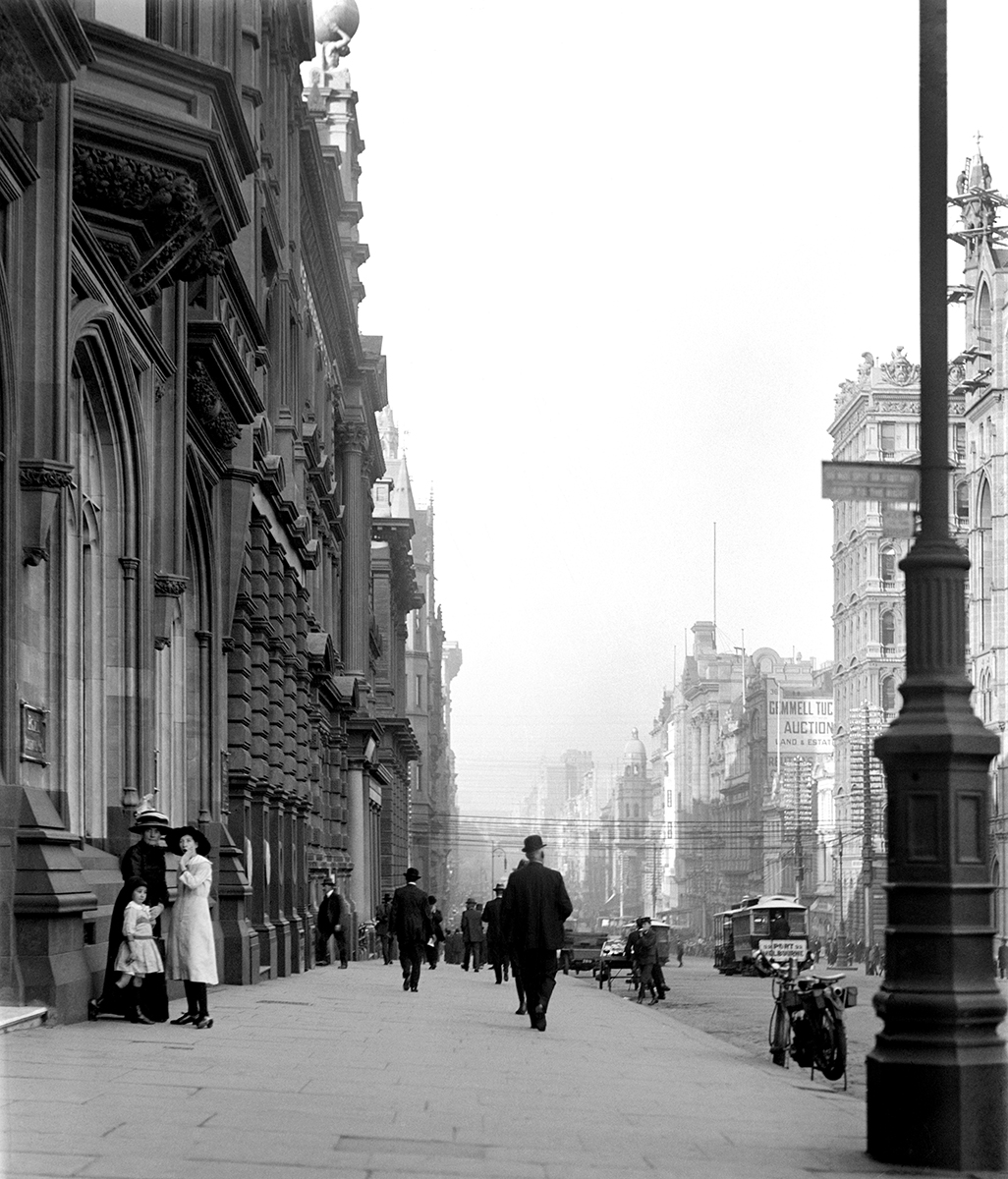
Collins Street, 1910.

Les régions du fleuve Yarra et de Port Phillip qui sont maintenant devenues le point d'implantation de la ville de Melbourne étaient à l'origine habitées par les Wurundjeris, un peuple de la nation Kulin. On estime que la région était occupée par les Aborigènes depuis au moins 40 000 ans.
Au titre de la déportation pénale, la première colonie pénitentiaire britannique, dans le district de Port Phillip, a été créée en 1803 sur Sullivan Bay, mais cette colonie a été abandonnée après quelques mois d'occupation.
En mai et juin 1835, la zone qui est maintenant située au centre et au nord de Melbourne a été explorée par John Batman, un membre éminent de la Port Phillip Association, qui négocia un accord pour l'occupation de 600 000 acres (2 400 km2) de terres avec huit chefs wurundjeris. Il choisit un site sur la rive nord du fleuve Yarra, déclarant que « ce serait le lieu d'implantation d'un village » et retourna à Launceston en Tasmanie (alors connue sous le nom de Terre de Van Diemen). Toutefois, au moment où une partie des colons de l'Association arriva pour s'établir dans le nouveau village, un autre groupe dirigé par John Pascoe Fawkner était déjà arrivé à bord du Enterprize et avait établi un point de peuplement au même endroit, le 30 août 1835. Les deux groupes acceptèrent finalement de partager les lieux. L'accord de Batman avec les Aborigènes fut annulé par le gouvernement de Nouvelle-Galles du Sud (qui régissait alors tout l'Est de l'Australie), qui dédommagea l'Association. Bien que cela signifiât que les colons devenaient par la suite des occupants illégaux de terres de la Couronne, le gouvernement accepta le fait accompli des colons et leur permit de rester dans la nouvelle ville (d'abord connue sous différents noms, y compris « Bearbrass »).
En 1836, le gouverneur Richard Bourke déclara la ville capitale administrative du district de Port Phillip de Nouvelle-Galles du Sud, et commanda le premier plan de construction de la ville, un plan hippodamien, le Hoddle Grid en 1837 et, plus tard, cette même année, donna à la ville le nom de Melbourne d'après le nom du Premier ministre britannique William Lamb, deuxième vicomte Melbourne, qui résidait dans le village de Melbourne dans le Derbyshire. Melbourne a été déclarée city par lettre patente de la reine Victoria, publiée le 25 juin 1847.
L'État du Victoria a été créé en 1851 avec Melbourne comme capitale, État devenu indépendant de la Nouvelle-Galles du Sud et de Sydney. Avec la découverte d'or au Victoria dans les années 1850, le pays connut une ruée de chercheurs et Melbourne eut une croissance rapide, offrant la majorité des services du secteur tertiaire et possédant le plus grand port de la région. Au cours de cette période d'euphorie des années 1850 et 1860, on commença la construction d'un grand nombre de bâtiments institutionnels, comme le Parlement, le Trésor public, la Bibliothèque d'État, la Cour suprême, l'Université, la poste centrale, Government House, la résidence du gouverneur ainsi que les cathédrales St Paul et St Patrick. Les plans de la proche banlieue furent mis en œuvre, banlieue reliée au centre-ville par des boulevards et des jardins. Melbourne devint un grand centre financier, siège de plusieurs banques et de la première bourse australienne (fondée en 1861).

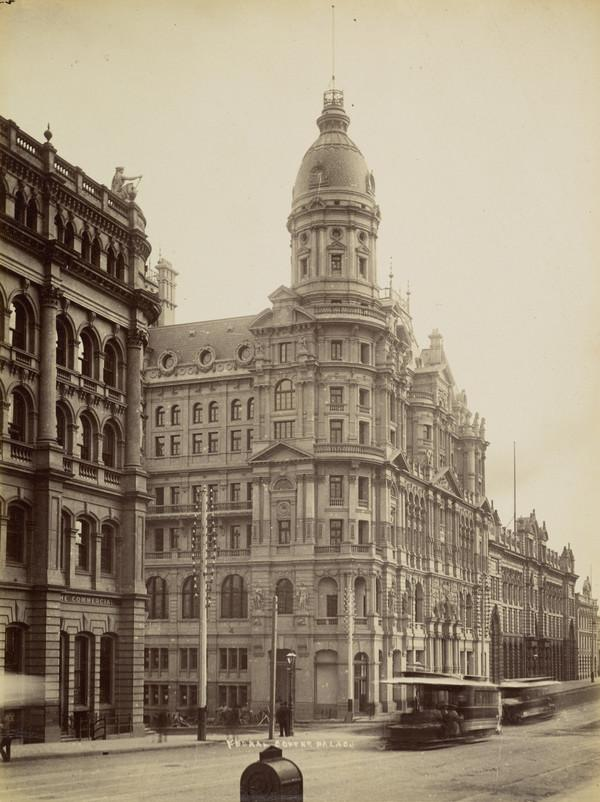
Palais fédéral du café.

Dans les années 1880, Melbourne connut une croissance explosive. La ville devint l'une des plus importantes cités de l'Empire britannique et eut la réputation d'être la plus riche du monde. Au cours de cette décennie prospère, Melbourne accueillit cinq expositions internationales dans le vaste palais des expositions construit à cet effet. Le journaliste Henry George Augustus Sala, au cours d'une visite dans la ville en 1885, créa l'expression « Marvellous Melbourne » (« Merveilleuse Melbourne ») pour décrire la ville en plein essor, essor qui continua jusqu'au vingtième siècle.

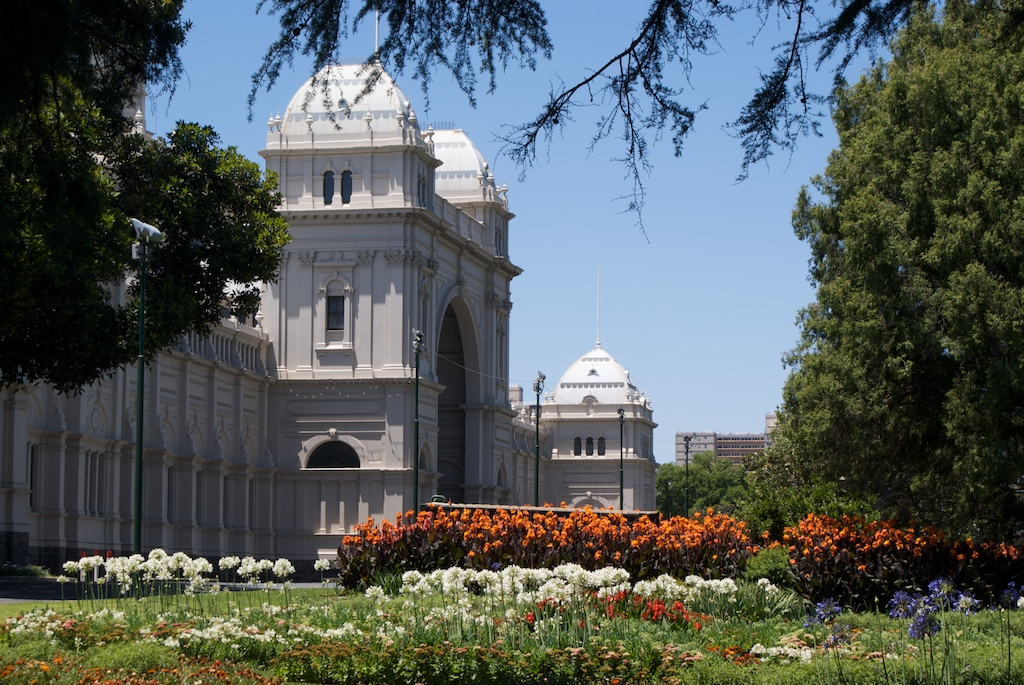
Jardins du palais royal des expositions.

Cette activité de construction de plus en plus importante aboutit à un « boom immobilier » qui atteignit son pic en 1888 alimenté par l'optimisme général et l'escalade des prix. À la suite de cette explosion, les bureaux de standing, les bâtiments commerciaux, les cafés de luxe, les logements résidentiels et les palaces proliférèrent dans la ville. Par la suite, la plupart des grands bâtiments du centre-ville (sur les conseils des services anti-incendie de la ville) de cette époque ont été démolis, mais les restes de l'architecture victorienne sont encore nombreux à Melbourne. Cette période a également vu la forte expansion du réseau radial ferroviaire de la ville.
Le développement flamboyant qui caractérisa Melbourne au cours de cette période prit fin en 1891 lorsqu'une grande dépression commença à frapper l'économie de la ville, plongeant les finances locales et les industries de biens dans les abîmes. Au cours de cette période, 16 petites banques et sociétés de construction firent faillite et 133 sociétés à responsabilité limitée furent mises en liquidation. La crise financière de Melbourne contribua à déclencher la dépression économique australienne des années 1890 et la crise bancaire que connut le pays en 1893. Les effets de la dépression furent profonds sur la ville, bien qu'elle continuât à se développer mais avec un rythme beaucoup plus lent au début du XXe siècle.
Au moment de la création de la Fédération australienne, le 1er janvier 1901, Melbourne devint le siège temporaire du gouvernement. La première réunion du parlement fédéral eut lieu le 9 mai 1901 au palais royal des expositions. En 1927, le Parlement fédéral fut transféré à Canberra, mais le gouverneur-général resta à Melbourne jusqu'en 1930 et de nombreuses grandes institutions nationales y séjournèrent pendant une grande partie du XXe siècle.

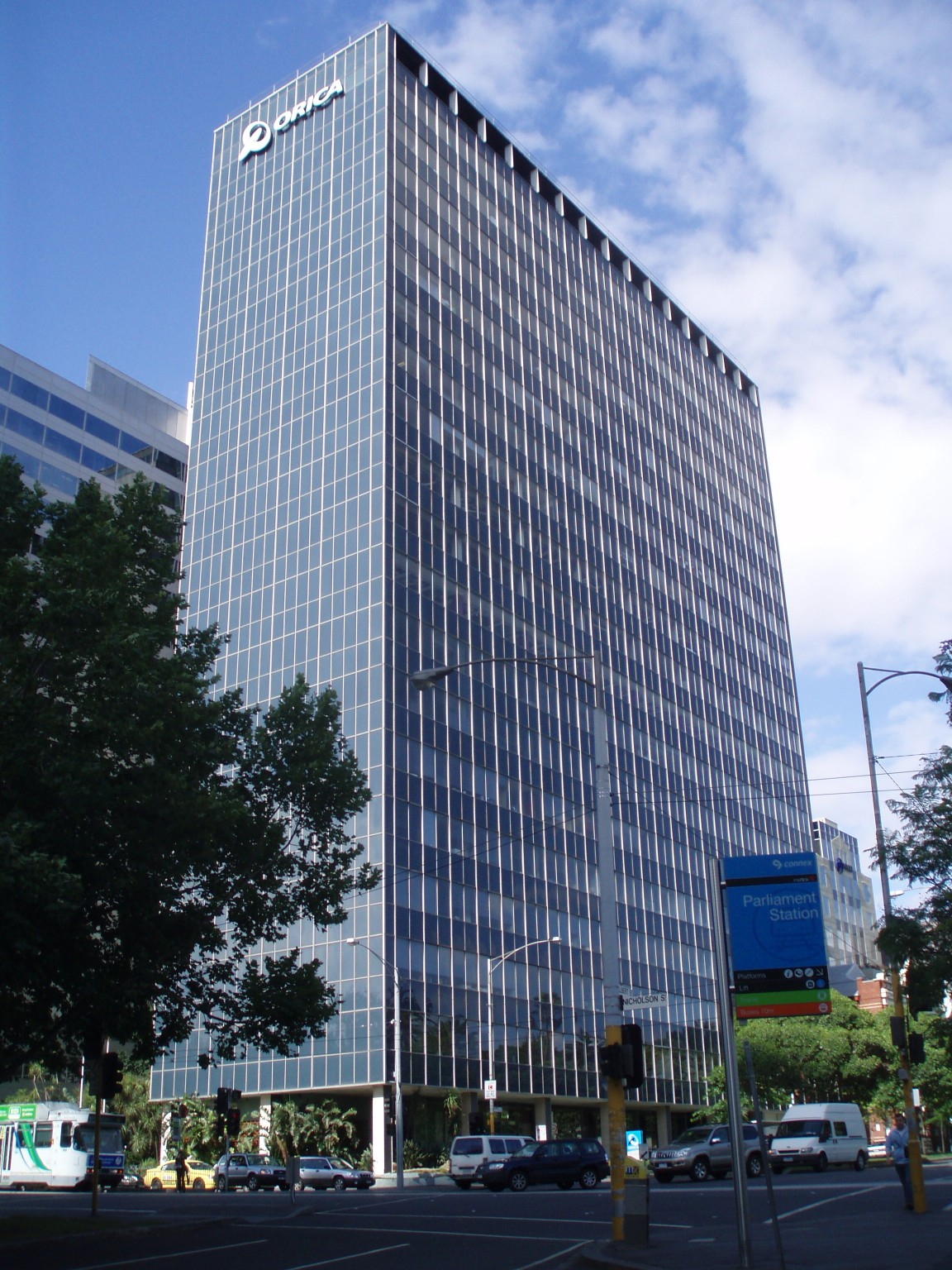
Maison ICI.

Melbourne a abrité le quartier général des forces alliées du Pacifique de 1942 à 1944 où s'installa le général Douglas MacArthur pour diriger les opérations militaires. Au cours de la Seconde Guerre mondiale, l'industrie de guerre fit la prospérité de Melbourne qui devint le premier centre industriel d'Australie. Après la guerre, Melbourne continua de connaître une expansion rapide, avec une croissance stimulée par un afflux d'immigrants et la ville eut le privilège d'accueillir les Jeux olympiques d'été de 1956. C'était en effet la première fois que les jeux avaient lieu dans l'hémisphère sud, la deuxième occasion étant Sydney en 2000. Au cours de ces décennies, d'importants travaux autoroutiers et le développement de l'utilisation de la voiture ont permis de désengorger le centre-ville en favorisant l'extension de la ville et les projets de rénovation urbaine ont sensiblement modernisé son centre. Les booms financiers et miniers australiens des années 1969 et 1970 se sont avérés bénéfiques pour Melbourne qui devint le siège d'un nombre important de grandes entreprises (BHP et Rio Tinto, entre autres, et de la Réserve fédérale australienne). L'économie minière de Nauru étant en plein essor, la république fit plusieurs investissements ambitieux à Melbourne, comme la Nauru House. Melbourne resta le principal centre des affaires et des finances australien jusqu'à la fin des années 1970, quand elle commença à perdre sa primauté au bénéfice de Sydney.

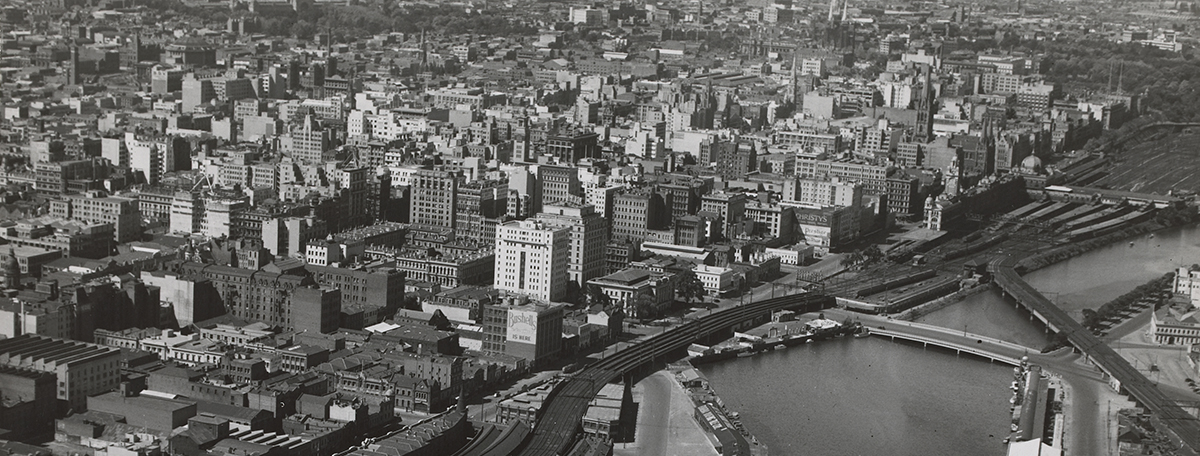
Melbourne, Rivière Yarra vers la fin des années 1930.

En tant que vieux centre industriel, Melbourne a connu les heures difficiles du marasme économique du Victoria entre 1989 et 1992, à la suite de la faillite de plusieurs de ses institutions financières. En 1992, le gouvernement libéral nouvellement élu de Jeff Kennett lança une campagne visant à relancer l'économie avec une politique agressive de développement de travaux publics centrés sur Melbourne notamment la construction de nouveaux bâtiments publics comme le Crown Casino, le Melbourne Museum, le Melbourne Exposition Centre, la réalisation du Square de la Fédération, la construction d'un réseau autoroutier à péage, le CityLink, et la promotion de la ville comme destination touristique en mettant l'accent sur de grandes manifestations sportives, réussissant à attirer le Grand Prix automobile d'Australie dans la ville. Une autre source de redressement de l'économie fut la privatisation de certains services publics de la ville comme l'électricité et les transports publics, mais aussi la réduction des crédits destinés aux services publics comme la santé et l'éducation.

Depuis 1997, Melbourne a maintenu un important taux de croissance de sa population et de ses emplois. La ville a connu d'importants investissements internationaux dans les domaines industriels et immobiliers et, en 2006, les chiffres du Bureau australien des statistiques montrent que, depuis 2000, Melbourne a le plus fort taux de croissance en population et en économie de toutes les capitales australiennes.

Logo de la ville de Melbourne avant 2008.
Logo de la ville de Melbourne à partir de 2008.

## Géographie

### Topographie

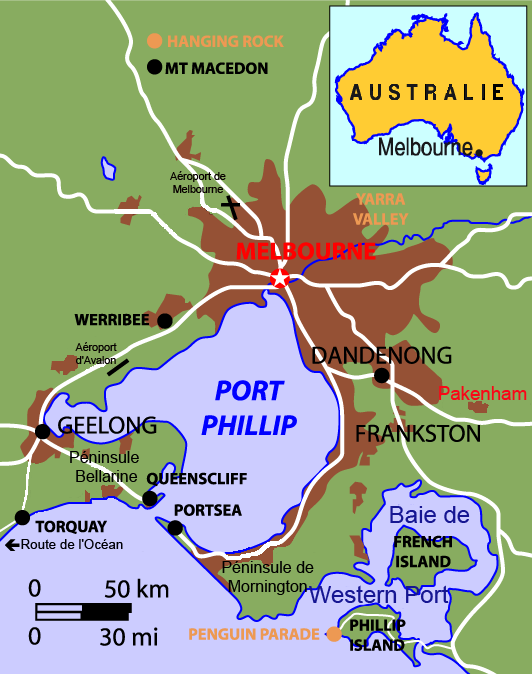
Carte de Melbourne et ses environs.

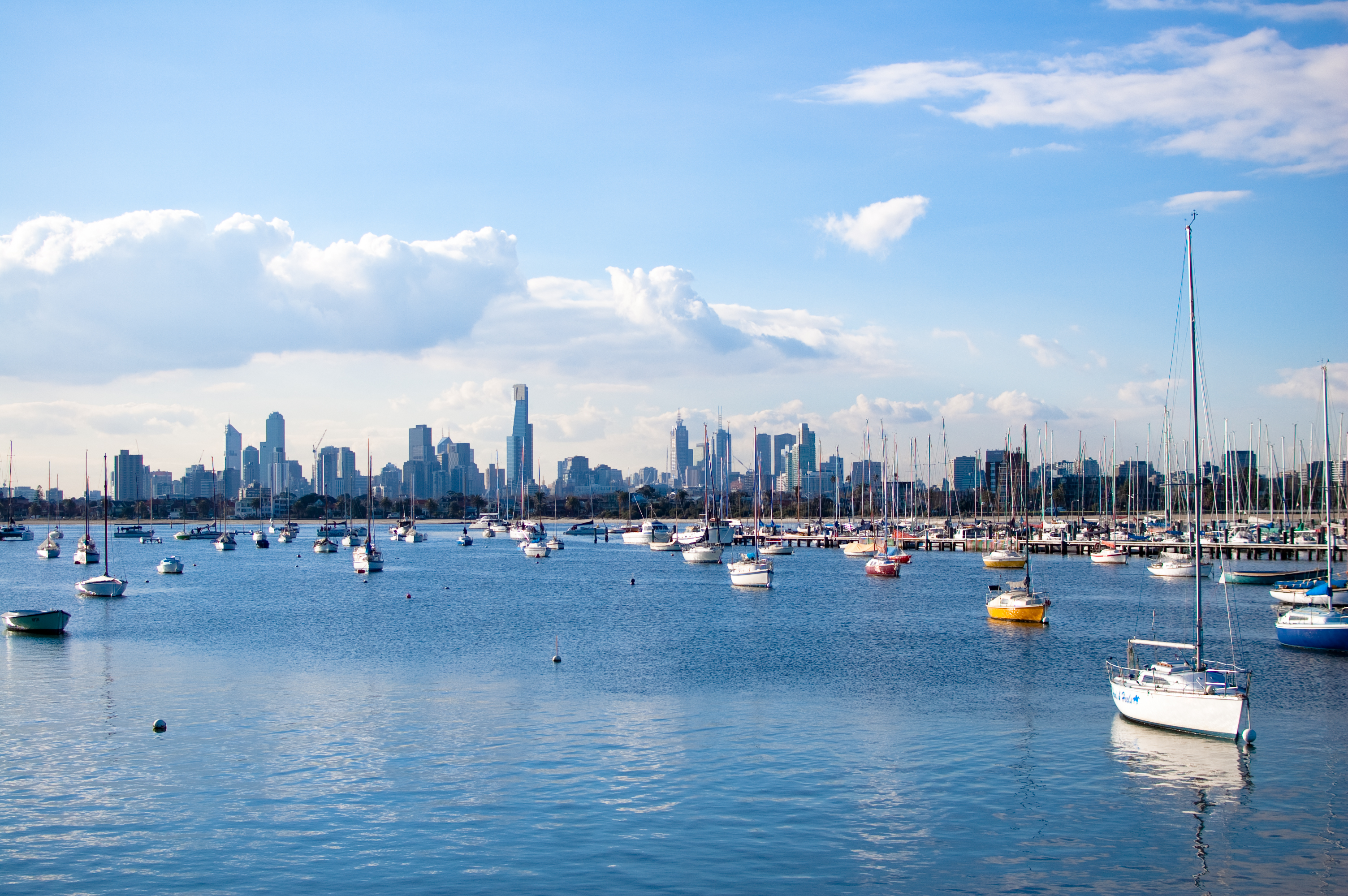
Centre-ville.

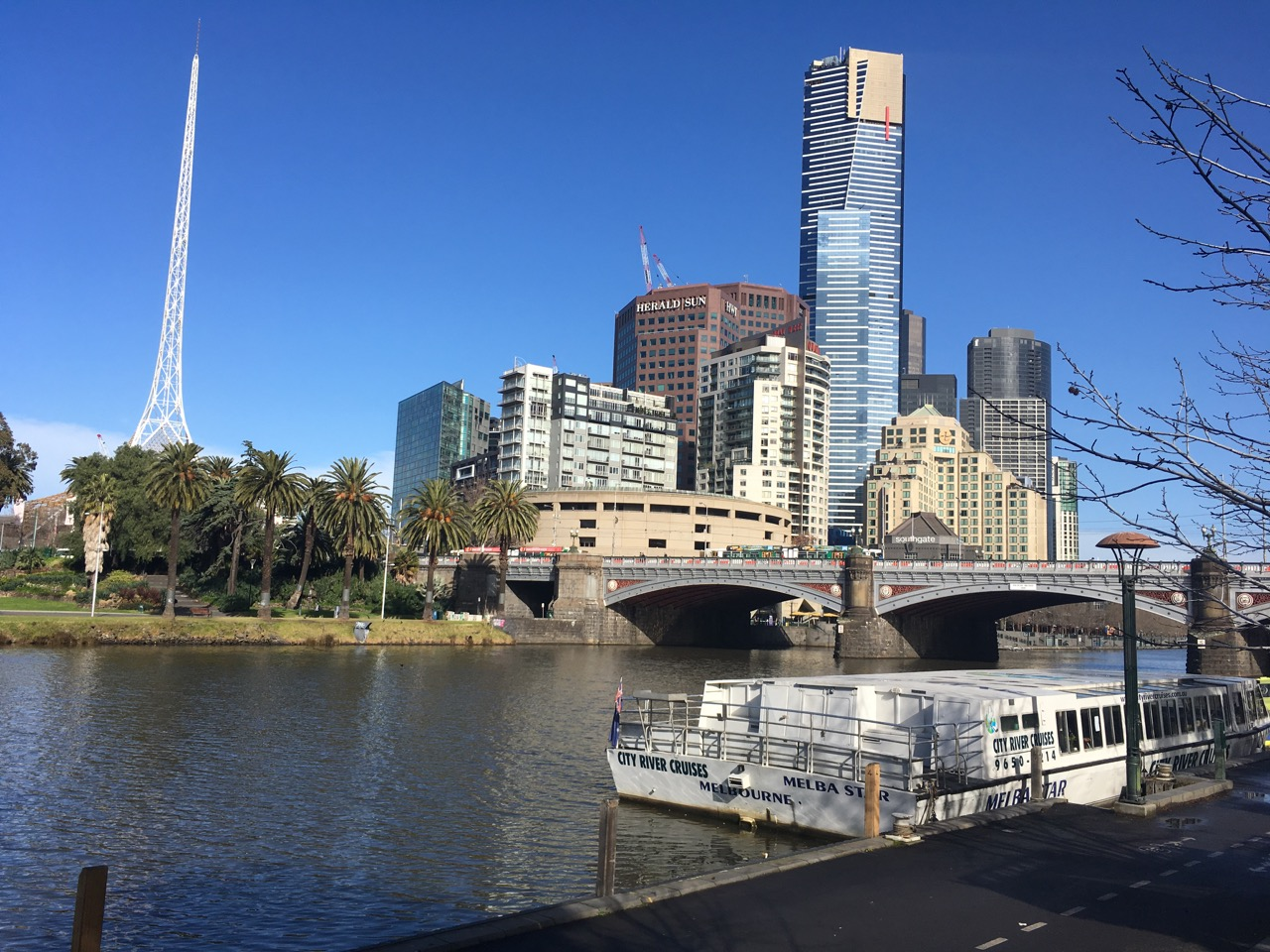
La Yarra à Melbourne.

Melbourne est située dans le Sud-Est du continent australien. Géologiquement, elle est bâtie au confluent d'écoulements de laves du quaternaire à l'ouest, de grès du silurien à l'est et de l'accumulation de sable de l'Holocène au sud-est, le long de la baie de Port Phillip.
Melbourne s'étend le long de la vallée du Yarra vers les monts Dandenong à l'est. Elle s'étire vers le nord à travers les vallées et les vallons des affluents du Yarra : la Moonee Ponds Creek (vers l'aéroport de Tullamarine), la Merri Creek et la Plenty River vers les lointaines banlieues de Craigieburn et de Whittlesea. La ville s'étend, au sud-est, à travers le quartier de Dandenong, vers le nouveau quartier de Pakenham et le Gippsland beaucoup plus à l'ouest. Les banlieues sud s'étalent le long de la rivière Patterson, vers la péninsule Mornington avec l'arrondissement de Frankston et les quartiers d'Olivers Hill, Mount Martha et Arthurs Seat, s'étendant le long des plages de la baie de Port Phillip, formant une seule conurbation atteignant les quartiers chics de Portsea et de Nepean Point. À l'ouest, la ville s'étend le long de la rivière Maribyrnong et de ses affluents nord vers le pied de la chaîne Macedon et à l'ouest, à travers la plaine volcanique vers Melton, Werribee au pied des collines volcaniques des You Yangs plus au sud et Geelong qui forme l'extrémité sud-ouest de la métropole.
Les principales plages de Melbourne sont, pour la plupart, situées sur les rives de la baie de Port Phillip le long des quartiers sud-est de la ville, tels que Port Melbourne, Albert Park, St Kilda, Elwood, Brighton, Sandringham, Frankston et Mentone bien que l'on trouve des plages à Altona et à Williamstown à l'ouest. Les plages de surf les plus proches sont situées à 85 kilomètres du centre-ville avec les plages océaniques de Rye, Sorrente et Portsea.

### Environnement
Comme de nombreux autres centres urbains, Melbourne doit faire face à d'importantes questions environnementales. Melbourne est une des villes les plus étendues au monde en raison de sa faible densité de logement, de l'éparpillement de sa banlieue et de l'utilisation de l'automobile comme principal moyen de transport à cause d'un minimum de transport public en dehors du centre-ville. Une grande partie des espèces végétales plantées dans la ville sont des espèces non indigènes, la plupart d'origine européenne et, dans de nombreux cas, des espèces envahissantes considérées comme des mauvaises herbes. Des animaux importés parasitent la ville comme le martin triste, le pigeon biset, l'étourneau sansonnet, le rat brun, la guêpe germanique et le renard roux. De nombreuses banlieues périphériques, en particulier celles de la vallée du Yarra et les collines au nord-est et à l'est, sont restées pendant de longues périodes sans régénération par les incendies conduisant à un manque de jeunes arbres et de sous-bois dans les zones aux bois autochtones, le ministère de l'Environnement a partiellement résolu ce problème par des brûlis réguliers. La ville possède de nombreux parcs nationaux à proximité des zones urbaines, notamment le parc national de la péninsule de Mornington, le parc national marin de cap Port Phillip et le parc national de Nepean au sud-est de la ville, le parc national des tuyaux d'orgue au nord et le parc national de la chaîne Dandenong à l'est. Il existe également un certain nombre de parcs d'État à l'extérieur de Melbourne.
La responsabilité de la règlementation de la pollution relève de la compétence de l'Agence de la protection de l'environnement du Victoria et de plusieurs conseils locaux. La pollution de l'air, selon les standards mondiaux, est classée satisfaisante, mais l'été et l'automne sont les pires périodes de l'année en raison de la brume qui enserre la ville.
Le plus grand problème environnemental actuel de Melbourne est le projet du gouvernement du Victoria d'approfondir le chenal permettant d'accéder à Melbourne par le dragage de la baie de Port Phillip, entraînant pour beaucoup la crainte que les plages et la faune marine puissent être affectées par l'agitation de sédiments riches en métaux lourds et autres déchets industriels. Parmi les autres grands problèmes de pollution rencontrés par Melbourne figurent la concentration en germes fécaux et autres bactéries, comme Escherichia coli dans le Yarra et ses affluents, provenant des fosses septiques de la ville ainsi que par les 350 000 filtres de cigarettes emportés tous les jours par le ruissellement des eaux pluviales. Plusieurs programmes sont mis en œuvre pour minimiser la pollution des plages et des rivières.

### Climat

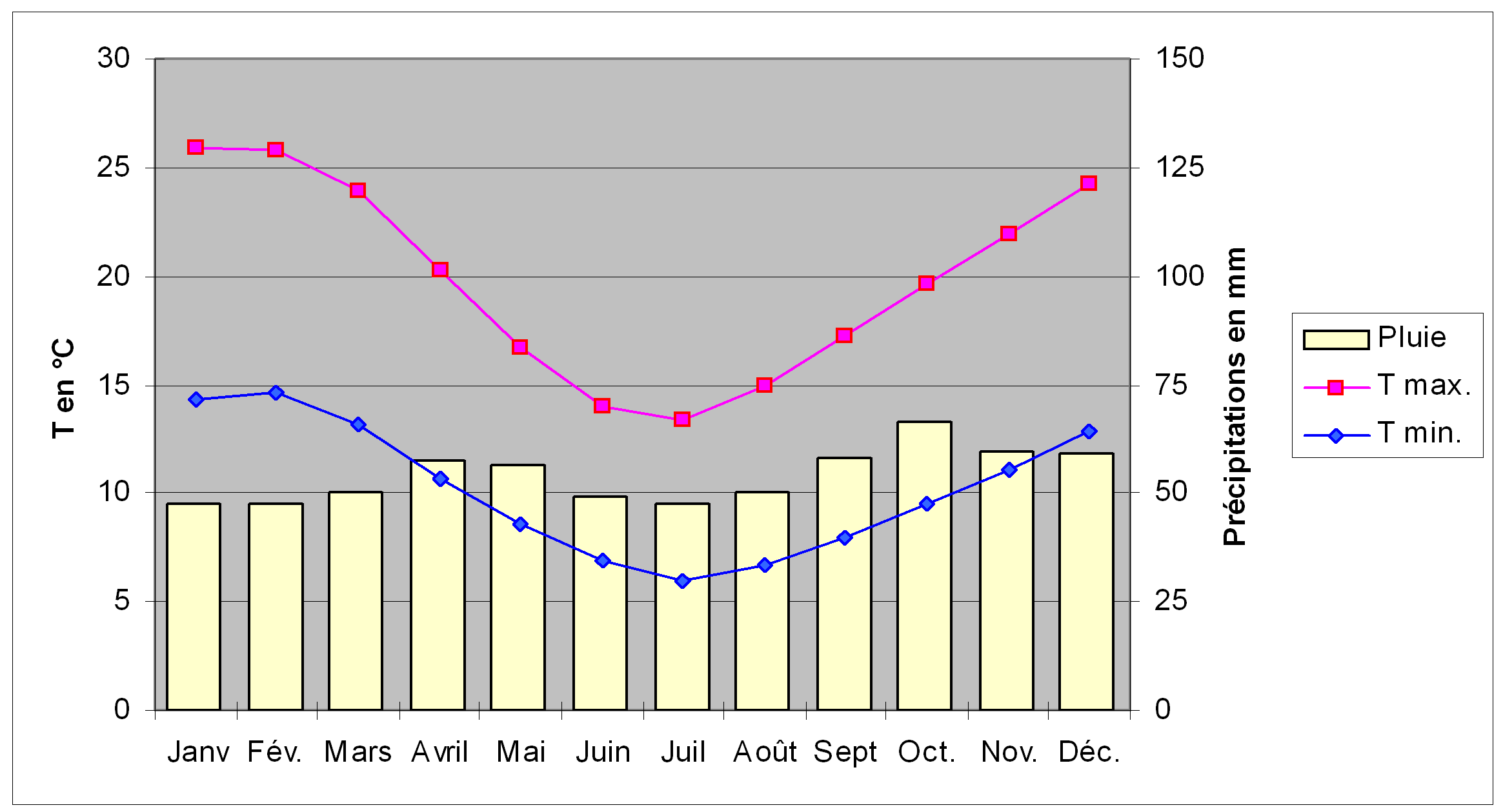
Thermométrie et pluviométrie à Melbourne, selon le Bureau of Meteorology.

Melbourne a un climat océanique (placé en Cfb dans la classification de Köppen) et est célèbre pour la variabilité de ses conditions météorologiques. Cela est dû en partie à la topographie plate de la ville, à sa situation en bordure de la baie de Port Phillip ainsi qu'à la présence de la chaîne Dandenong à l'est, une association qui crée des systèmes météorologiques variés qui gravitent souvent autour de la baie. L'expression « quatre saisons en un jour » (four seasons in one day) fait partie de la culture populaire locale et est facilement vérifiée par de nombreux visiteurs de la ville.
Melbourne est plus froide que les autres capitales continentales australiennes en hiver. Le maximum le plus bas connu par la ville est de −4,4 °C le 15 juillet 1984 (enregistrée à la station de Laverton). Toutefois, les chutes de neige sont extrêmement rares : la plus récente en centre-ville date du 25 juillet 1986 et les plus récentes chutes de neige en limite de ville ont eu lieu sur le mont Dandenong le 10 août 2005, le 15 novembre 2006, le 25 décembre 2006 — en été en Australie — et le 10 août 2008. Plus fréquemment, Melbourne connaît des gelées et du brouillard en hiver.
Au printemps, Melbourne bénéficie couramment de longues périodes de temps doux et d'un ciel dégagé. Melbourne est aussi connue pour avoir, lors de certaines années, des étés très chauds et très secs avec des températures maximales au-dessus de 40 °C lorsque les vents chauds et secs des déserts australiens soufflent sur la ville.
Dans l'histoire, Melbourne a connu un nombre inhabituel de grands évènements météorologiques et climatiques extrêmes ainsi que quelques rares cas de catastrophe naturelle. En 1891, une importante inondation a porté la largeur du Yarra à 305 mètres. En 1897, un grand incendie a détruit tout un pâté de maisons entre Flinders Street, Flinders Lane, Swanston Street et Elizabeth Street, ainsi que le plus haut bâtiment de l'époque de la ville, un immeuble de bureaux haut de 43 mètres. En 1908, une canicule a frappé la ville. Le 2 février 1918, la tornade Brighton, une tornade de force F3 dans l'échelle de Fujita et la plus forte tornade à avoir frappé une grande ville australienne a frappé le quartier de Brighton en bordure de baie. En 1934, des tempêtes ont causé des dommages considérables à la ville. Le 7 février 2009, Melbourne a connu sa journée la plus chaude avec un record de 47,5 °C (enregistrée à la station de Laverton) et une vague de chaleur de quatre jours dans tout le pays. C'est à ce moment-là que se situe le Black Friday (le « vendredi noir ») où les feux de brousse ont détruit des communes qui font maintenant partie de la banlieue de Melbourne. En 1951, il a neigé à la fois sur le centre-ville et sur les banlieues mais avec de faibles chutes enregistrées. En février 1972, le centre-ville a été inondé et le ruisseau de la rue Elisabeth est devenue un torrent. Le 8 février 1983, la ville a été enveloppée par une énorme tempête de poussière, qui a duré tout le jour et la nuit. Le 16 février 1983, Melbourne a été entourée par un arc de feu, incendies de brousse connus sous le nom d'incendies du Mercredi des Cendres de 1983 (Ash Wednesday fires) et qui ont mordu sur le pourtour de la ville. En 1997, Melbourne a été touchée par une vague de chaleur avec une température ne descendant pas au cours d'une période de 24 heures en dessous de 28,9 °C. De violentes tempêtes ont frappé la ville en janvier 2004 et février 2005. Le 9 décembre 2006, une épaisse fumée produite par des feux de brousse a plongé la ville dans l'obscurité. Une vague de chaleur a sévi sur Melbourne en 2008 et 2009 et des feux de broussailles ont menacé ses banlieues.
Le quartier de Southbank pourrait être submergé par la montée du niveau de la mer d'ici 2100.
| Mois                                | jan.  | fév.  | mars  | avril | mai   | juin | jui.  | août  | sep. | oct.  | nov. | déc.  | année |
| ----------------------------------- | ----- | ----- | ----- | ----- | ----- | ---- | ----- | ----- | ---- | ----- | ---- | ----- | ----- |
| Température minimale moyenne (°C)   | 14,2  | 14,4  | 12,8  | 10,1  | 8,3   | 6,4  | 5,8   | 6     | 7,2  | 8,7   | 10,6 | 12,3  | 9,7   |
| Température moyenne (°C)            | 20,6  | 20,6  | 18,6  | 15,4  | 12,5  | 10,2 | 9,6   | 10,4  | 12,1 | 14,3  | 16,6 | 18,5  | 14,9  |
| Température maximale moyenne (°C)   | 27    | 26,7  | 24,4  | 20,6  | 16,7  | 14   | 13,4  | 14,7  | 17,1 | 20    | 22,6 | 24,8  | 20,2  |
| Record de froid (°C)                | 6     | 4,8   | 3,7   | 1,2   | 0,6   | −0,9 | −2,5  | −2,5  | −1,1 | 1     | 0,9  | 3,5   | −2,5  |
| Record de chaleur (°C)              | 46    | 46,8  | 40,8  | 34,5  | 27    | 21,8 | 21,3  | 24,6  | 30,2 | 36    | 41,6 | 44,6  | 46,8  |
| Ensoleillement (h)                  | 272,8 | 231,7 | 226,3 | 183   | 142,6 | 120  | 136,4 | 167,4 | 186  | 226,3 | 225  | 263,5 | 2 381 |
| Précipitations (mm)                 | 39,3  | 41,4  | 37,5  | 42,1  | 34,3  | 41,5 | 32,8  | 39,3  | 46,1 | 48,5  | 60,1 | 52,5  | 515,5 |
| Nombre de jours avec précipitations | 8,3   | 7,5   | 8,4   | 9,9   | 12    | 13   | 14    | 14,8  | 13,9 | 12,5  | 10,8 | 9,9   | 135   |
| Humidité relative (%)               | 44    | 45    | 46    | 50    | 59    | 65   | 63    | 57    | 53   | 49    | 47   | 45    | 52    |

## Structure urbaine

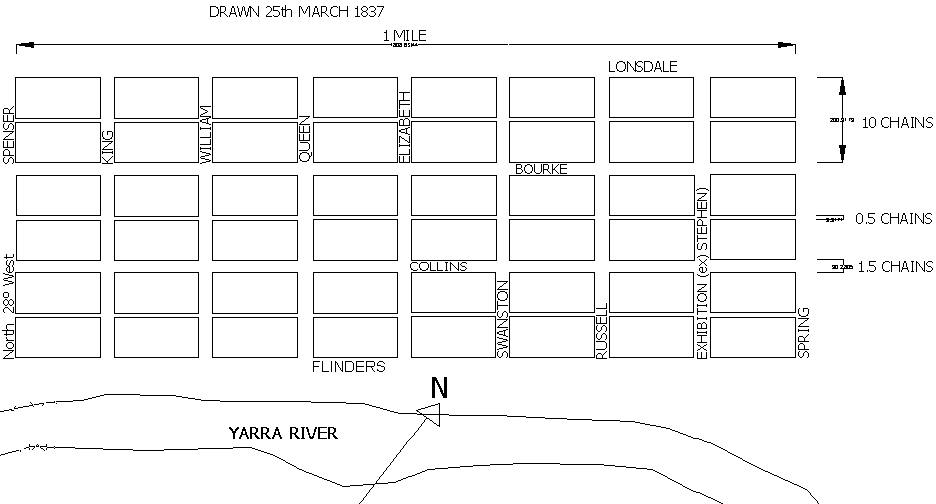
Plan schématique des attributions de Robert Hoddle pour le village de Melbourne, mars 1837.

La vieille ville, conçue par Robert Hoddle, est actuellement devenue le quartier central des affaires ou CBD (Central Business District) a été bâtie sur un plan au carré d'un mille de long sur un demi-mille de large, la limite sud correspondant au fleuve Yarra. Le centre-ville est bien connu pour ses bâtiments historiques, ses rues et ses galeries marchandes (dont les plus importantes sont les Block et Royal Arcades) qui abritent une grande variété de boutiques et de cafés. Le centre-ville et ses environs possèdent de nombreux monuments historiques comme le palais royal des expositions, l'hôtel de ville et le parlement. Bien que la vieille ville soit appelée le centre-ville, elle ne constitue pas le centre démographique de Melbourne en raison de l'étalement de la ville vers le sud-est, le centre démographique étant situé à St Bourne à Glen Iris.
Melbourne est un exemple typique des villes australiennes conçues au début du XXe siècle, la ville ayant été bâtie avec l'idée sous-jacente permanente d'une maison individuelle et de son jardin pour chaque famille, conception souvent connue localement comme l'Australian Dream. Une grande partie de la métropole a une faible densité de population. La mise à disposition des habitants d'un vaste réseau de chemin de fer et de tramways dès les premières années de développement de la ville a favorisé un développement de faible densité, la plupart du temps, le long des couloirs de transport.
Melbourne est souvent appelée la ville-jardin de l'Australie et l'État du Victoria était autrefois surnommé l'État-jardin. Il y a un grand nombre de parcs et jardins à Melbourne, dont de nombreux proches du centre-ville, avec une grande variété de plantes communes ou rares placées au milieu de parcs paysagers, en bordure de voies piétonnes et d'avenues bordées d'arbres. Il y a aussi beaucoup de parcs dans les banlieues de Melbourne, comme dans les arrondissements de Stonnington, Boroondara et de Port Phillip, au sud-est du centre-ville.
L'agglomération de Melbourne est officiellement divisée en centaines de quartiers (essentiellement pour une distribution facile du courrier) qui sont administrés par des zones d'administration locale.
Melbourne possède cinq des six plus hauts immeubles australiens, le plus haut étant la tour Eureka. Au total Melbourne compte 92 gratte-ciel.

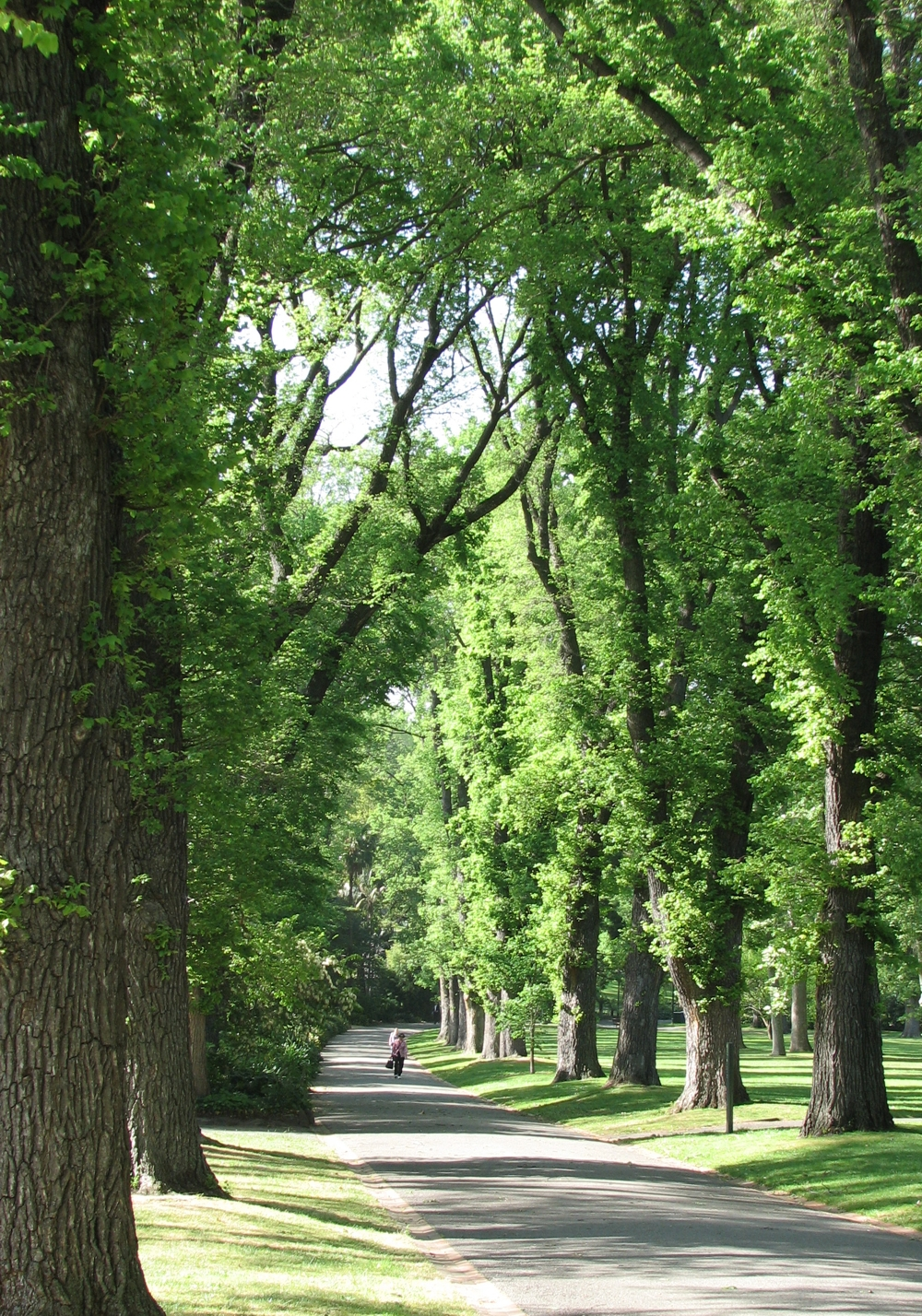
Allée d'ormes anglais, Fitzroy Gardens.
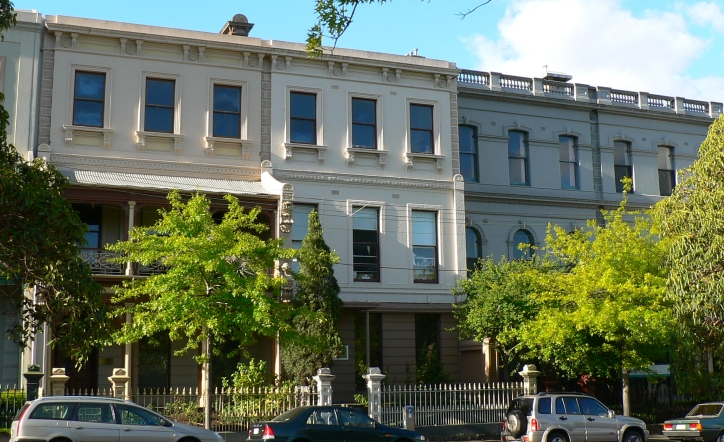
Maison victorienne à terrasse commune dans la proche banlieue de la ville, type de maison en cours de gentrification.
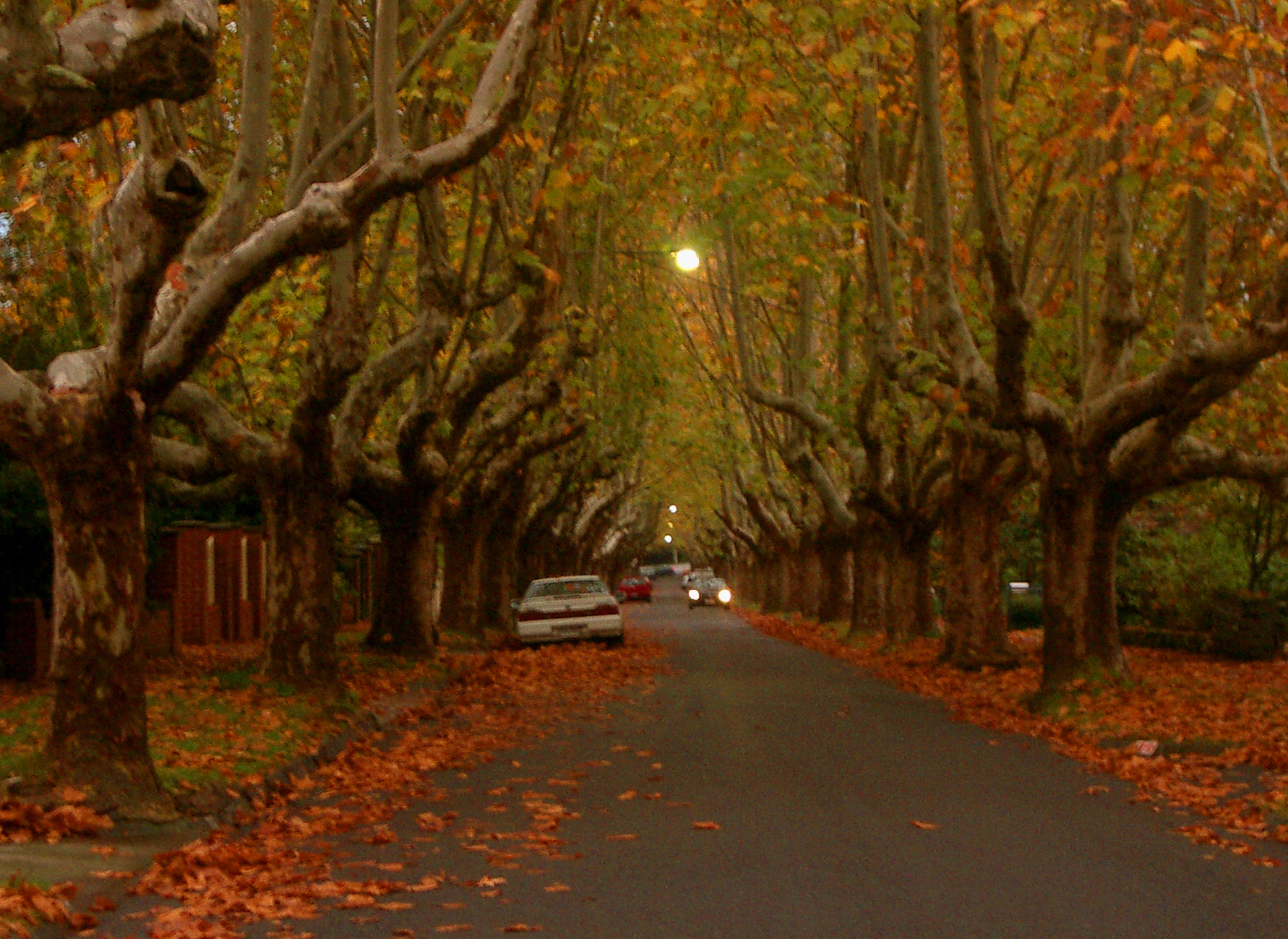
Automne dans la banlieue de Canterbury.
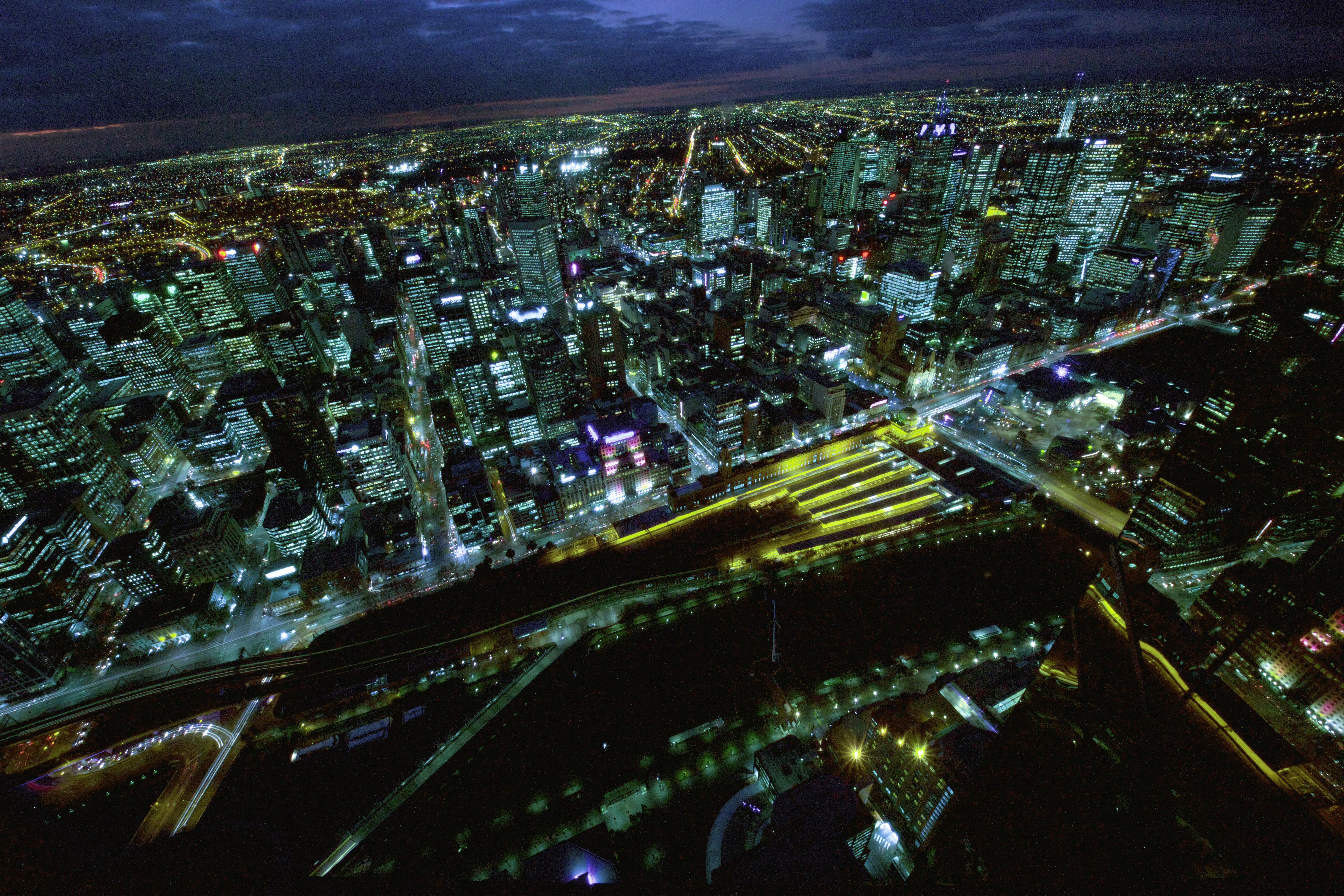
Vue aérienne du centre-ville de Melbourne de nuit.

## Culture

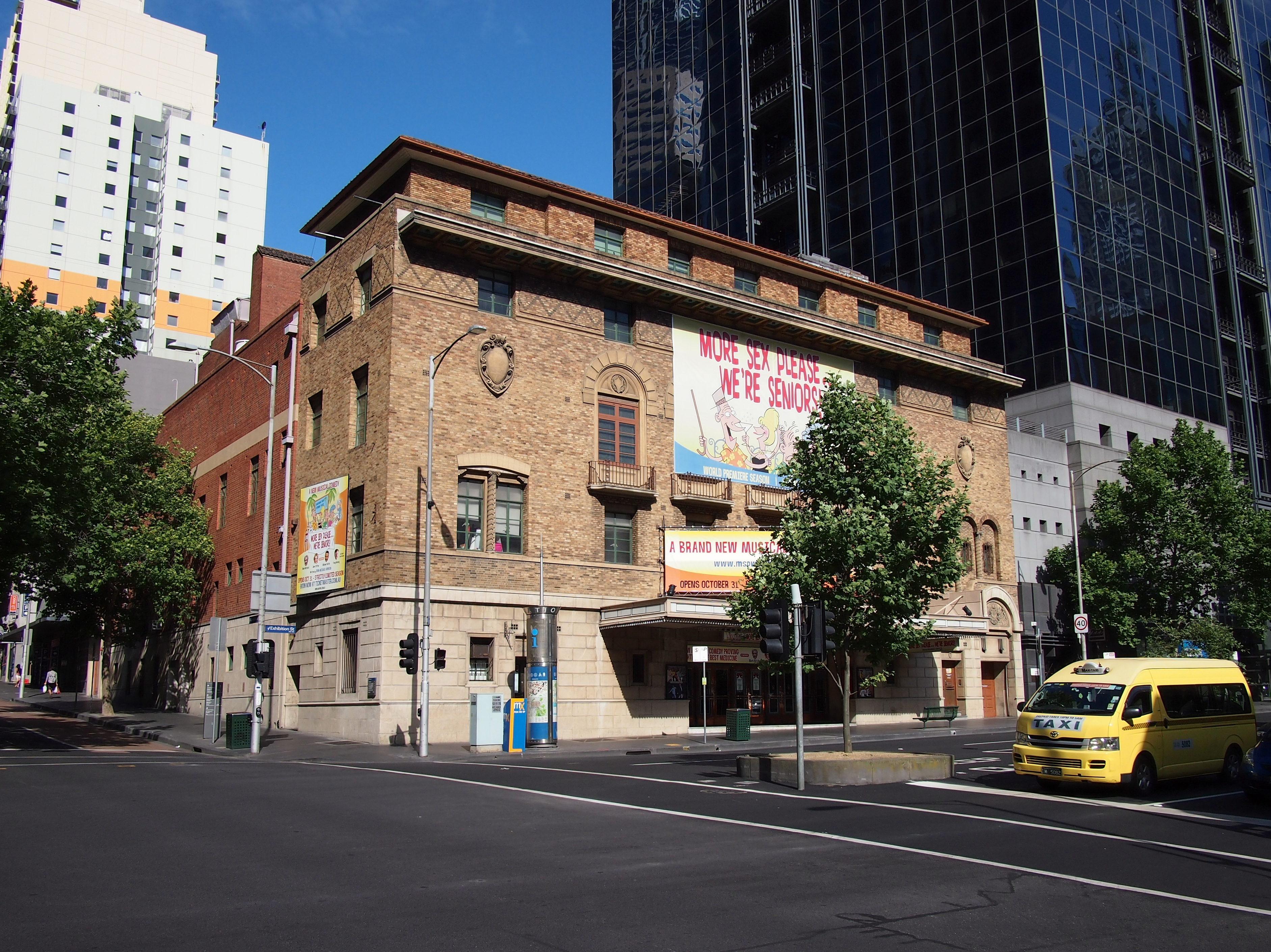
Melbourne Comedy Theatre.

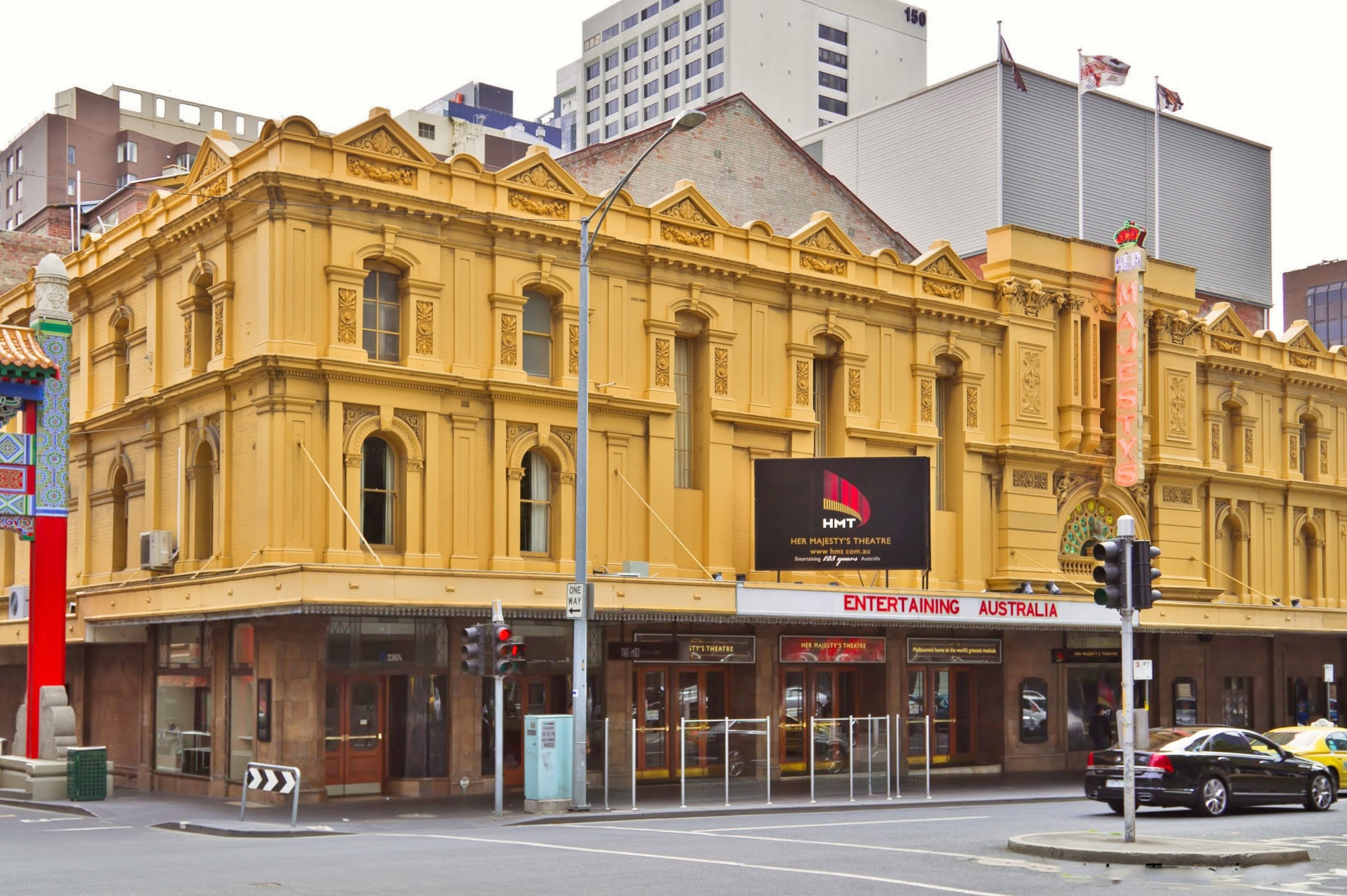
Her Majesty's Theatre.

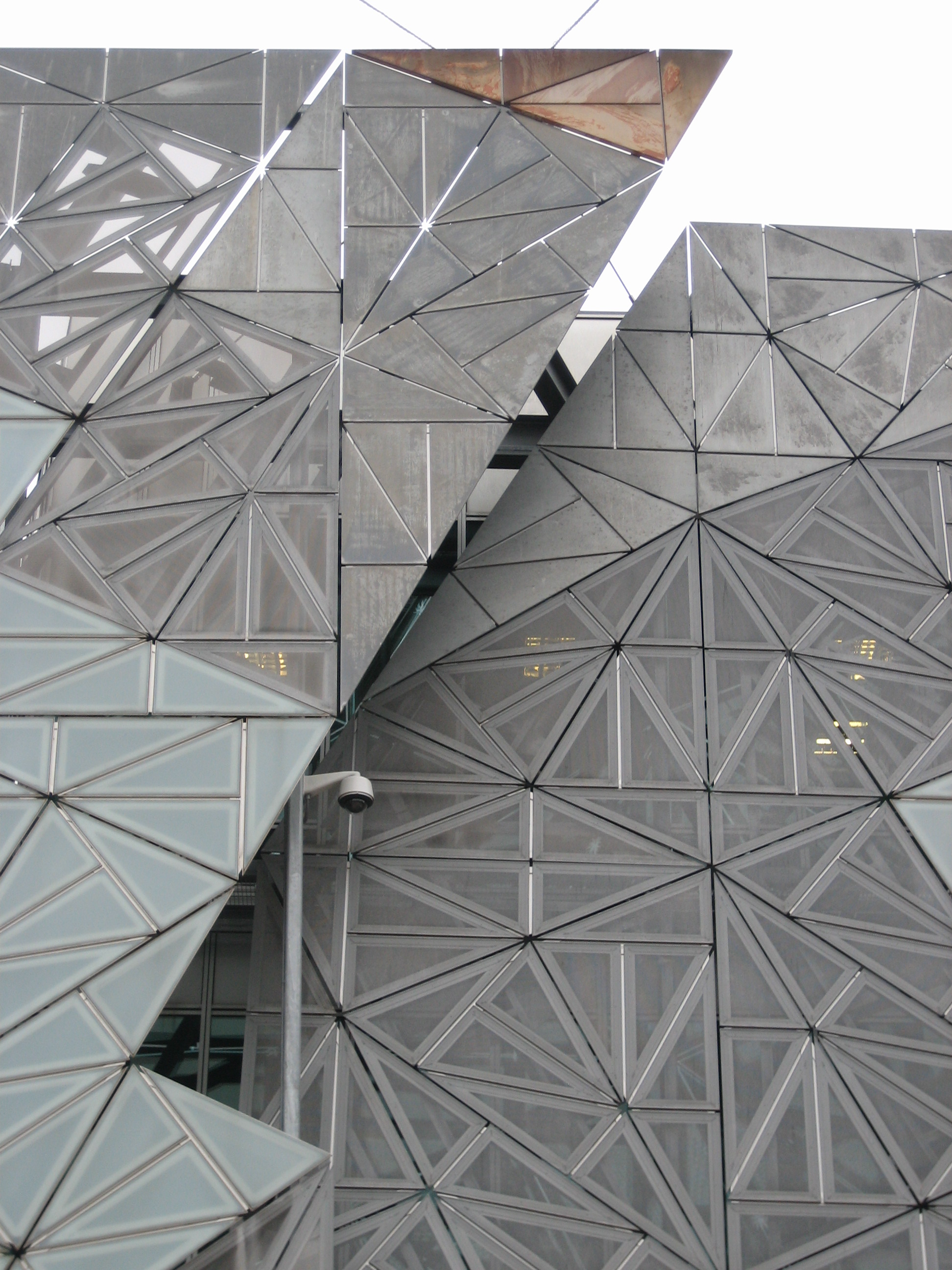
L'architecture moderne de Federation Square, au centre du quartier des affaires.

Melbourne est largement connue comme capitale culturelle et sportive de l'Australie. Elle a été classée plusieurs fois par The Economist comme la ville la plus agréable au monde sur la base de ses attributs culturels, de son climat, du coût de la vie, et des conditions sociales telles que le taux de criminalité et les services de santé. Toutefois, la hausse des prix de l'immobilier au cours de ces dernières années a conduit Melbourne à être nommée 36e ville la moins abordable au monde et la deuxième en Australie.
La ville organise chaque année une grande variété d'événements culturels et de spectacles. Melbourne est également considérée comme la capitale australienne de la musique live avec une forte proportion d'artistes émergents de la musique live ayant fait leurs premières armes sur les scènes de Melbourne. La ville est connue pour ses arts de la rue classés comme attraction majeure par les guides touristiques Lonely Planet (voir l'article sur les Arts de la rue à Melbourne (en)). La ville est également appréciée comme une des grandes villes de l'époque victorienne (1837-1901) et un centre urbain mélangeant une vigoureuse expansion avec une série impressionnante de bâtiments du XIXe et du début du XXe siècles. Le Royal Melbourne Philharmonic est un chœur de 120 voix.
Au cours des dernières années, la ville a réclamé le titre de capitale mondiale des principaux sports. La ville abrite le musée national des sports qui, jusqu'en 2006, était situé aux abords du stade de cricket et qui a été transféré en 2008 au Grand Stade Nord.
Le football australien (en hiver) et le cricket (en été) sont les deux sports les plus pratiqués à Melbourne qui en est le principal centre en Australie. Les deux sont le plus souvent joués dans les mêmes stades (ils utilisent les mêmes terrains) que ce soit en centre-ville ou en banlieue. La toute première rencontre officielle de cricket en Australie a été jouée au stade de cricket de Melbourne, le Melbourne Cricket Ground en mars 1877 ; ce stade est maintenant le plus grand stade de cricket au monde. Les premiers matchs de football australien ont été joués à Melbourne en 1858 et la ligue de football australien, l'AFL, l'Australian Football League, a son siège au Telstra Dome. L'agglomération possède neuf grandes équipes de football australien et les cinq matchs hebdomadaires qui les opposent attirent en moyenne 40 000 personnes par partie. En outre, la ville accueille chaque année la finale de l'AFL.
La ville abrite également plusieurs équipes professionnelles d'autres sports nationaux, comme l'équipe de rugby à XIII du Melbourne Storm, les équipes de football de la Melbourne Victory et du Melbourne Heart qui jouent en ligue A (la première division australienne), l'équipe de netball, la Melbourne Vixens qui joue en championnat ANZ, l'équipe de basket-ball des Melbourne Tigers qui joue en Ligue nationale de basket-ball.
Melbourne abrite tous les ans trois des principales compétitions internationales les plus mondialement connues : l'Open d'Australie (en tennis), la Melbourne Cup (course de plat de chevaux qui a lieu le premier mardi de novembre et qui est jour férié à Melbourne et Canberra) et le Grand Prix automobile d'Australie de Formule 1.
Melbourne a organisé les championnats du monde de cyclisme sur route 2010.

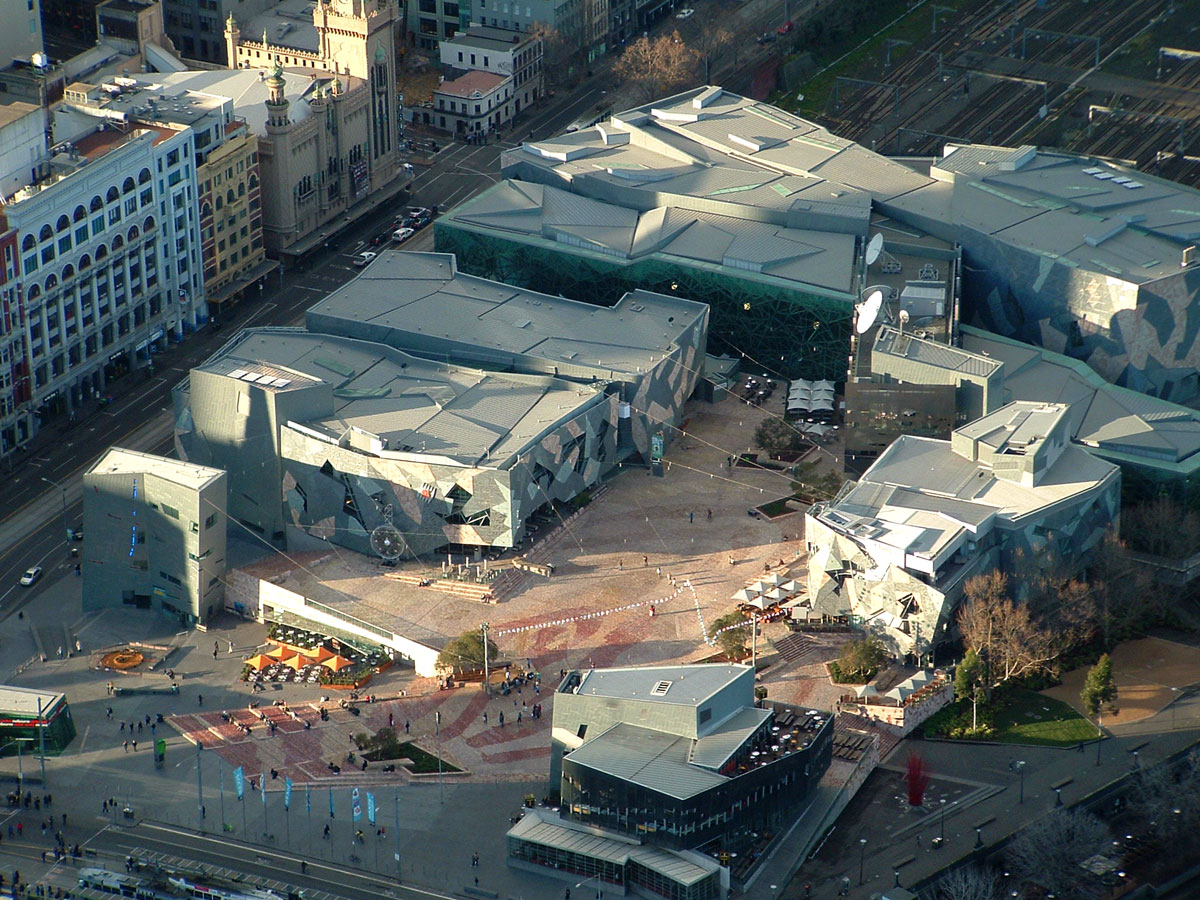
Le square de la fédération.
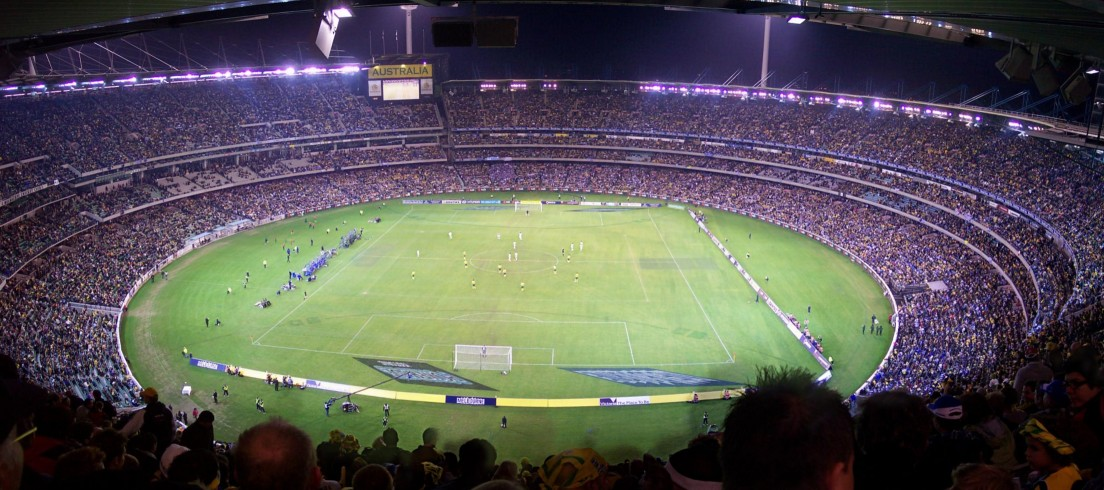
Le stade de cricket de Melbourne où se déroulent les matchs de cricket et de football australien.
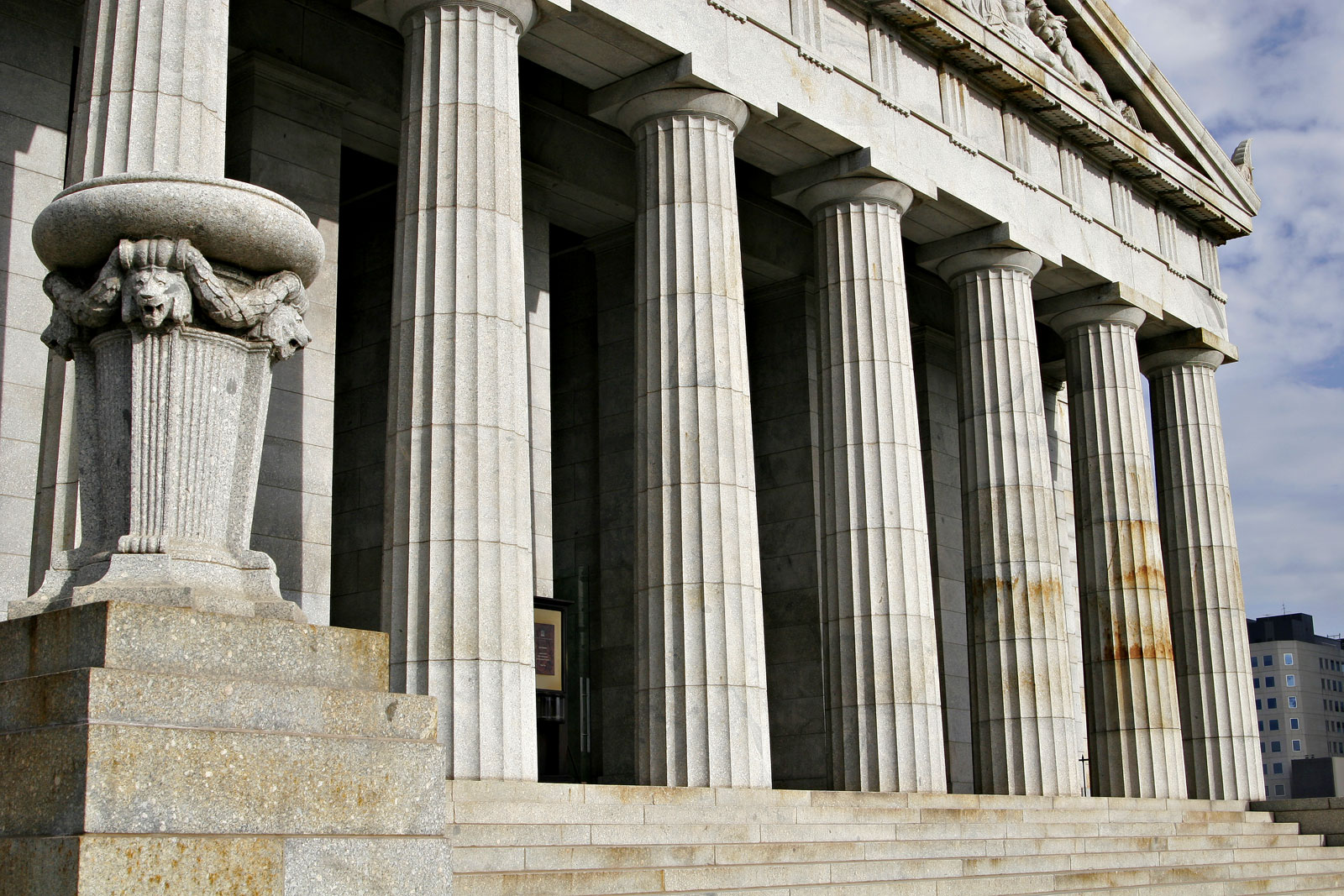
Le lieu du souvenir (The shrine of Remembrance).
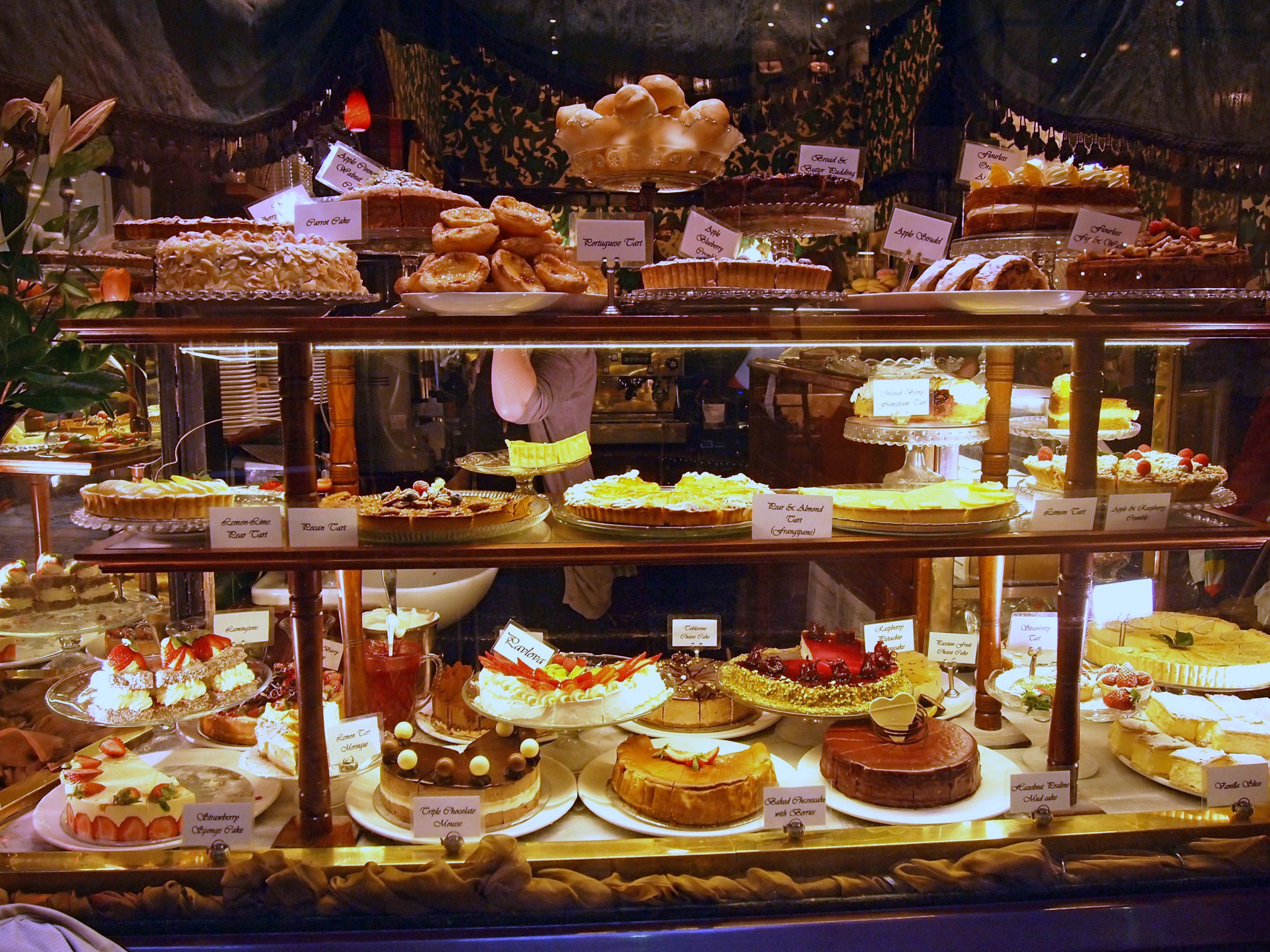
Gâteaux et pâtisseries dans un salon de thé sur la rue Collins.

### Sports
- football australien : Melbourne Football Club et North Melbourne Football Club
- cricket : Victorian Bushrangers,
- rugby : Melbourne Storm.
- course automobile : Circuit de l'Albert Park
- l'Open d'Australie de tennis se joue à la Melbourne Arena

## Économie

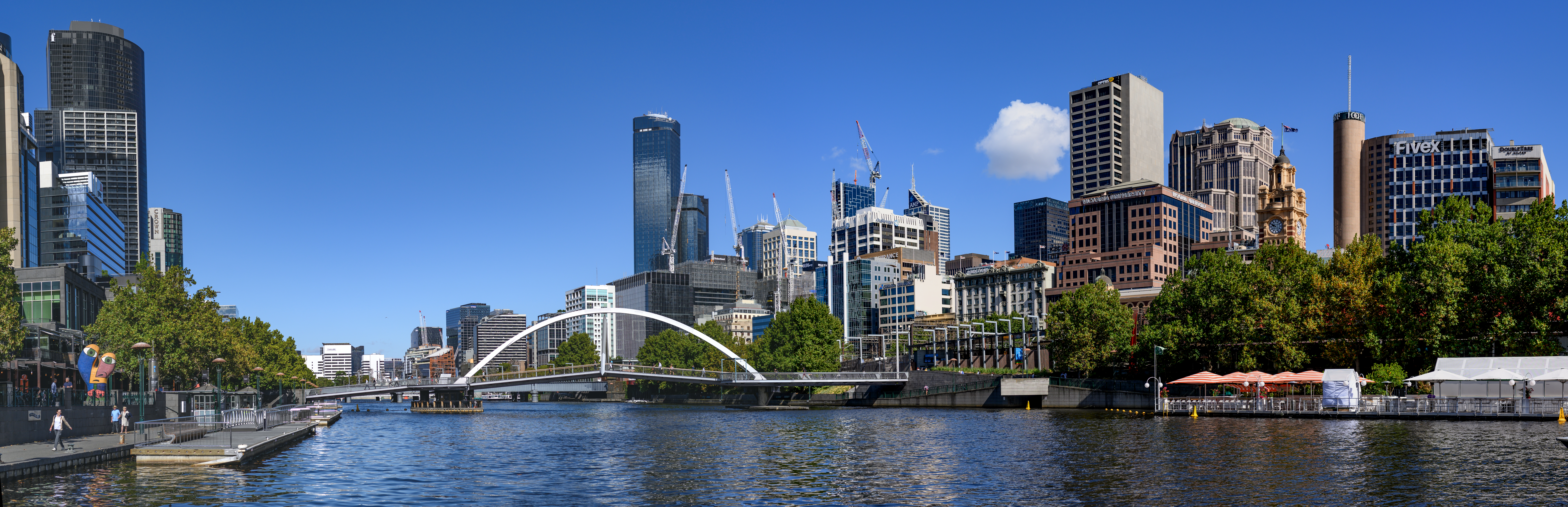
Melbourne skyline et Yarra River

Melbourne abrite le principal port maritime d'Australie avec un chiffre d'affaires dépassant les 70 milliards de dollars australiens (AUD) et un transport par conteneurs représentant 39 % de ce type de transport en Australie, ainsi que la plus grande partie de l'industrie automobile australienne avec les usines Ford et Toyota et l'usine de fabrication de moteurs Holden. Elle abrite de nombreuses autres industries manufacturières en même temps qu'elle est un important centre financier[réf. souhaitée]. À la mi-novembre 2006, la ville a accueilli le sommet du G20 au milieu de violentes manifestations. Le transport international de marchandises occupe aussi un secteur important de l'économie de la ville.
Melbourne est également un important pôle technologique, avec une industrie des technologies de l'information et de la communication (TIC) qui emploie plus de 60 000 personnes, soit un tiers de la main d'œuvre australienne dans ce secteur d'activités, avec un chiffre d'affaires de 19,8 milliards de dollars et des recettes à l'exportation de 615 millions d'AUD.
Melbourne continue de jouer un rôle important comme centre financier pour l'Asie et le Pacifique sud. Deux des quatre plus grandes banques australiennes, la National Australia Bank (NAB) et l'Australia and New Zealand Banking Group (ANZ), ont leur siège social à Melbourne. La ville a su se tailler un nouveau créneau devenant le premier centre australien de gestion de fonds de pension, avec 40 % du total, dont 65 % pour les fonds de pension de l'industrie. Melbourne détient également quarante milliards de dollars du fonds d'investissement du gouvernement fédéral et pourrait abriter le siège de la plus grande entreprise mondiale si le projet de fusion entre BHP Billiton et le groupe Rio Tinto se faisait.
Le tourisme joue un rôle important dans l'économie de Melbourne, avec environ 18,3 millions de visiteurs nationaux et 1,96 million de touristes internationaux en 2013. Dès 2008, Melbourne avait dépassé Sydney comme principale destination touristique australienne.
La ville est le siège de nombreuses grandes entreprises australiennes dont cinq des dix plus grandes du pays (sur la base du chiffre d'affaires) (ANZ, BHP Billiton, National Australia Bank (NAB), Rio Tinto et Telstra), ainsi que des organismes comme l'organisation patronale Business Council of Australia ou syndicale ouvrière, le Conseil australien des syndicats.
Melbourne est classée au 34e rang des 50 plus grands centres financiers par le Mastercard Worldwide Centers of Commerce Index (2007) après Barcelone et derrière Genève, et le deuxième derrière Sydney (14e) en Australie.
Les plus récents grands projets aménagements, tels que le réfection de la gare de la croix du Sud (Southern Cross Station (ex-Spencer Street Station)), ont tourné autour des Jeux du Commonwealth de 2006, qui ont eu lieu dans la ville du 15 mars au 26 mars 2006. La pièce maîtresse des réalisations des Jeux du Commonwealth a été le réaménagement du stade de cricket de Melbourne qui a été utilisé pour l'ouverture et de clôture des Jeux. Le projet comprenait la reconstruction de la moitié nord du stade et la création d'une piste d'athlétisme temporaire pour un coût de 434 millions de dollars.
Melbourne a également su s'attirer une part croissante du marché des conférences nationales et internationales. En février 2006 a commencé la construction, pour un milliard d'AUD, d'un centre de conférences internationales de 5 000 places, d'un hôtel Hilton et d'un centre commercial adjacent au Melbourne Convention and Exhibition Centre qui reliera, le long du Yarra la Southbank et le nouveau quartier des docks en cours de réaménagement pour plusieurs milliards de dollars.

## Démographie
| Pays d’origine    | Habitants |
| ----------------- | --------- |
| Royaume-Uni       | 165 838   |
| Inde              | 106 597   |
| Italie            | 68 823    |
| Viêt Nam          | 67 040    |
| Chine             | 90 900    |
| Nouvelle-Zélande  | 67 045    |
| Grèce             | 48 310    |
| Sri Lanka         | 42 655    |
| Malaisie          | 38 028    |
| Philippines       | 33 923    |
| Allemagne         | 21 507    |
| Malte             | 18 093    |
| Afrique du Sud    | 21 812    |
| Macédoine du Nord | 17 367    |
| Hong Kong         | 17 587    |
| Pologne           | 15 060    |
| Croatie           | 14 696    |
| Liban             | 15 575    |
| Pays-Bas          | 13 932    |
| Turquie           | 15 479    |

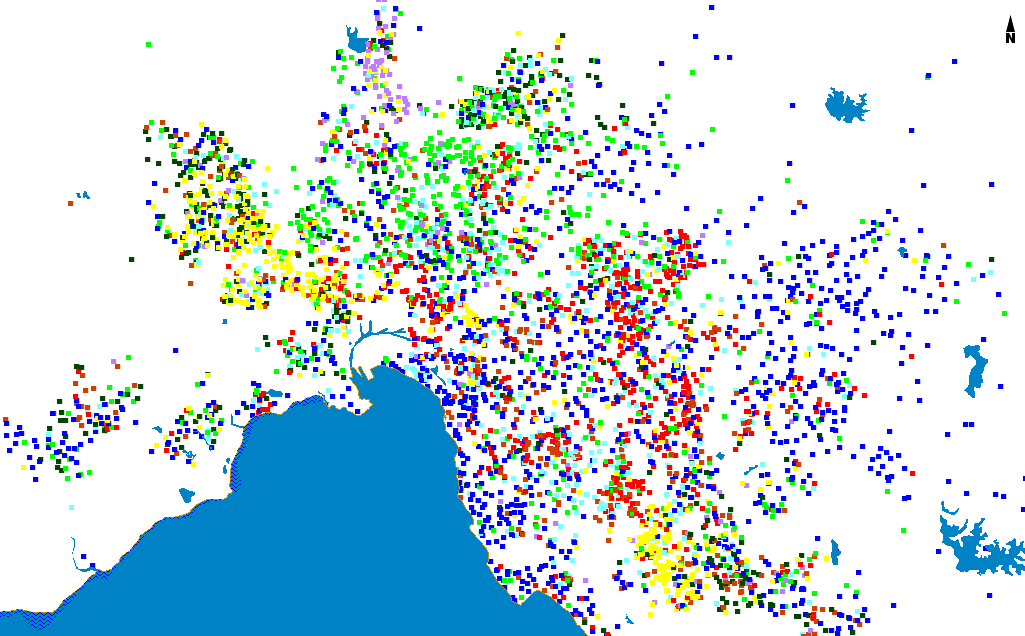
Carte de la population de Melbourne. Chaque point indique la présence de 100 personnes nées en Grande-Bretagne (bleu foncé), en Grèce (bleu clair), en Chine (rouge), en Inde (brun), au Viêt Nam (jaune), en Turquie (violet), en Italie (vert clair) et dans l'ancienne Yougoslavie (vert foncé). Résultats basés sur le recensement de 2006.

Aujourd'hui, Melbourne est une ville multiculturelle à la population multiethnique. En 2006, près d'un quart de la population de l'État du Victoria était née outre-mer et la ville abritait des résidents de 233 pays, qui parlaient plus de 180 langues et dialectes et pratiquaient 116 confessions religieuses. Melbourne abrite la deuxième plus importante population asiatique d'Australie, avec les plus importantes communautés vietnamiennes, indiennes et sri-lankaises du pays.
Les premiers habitants de la zone géographique connue actuellement sous le nom de Melbourne ont été les Aborigènes d'Australie — en particulier, les peuples bunurong, wurundjeri et wathaurong. Melbourne est toujours un lieu de vie des Autochtones — composés de groupes locaux et d'indigènes en provenance d'autres régions d'Australie — avec une communauté aborigène de plus de 20 000 personnes (0,6 % de la population).
Les premiers colons européens à Melbourne étaient britanniques et irlandais. Ces deux communautés représentaient pratiquement la quasi-totalité des nouveaux arrivants avant la ruée vers l'or, et ont fourni la plus grande partie des immigrants de la ville jusqu'à la Seconde Guerre mondiale. Melbourne a été transformée par la ruée vers l'or des années 1850, en quelques mois après la première découverte d'or en août 1852, la population de la ville a augmenté de près de trois quarts, passant de 25 000  à   40 000 habitants. Par la suite, la croissance est devenue exponentielle et en 1865, Melbourne a dépassé Sydney et est devenue la ville la plus peuplée d'Australie. Un grand nombre de chinois, d'allemands et de ressortissants des États-Unis sont venus travailler sur les champs aurifères, puis à Melbourne. Les différentes nationalités ayant participé à la révolte de l'Eureka Stockade en 1854 donnent une indication approximative des flux migratoires de la deuxième moitié du XIXe siècle.

### Immigration après la Seconde Guerre mondiale
Au lendemain de la Seconde Guerre mondiale, Melbourne va voir arriver un flot sans précédent d'immigrants en provenance d'Europe du Sud, principalement de Grèce et d'Italie, mais aussi de Chypre et de Turquie. Au recensement de 2001, il y avait 151 785 personnes nées en Grèce vivant à Melbourne. 47 % de tous les Australiens d'origine grecque vivent à Melbourne. Les Australiens d'origine chinoise ou vietnamienne représentent également une fraction significative de la population.
Melbourne bénéficie d'un niveau relativement élevé d'intégration de ses migrants par rapport aux autres villes australiennes, mais certains groupes ethniques sont associés aux quartiers de banlieue dans lesquels ils se sont installés lors de leur arrivée : les Italiens à Carlton, Brunswick, Bulleen et Mille Park ; les Macédoniens à Thomastown ; les Indiens et les Sri Lankais à la banlieue sud-est telle qu'Hampton Park et Narre Warren ; les Grecs à Oakleigh, Northcote et Hughesdale ; les Vietnamiens à Richmond, Springvale et Footscray ; les Maltais à Sunshine, les Serbes, les Croates et les Bosniens à St Albans ; les Turcs à Coburg ; les Libanais à Broadmeadows et Coburg ; les Russes à Carnegie ; les Espagnols et les Mexicains à Fitzroy ; les Nord-Africains à Flemington ; les Africains du Sud du sahara à Noble Park ; les Cambodgiens à Keysborough ; les Éthiopiens à Footscray, Flemington et Sunshine ; les Soudanais à Flemington et Footscray ; les Philippins à Hoppers Crossing ; les Chinois à Springvale, Richmond et Box Hill ; les populations du Moyen-Orient comme les Afghans et les Iraniens à Thomas Street. Les villes de Dandenong, Monash, Casey et Whittlesea en limite de Melbourne sont notamment des points chauds de migrants.
Melbourne a une proportion de résidents nés outre-mer supérieure à la moyenne nationale: 34,8 % pour une moyenne nationale de 23,1 %. Selon les données nationales, la Grande-Bretagne est le pays de naissance le plus fréquemment rencontré avec 4,7 %, suivi par l'Italie (2,4 %), la Grèce (1,9 %) et la Chine (1,3 %). Melbourne dispose également d'importantes communautés d'origine vietnamienne, indienne et sri-lankaise, en plus de récentes arrivées d'Afrique du Sud et du Soudan.
Plus des deux tiers des habitants de Melbourne parlent seulement anglais chez eux (68,8 %). L'italien est la deuxième langue la plus parlée à la maison (4,0 %), le grec et le chinois sont respectivement troisième et quatrième, avec plus de 100 000 pratiquants.

### Religion

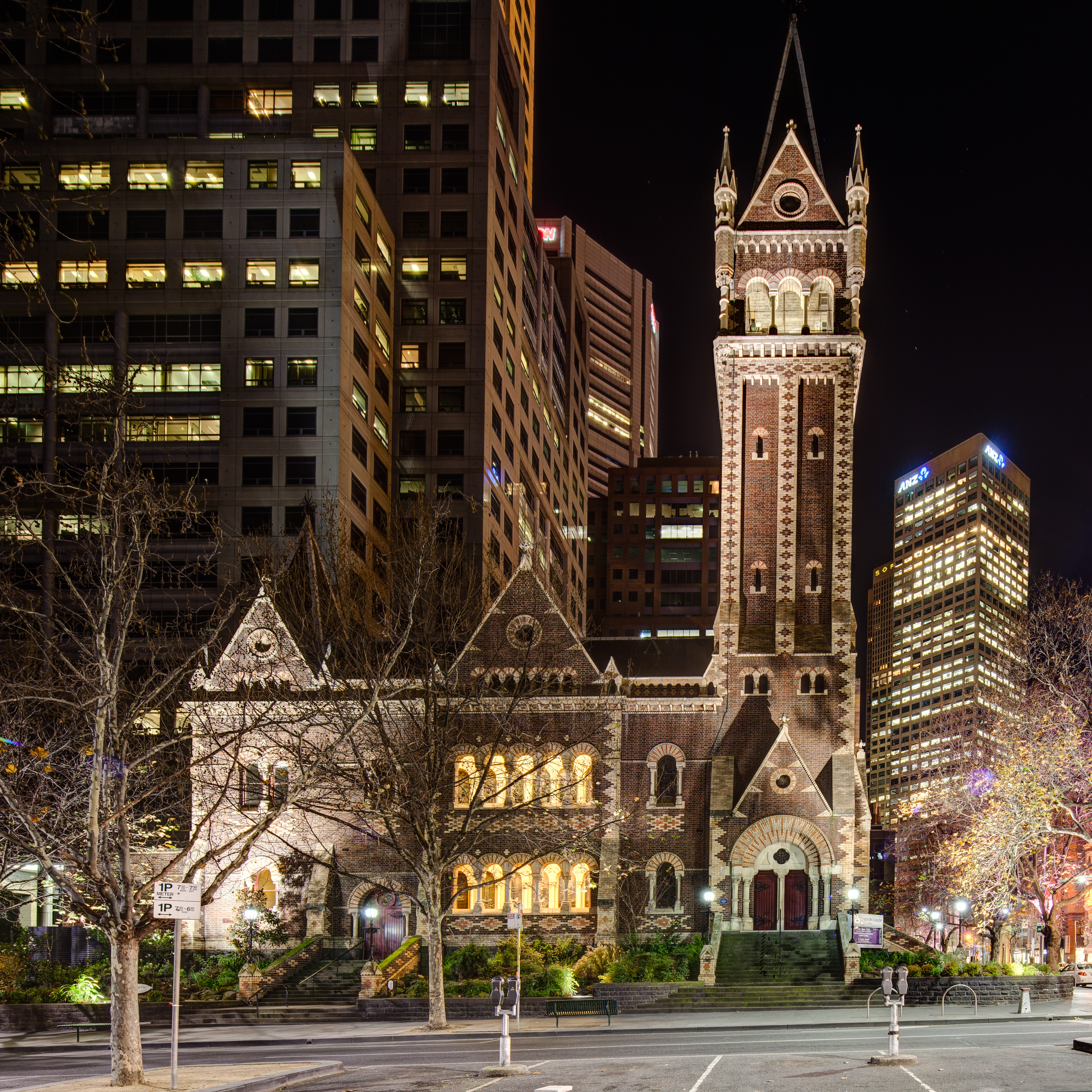
L'église unie Saint-Michel de nuit.

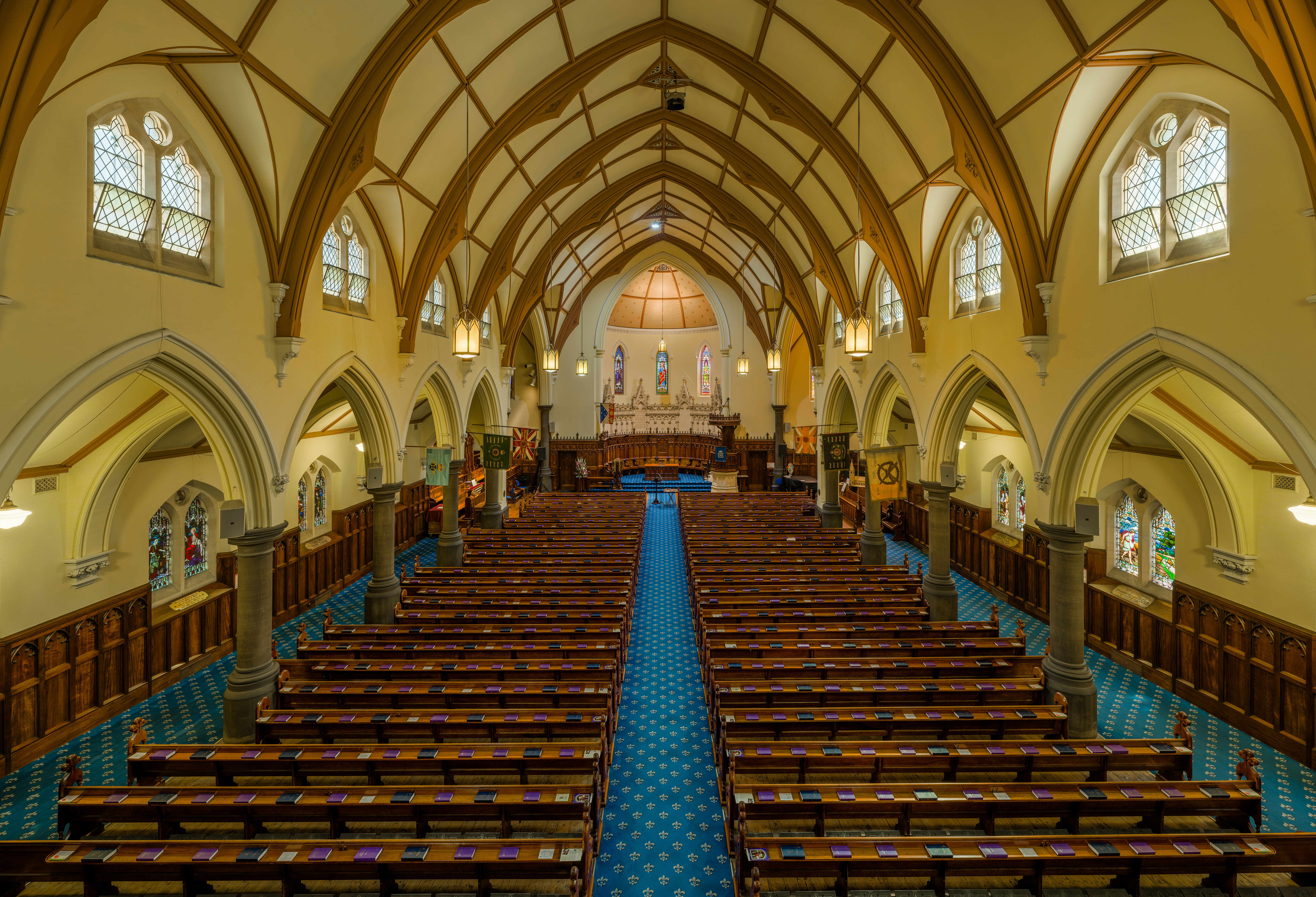
L'intérieur de l'église de Scots à Melbourne. Septembre 2017.

Le recensement de 2006 montre que 28,3 % (1 018 113 personnes) des habitants de Melbourne se disent catholiques. On trouve ensuite, par ordre décroissant, les personnes sans religion (20,0 %, 717 717), les anglicans (12,1 %, 433 546), les orthodoxes (5,9 %, 212 887) et les protestants (Uniting Church) (4,0 %, 143 552). Bouddhistes, musulmans, juifs et hindous représentent collectivement 7,5 % de la population. Quatre juifs australiens sur dix habitent Melbourne. La ville abrite le plus grand nombre de survivants de la Shoah de toutes les villes australiennes, avec le plus fort pourcentage par habitant en dehors d'Israël lui-même.
La ville possède deux grandes cathédrales, Saint-Patrick (catholique), et Saint-Paul (anglicane). Les deux ont été construites à l'époque victorienne et figurent au patrimoine architectural de la ville.

### Densité de population et croissance urbaine
| 1951 | 2 340 |
| 1961 | 2 140 |
| 1971 | 1 810 |
| 1981 | 1 590 |
| 1986 | 1 605 |
| 1991 | 1 680 |
| 1996 | 1 790 |
| 1999 | 1 705 |
| 2001 | 1 509 |

| 1836 | 177       |                    |
| 1854 | 123 000   | (ruée vers l'or)   |
| 1880 | 280 000   | (boom économique)  |
| 1956 | 1 500 000 |                    |
| 1981 | 2 806 000 |                    |
| 1991 | 3 156 700 | (crise économique) |
| 2001 | 3 366 542 |                    |
| 2006 | 3 744 373 |                    |
| 2013 | 4 347 955 | [ 77 ]             |
| 2023 | 5 207 145 | [ 1 ]              |

Bien que le solde migratoire inter-États fluctue fortement selon les années, la population de Melbourne augmente d'environ 50 000 personnes par an depuis 2003. Melbourne est la capitale australienne qui attire le plus grand nombre d'immigrants venus d'outre-mer (48 000) devant Sydney, mais elle reçoit aussi des migrants venant de Sydney et d'autres capitales australiennes en raison du prix des logements plus abordables et d'un coût de la vie plus bas, deux facteurs clés qui ont contribué ces dernières années à la croissance de Melbourne,. Au cours des dernières années, les arrondissements de Melton, Wyndham et Casey ont enregistré le plus fort taux de croissance de toutes les zones d'administration locale d'Australie. Bien qu'une étude démographique ait montré que Melbourne pourrait devancer Sydney en population d'ici à 2028, le Bureau australien des statistiques a conçu deux scénarios qui prévoient, pour l'un, que Sydney restera devant Melbourne au-delà de 2056, mais avec un écart inférieur trois pour cent contre douze pour cent aujourd'hui, pour l'autre, que la population de Melbourne dépassera celle de Sydney en 2039, principalement en raison du flux migratoire interne entre les deux capitales.
La densité de la population a diminué à Melbourne après la Seconde Guerre mondiale, le développement de l'automobile et les attraits d'un chez-soi à la campagne provoquant un agrandissement des banlieues, principalement vers l'est. Après beaucoup de discussions tant au niveau du grand public qu'à celui des organismes de planification dans les années 1980, on a voulu changer cela et la baisse s'est inversée depuis la récession du début des années 1990. La ville a augmenté sa densité dans le centre et la banlieue ouest. Depuis les années 1970, le gouvernement du Victoria envisage des plans, tels que Postcode 3000 et Melbourne 2030, pour limiter l'étalement urbain.

## Médias

### Journaux
Melbourne possède deux quotidiens, le Herald Sun, un tabloïd du groupe News Limited de Rupert Murdoch et The Age, un journal grand format du groupe Fairfax Media.

### Télévision
Melbourne a six réseaux de télévision :
- le réseau national ABC avec sa chaîne principale ABC1 et trois chaînes disponibles grâce à un récepteur numérique ABC2, ABC3, ABC News 24. ABC dispose de deux studios, un à Ripponlea et un autre à Southbank ;
- le réseau national SBS avec sa chaîne principale SBS One et une seconde chaîne SBS Two disponible grâce à un récepteur numérique. SBS émet depuis ses studios de Federation Square dans le centre de Melbourne ;
- HSV-7 qui appartient au réseau privé Seven Network. HSV-7 émet depuis le quartier de Melbourne Docklands. Seven Network a deux autres chaînes 7Two et 7mate ;
- GTV-9 qui appartient au réseau privé Nine Network. GTV-9 émet depuis ses studios de Richmond. Nine Network a deux autres chaînes GEM et Go! ;
- ATV qui appartient au réseau privé Network Ten. ATV diffuse à partir de Como complex situé à South Yarra. Network Ten a une autre chaîne One ;
- C31 Melbourne, est la seule chaîne locale de télévision avec des émissions diffusées à Geelong.

### Radio
Un certain nombre de stations de radio émettent sur Melbourne et au-delà aussi bien en AM qu'en FM. Les stations les plus populaires en FM sont Nova 100 et Mix 101,1, toutes deux installées à Richmond et Fox FM et Triple M de Austereo Radio Network dont les studios sont situés sur St Kilda Road. En modulation d'amplitude, on trouve 3AW, une importante station de radio de discussion, et son affiliée, Magic 1278, qui diffuse de la musique des années 1930-1960.

## Administration de la ville

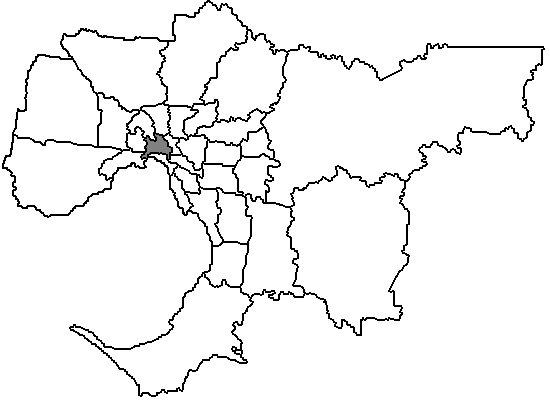
Carte du grand Melbourne.

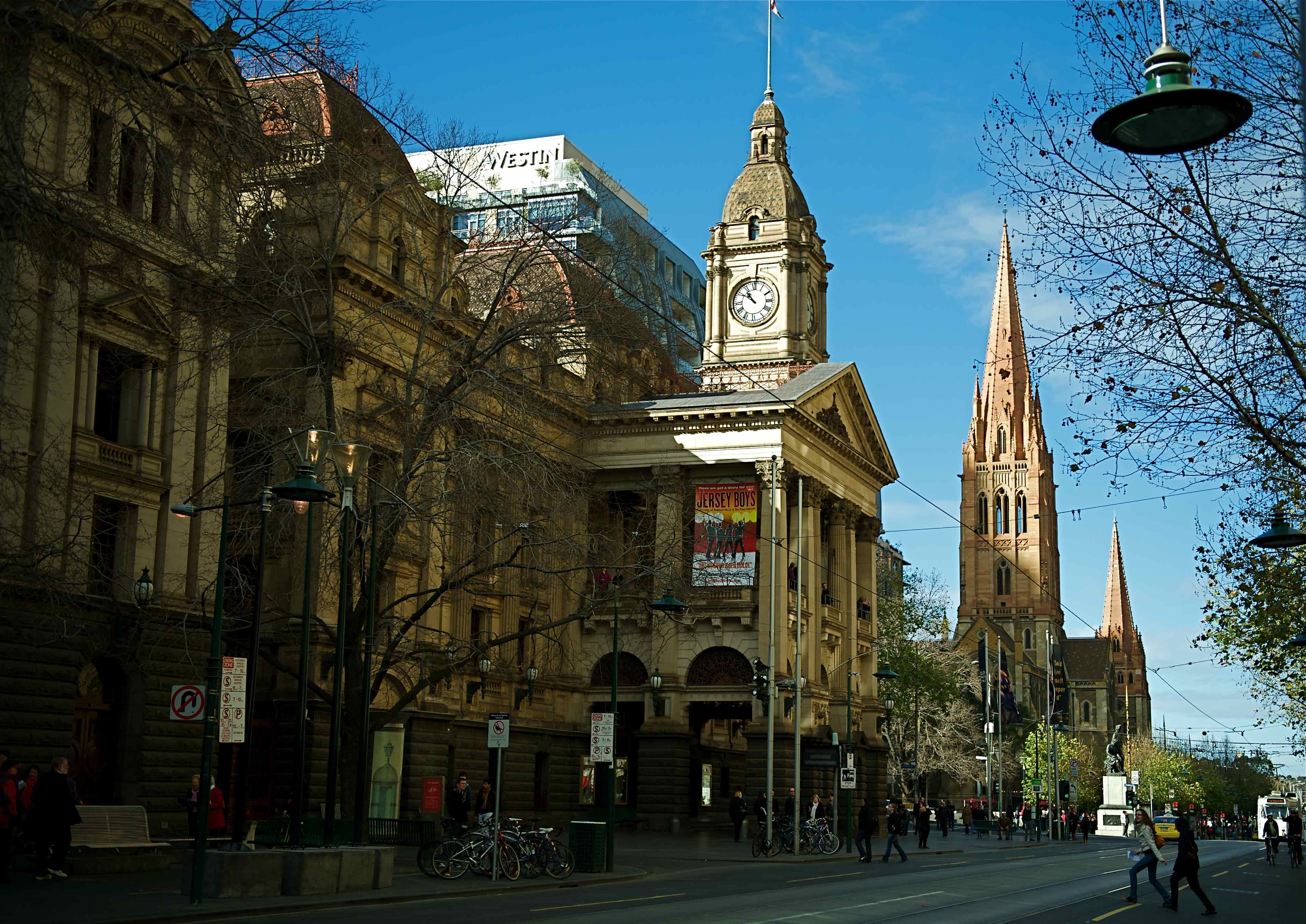
Hôtel de ville de Melbourne (général).

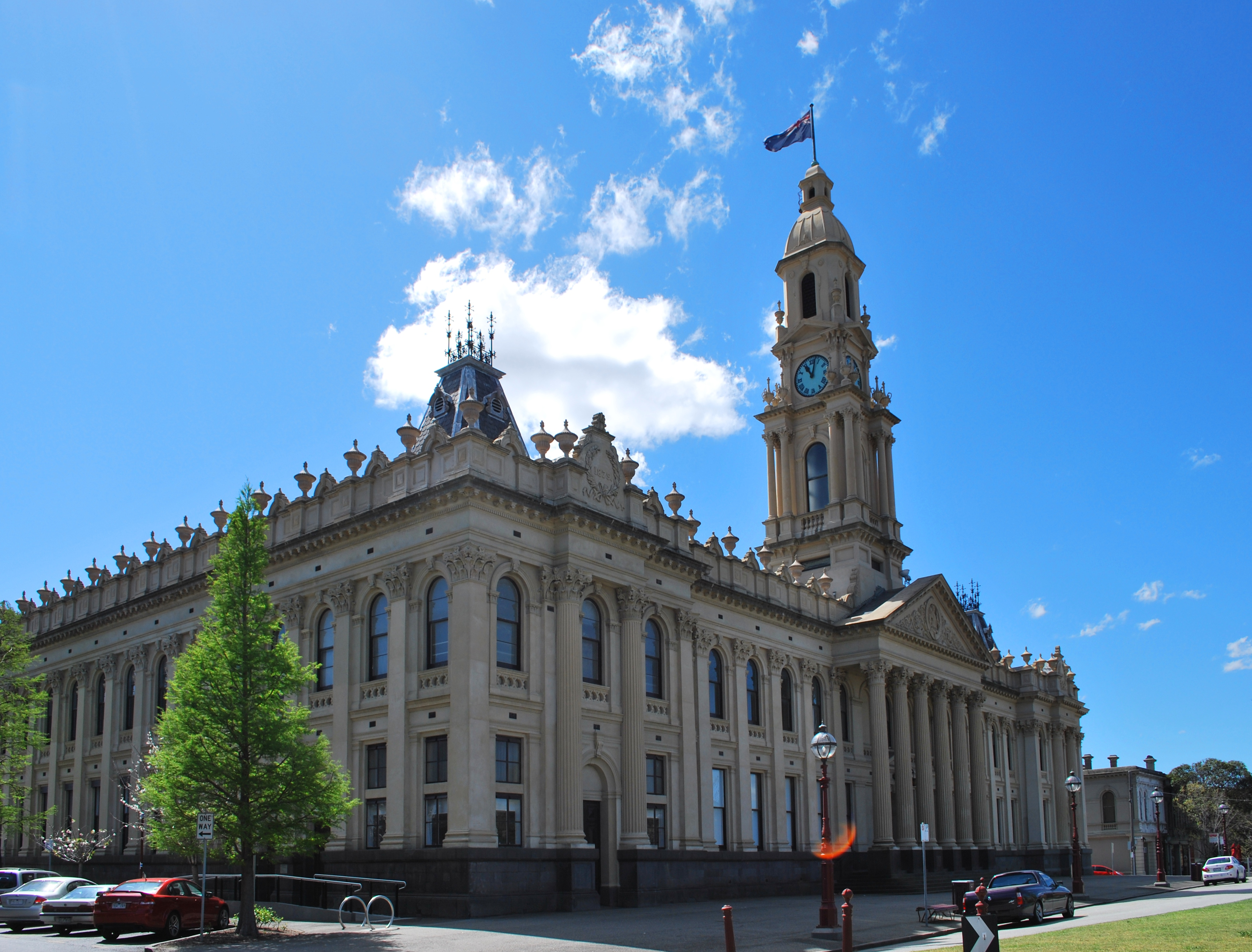
Hôtel de ville de Melbourne-Sud.

Le Conseil municipal de Melbourne prend en charge la gestion de la ville de Melbourne, qui comprend le centre-ville et les proches quartiers l'entourant. Toutefois, le responsable du conseil municipal de Melbourne, le lord-maire de Melbourne, est souvent considéré comme le représentant du « Grand Melbourne » (Greater Melbourne, désignant toute l'agglomération) en particulier lorsqu'il se rend dans un autre État australien ou à l'étranger. L'actuel lord-maire est Sally Capp (en) , en fonction depuis mai 2018.
Le reste de l'agglomération est divisé en 30 zones d'administration locale qui sont :
- centre-ville :
  - ville de Melbourne,
  - ville de Port Phillip,
  - ville de Yarra ;
- quartiers nord :
  - ville de Banyule,
  - ville de Darebin,
  - ville de Hume,
  - ville de la vallée Moonee,
  - ville de Moreland,
  - comté de Nillumbik,
  - ville de Whittlesea ;
- quartiers est :
  - ville de Boroondara,
  - ville de Knox,
  - ville de Manningham,
  - ville de Maroondah,
  - ville de Whitehorse,
  - comté de la chaîne Yarra ;
- quartiers sud-est :
  - ville de Bayside,
  - comté de Cardinia,
  - ville de Casey,
  - ville du grand Dandenong,
  - ville de Frankston,
  - ville de Glen Eira,
  - ville de Kingston,
  - ville de Monash,
  - comté de la péninsule Mornington,
  - ville de Stonnington ;
- quartiers ouest :
  - ville de Brimbank,
  - ville d'Hobsons Bay,
  - ville de Maribyrnong,
  - comté de Melton,
  - ville de Wyndham.

Toutes ces zones sont désignées comme des citys, à l'exception de cinq d'entre elles à la toute périphérie de la ville qui ont le titre de comté (shire en anglais). Les habitants des zones élisent des conseillers, responsables d'un certain nombre de fonctions qui leur sont déléguées par le gouvernement de l'État du Victoria en vertu de la Local Government Act de 1989,, telles que la planification urbaine et la gestion des déchets.
La plus grande partie de la gestion de l'agglomération est sous le contrôle du gouvernement de l'État du Victoria, qui siège à la maison du Parlement dans Spring Street. C'est le cas notamment des transports publics, des grands axes routiers, du contrôle de la circulation, de la police, de l'éducation autre que préscolaire et de la planification des grands projets d'infrastructure. Parce que les trois quarts de la population du Victoria vivent à Melbourne, les différents gouvernements de l'État ont toujours été réticents à permettre le développement de l'autonomie de la ville, ceci pour éviter les conflits qui pourraient apparaître entre le conseil municipal et le gouvernement de l'État. C'est la raison pour laquelle la semi-autonome Melbourne and Metropolitan Board of Works a été supprimée en 1992 ce qui n'est pas sans analogie avec les autres États australiens où le gouvernement de l'État exerce les pouvoirs sur les grandes métropoles.

## Enseignement
L'enseignement est sous le contrôle de l'État qui le supervise par le Ministère de l'Éducation et du Développement de la petite enfance (DEECD en anglais abrégé), dont le rôle est de « fournir des conseils en matière de planification et d'organisation de l'enseignement ». Il est dirigé par deux ministres d'État, un pour l'éducation et pour les enfants et l'autre pour le développement de la petite enfance.

### Enseignement préscolaire, primaire et secondaire
Le contrôle, l'élaboration des programmes éducatifs et les initiatives de recherche de l'enseignement primaire et secondaire sont effectués par la Victorian Curriculum and Assessment Authority (VCAA)).
La plupart des High Schools de Melbourne sont appelées « collèges secondaires », un héritage du gouvernement travailliste de Joan Kirner. Il y a deux écoles publiques très cotées à Melbourne et toutes les écoles publiques ont le droit de restreindre l'accès aux étudiants vivant dans leur « zone »,.
Bien que l'enseignement public soit gratuit, 35 % des élèves fréquentent une école primaire ou secondaire privée. La plupart des nombreuses écoles privées sont catholiques, les autres sont indépendantes d'une confession.

### Enseignement supérieur et formation professionnelle

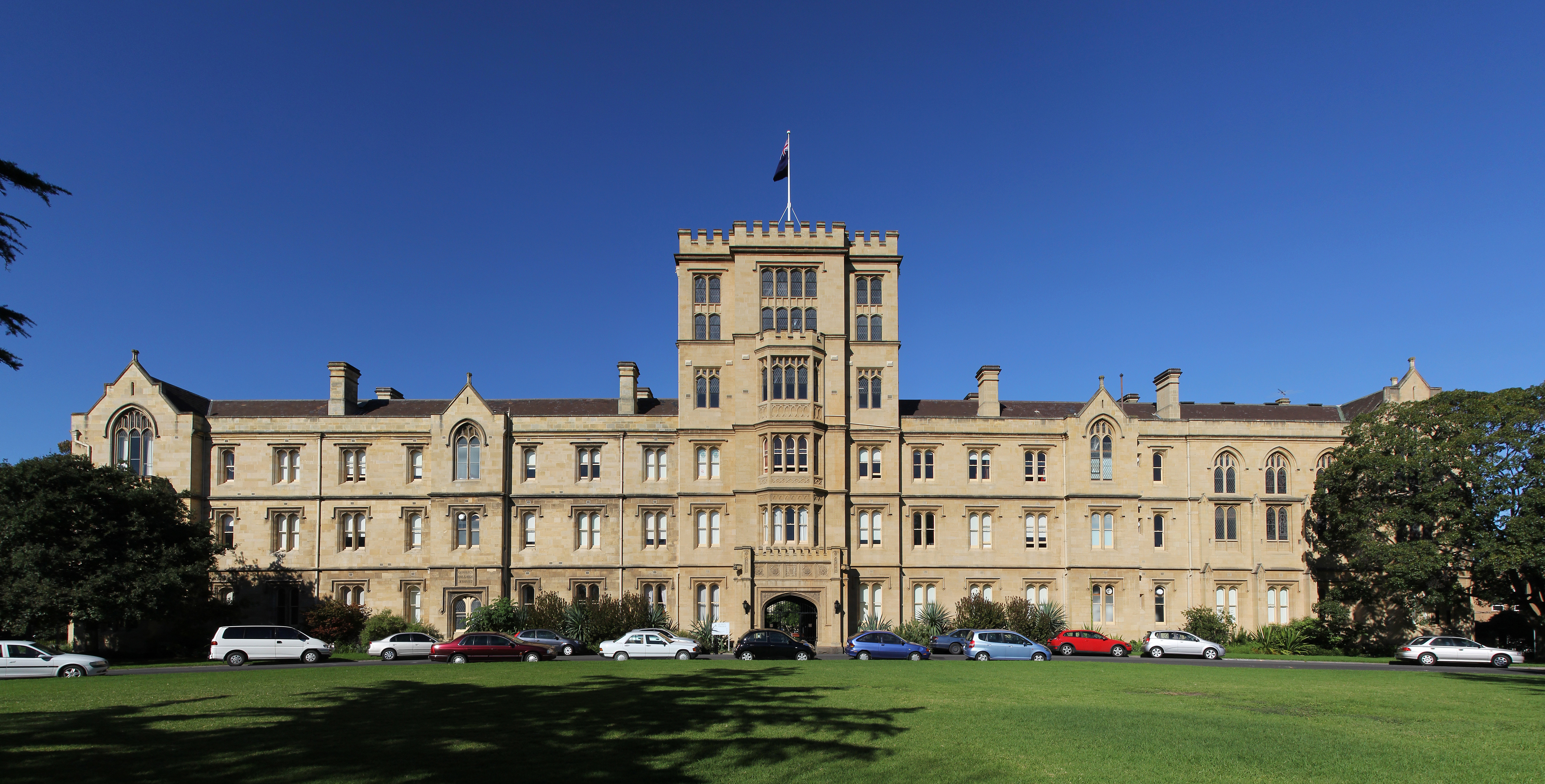
Queen's College (1887), université de Melbourne.

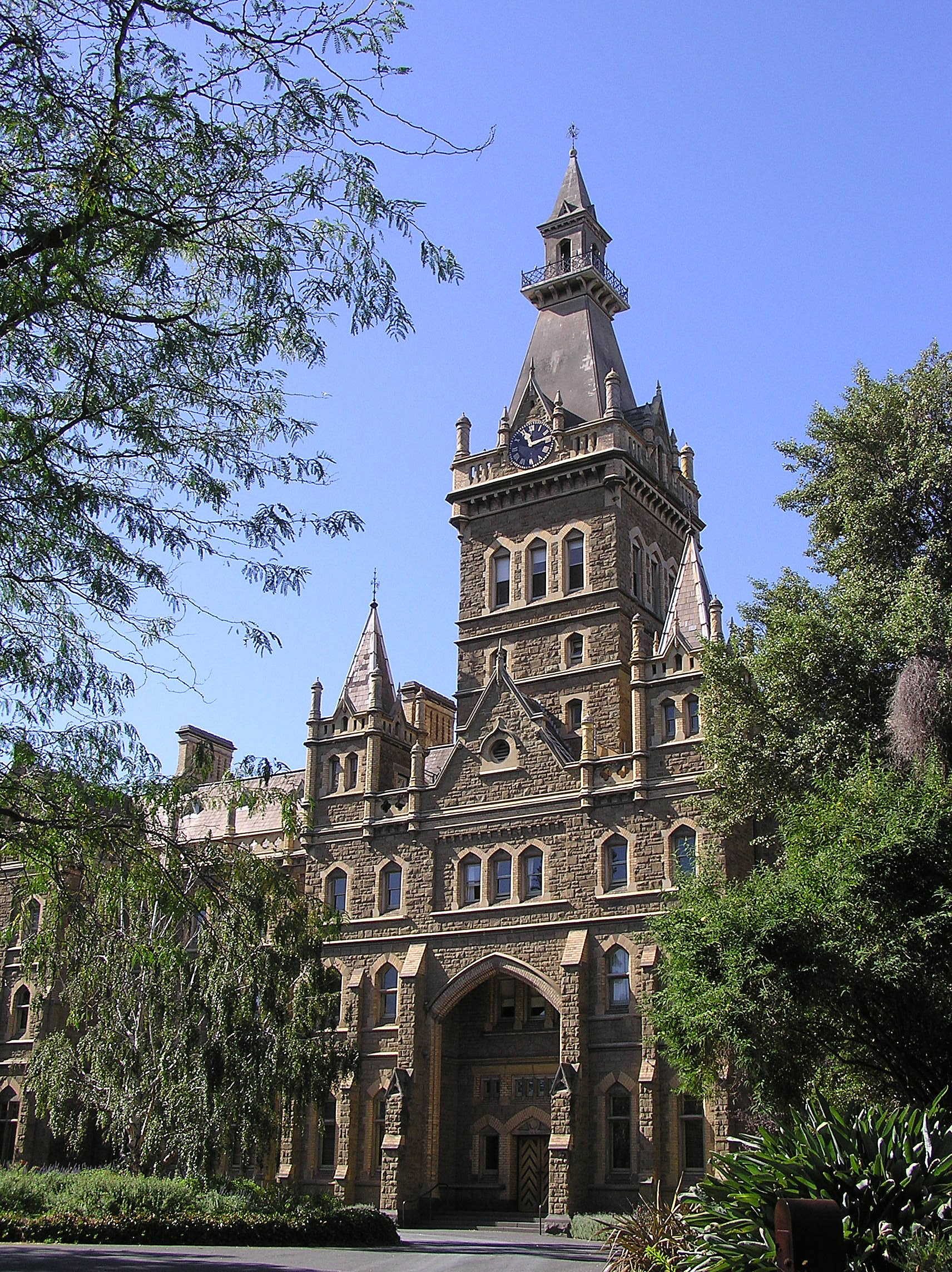
Ormond College (1879), université de Melbourne.

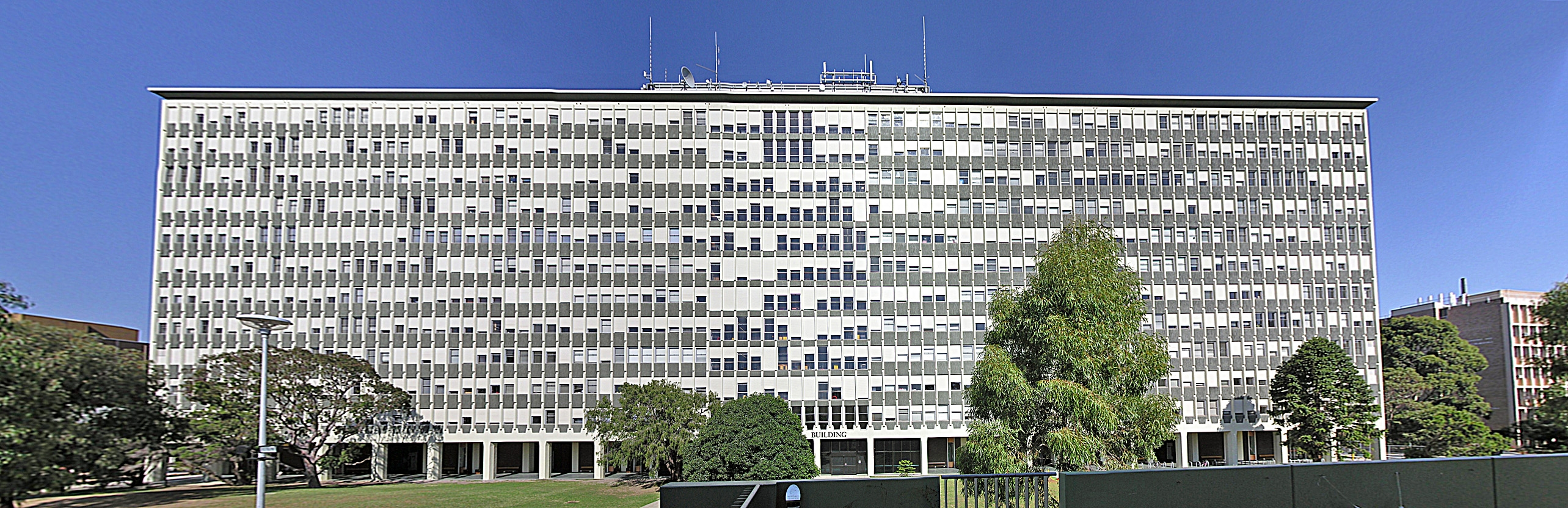
Le Sir Robert Menzies Building, université Monash.

Les deux principales universités de la ville sont l'université de Melbourne et l'université Monash, la plus importante université d'Australie par son nombre d'étudiants. Les deux sont membres du groupe des Huit. L'université de Melbourne a été placée au deuxième rang des universités australiennes en 2006 au classement international du Times Higher Education tandis que le Times Higher Education Supplement avait classé l'université de Melbourne au 22e rang des meilleures universités du monde, l'université Monash avait été classée au 38e. Melbourne a été classée par le RMIT, quatrième ville universitaire en 2008, après Londres, Boston et Tokyo (Paris ayant été rétrogradée de la 3e à la 5e place entre 2006 et 2008),.
Melbourne est le siège de certains des plus anciens établissements d'enseignement d'Australie, avec notamment les plus anciennes écoles de droit (1857), des sciences de l'ingénieur (1860), de médecine (1862), de dentaire (1897) et de musique (1891), toutes situées à l'université de Melbourne. L'université de Melbourne est aussi la plus ancienne université du Victoria et la deuxième plus ancienne université d'Australie.
Les principales autres universités situées à Melbourne sont listées dans le tableau ci-dessous. L'université Deakin a deux campus principaux, l'un à Melbourne et l'autre à Geelong et est la troisième plus grande université du Victoria.
Outre les universités majeures listées ci-dessous, il existe également le campus Saint-Patrick de l'université catholique australienne.
| Institution                                | Fondation | Étudiants | Facultés |
| ------------------------------------------ | --------- | --------- | -------- |
| Université de Melbourne                    | 1853      | 35 533    | 3 328    |
| RMIT                                       | 1887      | 49 476    | 3 604    |
| Université technologique de Swinburne (en) | 1908      | 53 136    | 1 422    |
| Université de Victoria (en)                | 1916      | 57 154    | 2 854    |
| Université Monash                          | 1958      | 55 000    | 8 172    |
| Université de La Trobe                     | 1967      | 25 744    | 2 749    |
| Université Deakin                          | 1974      | 34 616    | 2 978    |
| Université de Ballarat                     | 1994      | 25 810    | 250      |

Au cours des dernières années, le nombre d'étudiants étrangers inscrits dans une des universités de Melbourne a augmenté, résultat d'une augmentation du nombre de places mises à la disposition des étudiants payant plein tarif.

## Infrastructures

### Santé
Le ministère de la Santé du gouvernement du Victoria supervise environ trente hôpitaux publics et treize organisations des services de santé dans la région de Melbourne. Les principaux hôpitaux publics sont l'hôpital royal de Melbourne, l'hôpital Alfred de la faculté de médecine de l'université Monash, l'hôpital Austin et les importants hôpitaux privés : d'Epworth, St Francis Xavier Cabrini, Saint-Vincent. La ville abrite également de très importants centres de recherche en médecine et en biotechnologie comme l'institut St. Vincent de recherche médicale, l'institut Burnet, l'institut contre le cancer Peter MacCallum, l'institut de recherche médicale Walter et Eliza Hall, l'institut de recherche des enfants Murdoch, l'institut de cardiologie Baker et le synchrotron australien.

### Transports publics

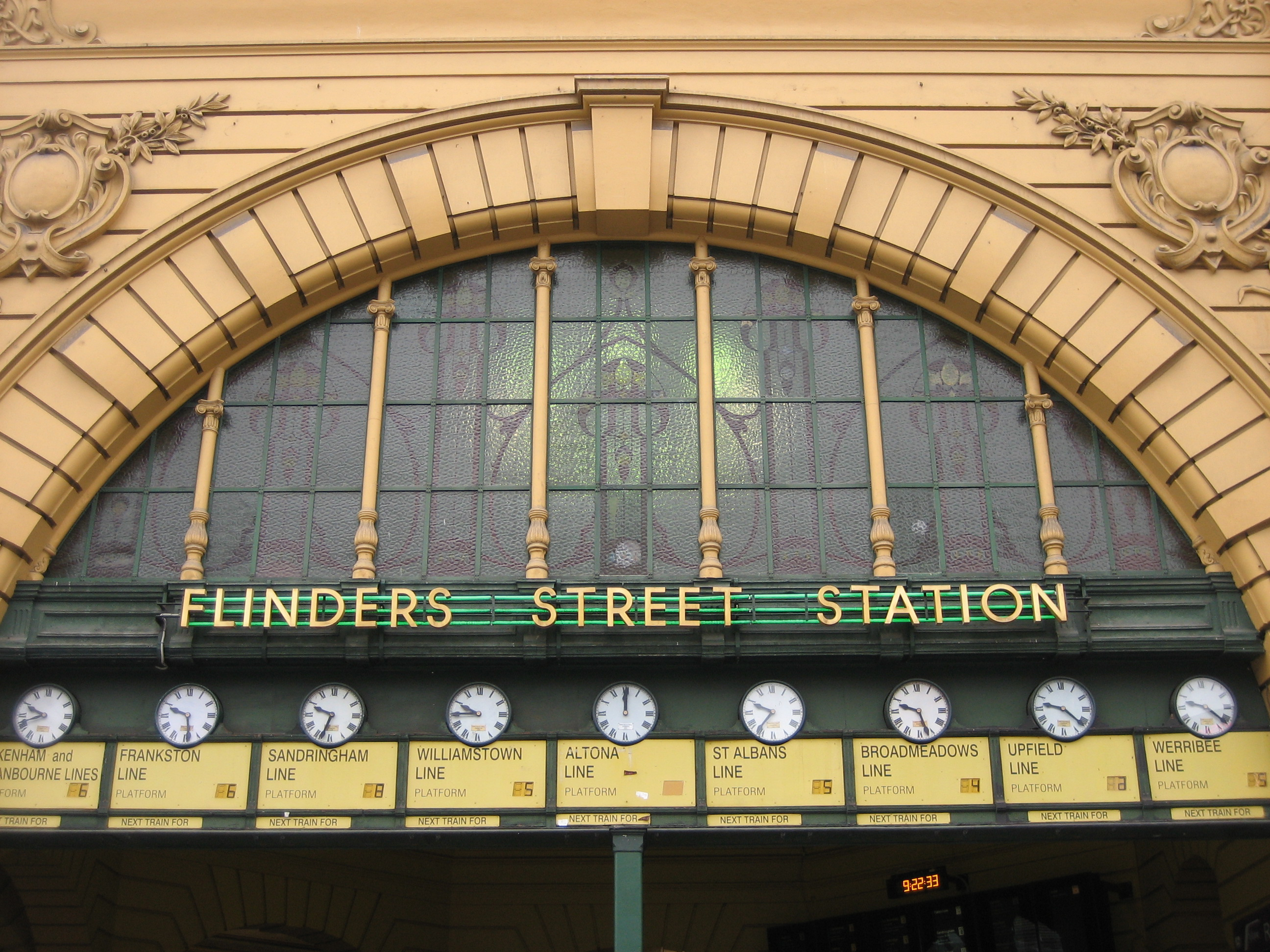
L'extérieur de la gare de Flinders Street.

La ville dispose d'un réseau de tramway, de chemin de fer loco-régional et de bus, accessibles par un ticket commun qui s'appelle Myki card. La tarification est basée sur un découpage en deux zones urbaines.

#### Tramway

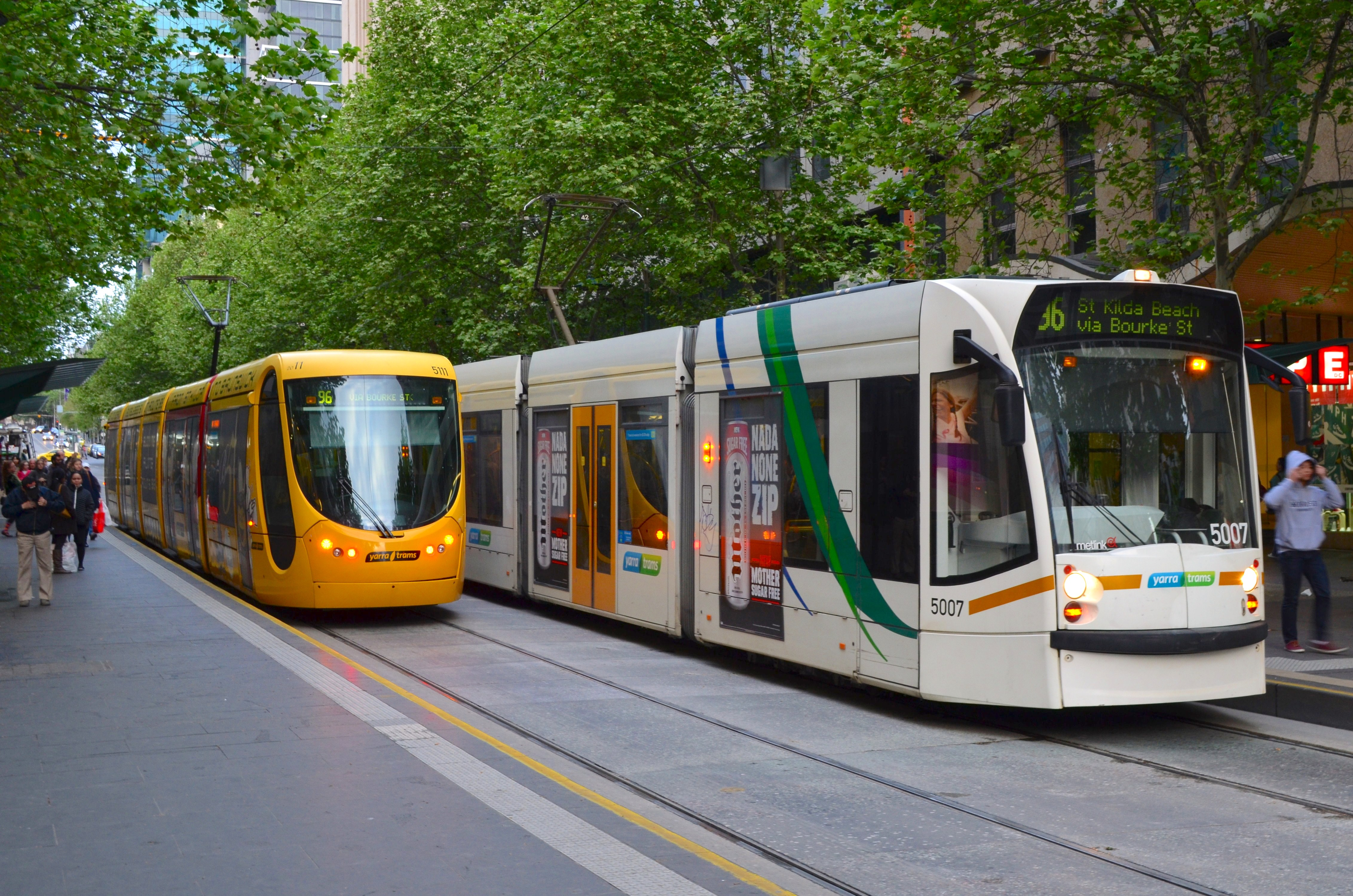
Trams D2 et C2 sur Bourke Street.

Melbourne est la seule ville australienne à avoir conservé son réseau de tramway, qui dessert le centre-ville et la proche banlieue. C'est en fait un des réseaux les plus étendus au monde, qui continue doucement à croître. Les anciennes rames peintes en vert et or étaient un véritable symbole de la ville, mais la plupart des rames récentes sont recouvertes de publicité. Les anciens W-class trams en bois ont été progressivement retirés du service à cause de problèmes de freinage et ne circulent plus que sur quelques lignes touristiques. Des rames modernes construites par AlstomTransport ont fait leur apparition en 2001 et les abris des arrêts de tramway ont commencé à être systématiquement rénovés à partir de 2002.

#### Trains de banlieue

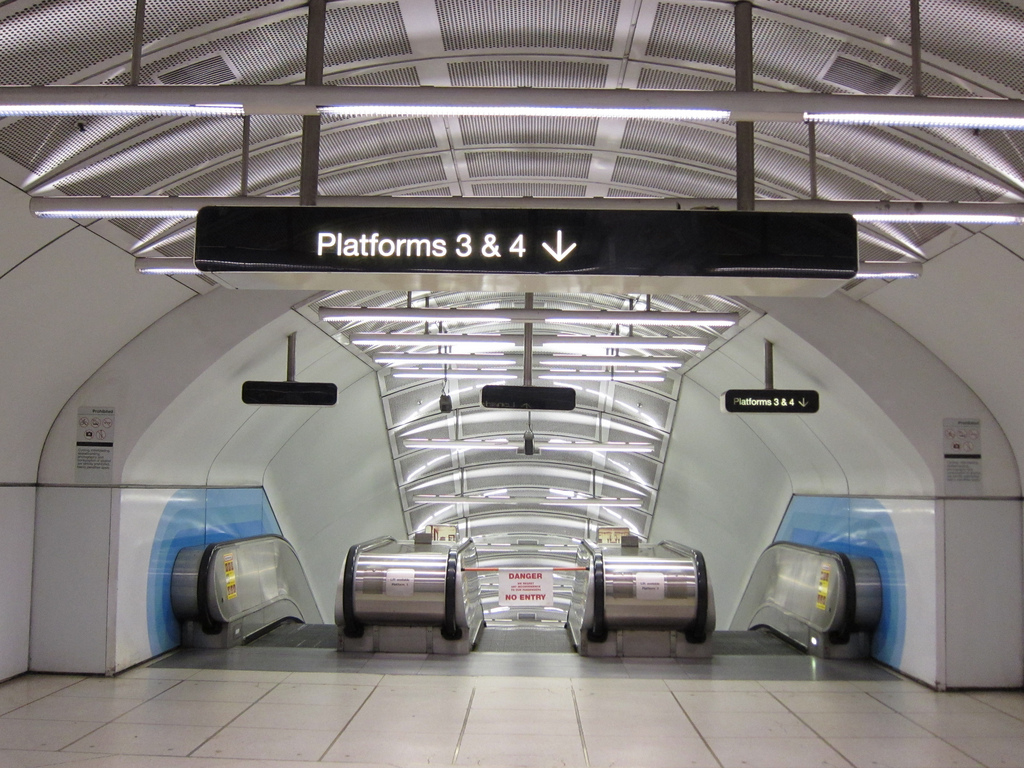
Escaliers mécaniques vers les quais de la gare du Parlement.

Le réseau ferré suburbain comporte 15 lignes électrifiées qui desservent largement l'agglomération et la banlieue depuis la gare de Flinders Street. Elles se rejoignent au centre-ville, où les stations et les lignes sont souterraines ou en viaduc. La correspondance avec les chemins de fer régionaux s'effectue à la gare de Southern Cross, au centre-ville. Les rames sont en cours de rénovation, mais les plus anciennes n'ont pas encore de climatisation, ce qui provoque le mécontentement des usagers pendant la période estivale.

#### Autobus
Les autobus sont principalement utilisés pour relier entre elles les zones de banlieues non desservies par le métro ou le tram, et pour accéder au réseau ferré.

#### Aéroports
Melbourne possède quatre aéroports dont un international (Melbourne-Tullamarine). Celui d'Essendon est situé dans la banlieue nord de la ville.

#### Vélos en libre-service
La ville dispose de son propre réseau de vélos en libre-service (Melbourne Bike Share) : en 2016, le réseau comprend 676 vélos et 53 stations. Ces derniers sont construits au Canada par l'entreprise PBSC Solutions Urbaines.

## Monuments et sites

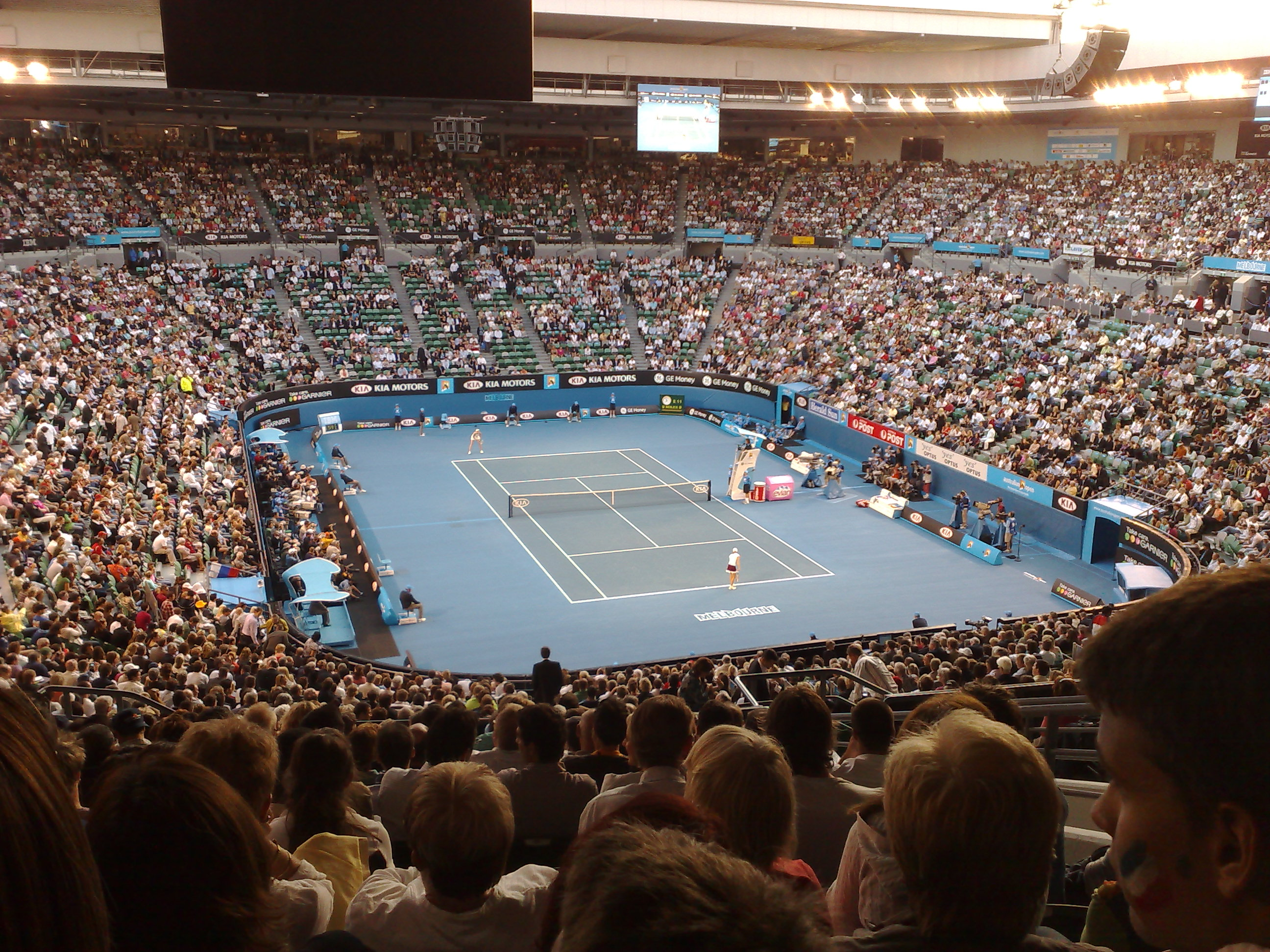
Open d'Australie à Melbourne.

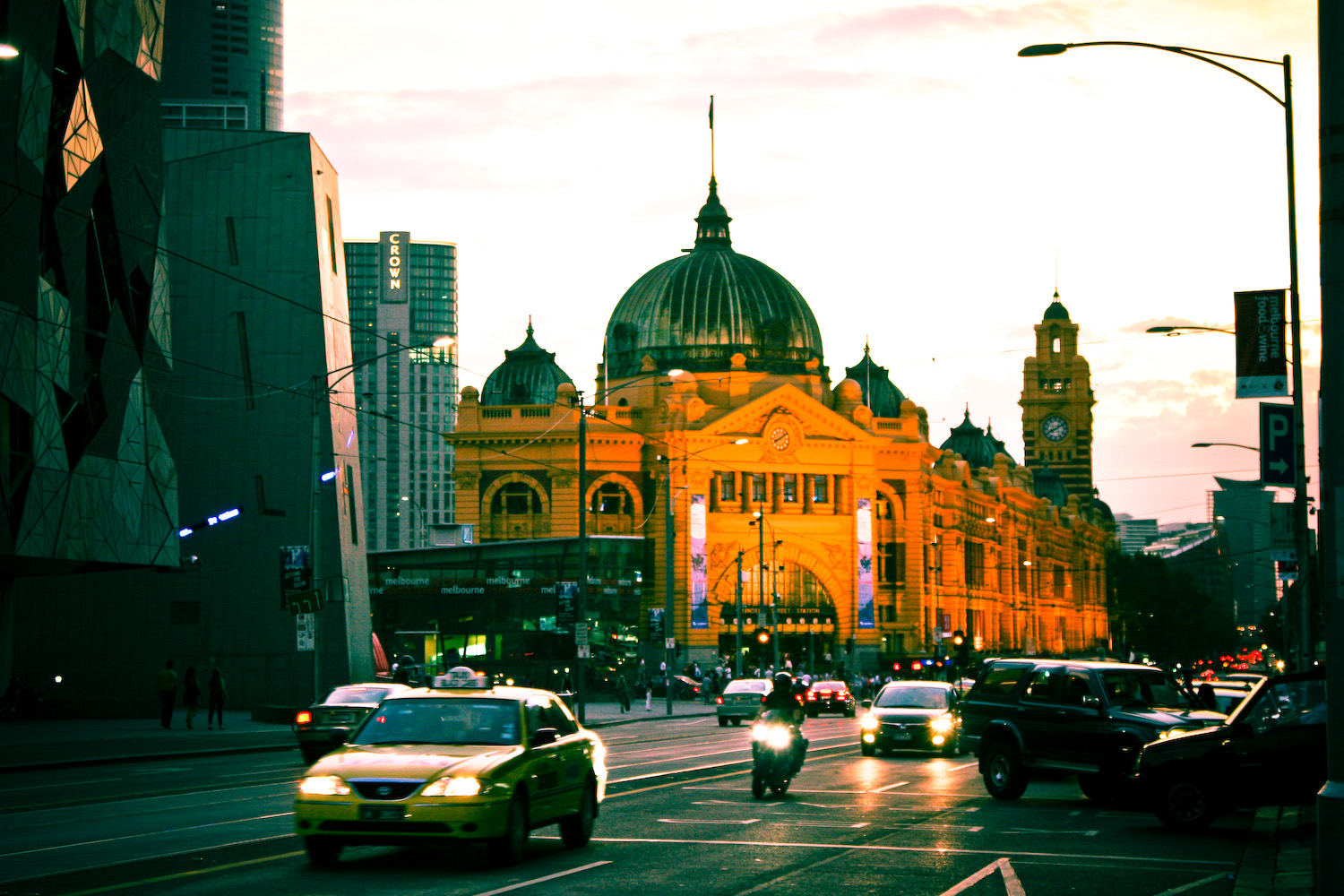
La gare de Flinders Street.

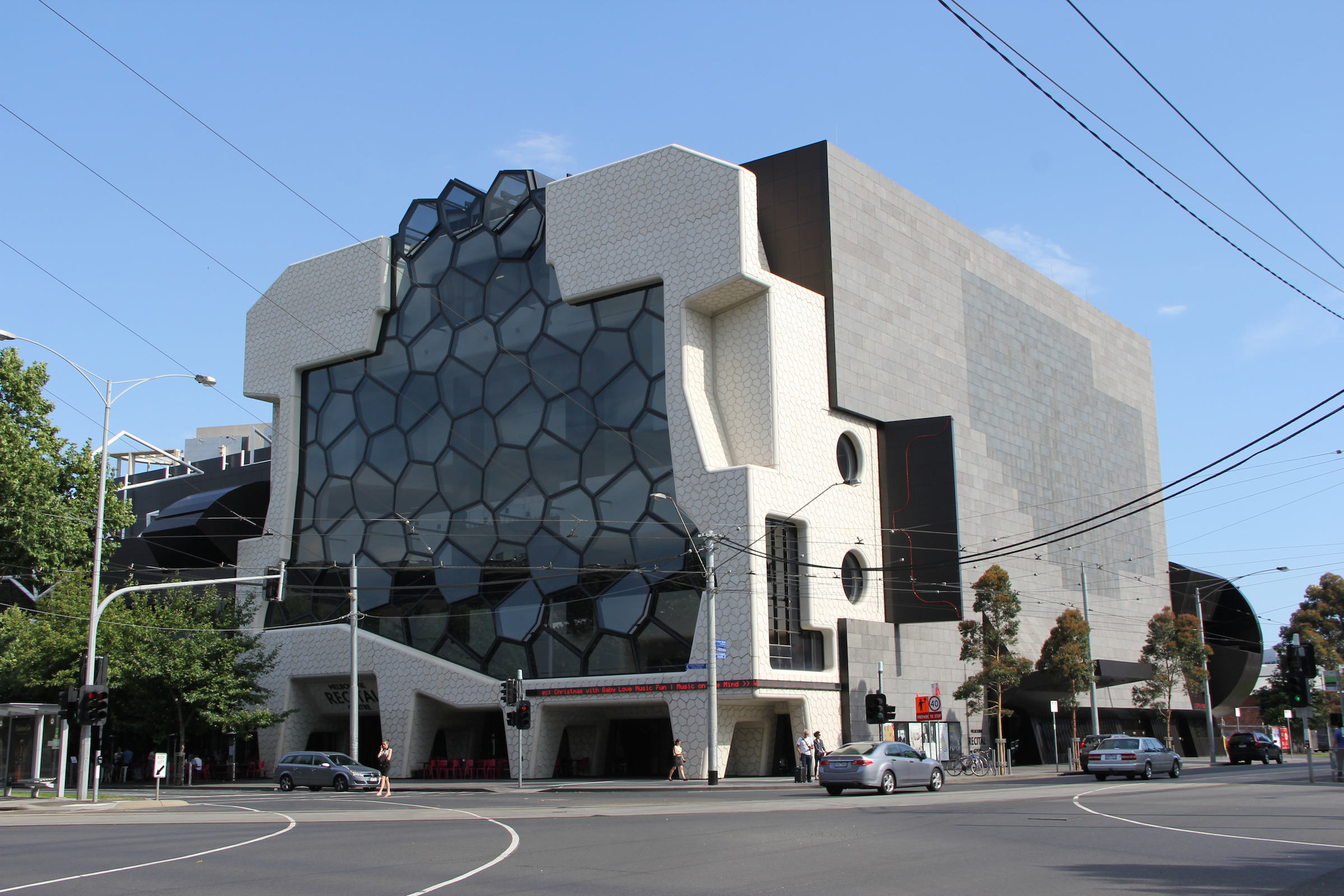
Melbourne Recital Centre.

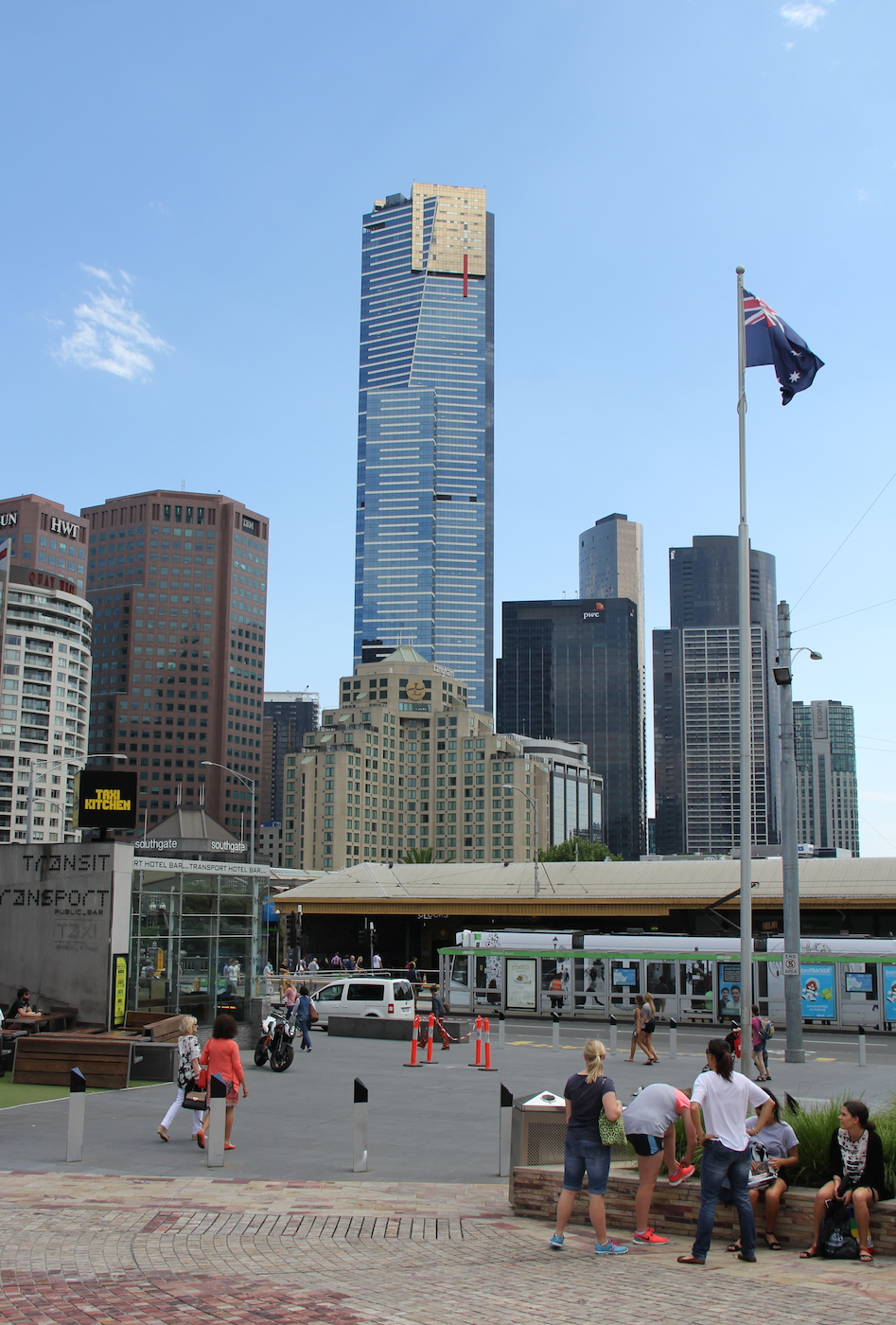
La tour Eureka, vue depuis la place de la Fédération.

### Stade de cricket de Melbourne MCG
Le Melbourne Cricket Ground accueille les matchs de football australien et de cricket. D'avril à septembre (la saison hivernale en Australie), on y joue au football australien ou Footy. Ce sport spectaculaire et convivial est très apprécié dans ce pays et en particulier dans cet État du Victoria. On peut assister aux différents matchs du championnat pour un prix raisonnable. Pendant l'été, il y a bien entendu plusieurs compétitions de cricket, la plus importante étant celle du Boxing Day, qui se situe le lendemain de Noël.

### Melbourne Park
Il accueille en janvier l'Open d'Australie, un des quatre tournois du Grand Chelem de tennis. La finale se joue dans la Rod Laver Arena.

### Melbourne Museum
Le musée de Melbourne est situé au nord-est du centre-ville, à proximité de l'ancien bâtiment construit pour l'exposition universelle de 1880. On peut y voir la dépouille du fameux cheval de course Phar Lap, véritable héros national australien des années 1920. Dans un registre plus technique, on y a également conservé le CSIRAC, cinquième ordinateur électronique construit, et le dernier de sa génération à être encore en état de marche. Le complexe abrite également un cinéma IMAX.

### State Library of Victoria
Elle est typique avec son immense salle de lecture en forme de dôme et un parterre gazonné orné de statues.

### National Gallery of Victoria
Récemment restaurée, elle abrite des collections d'art classique et contemporain.

### Recital Centre
Salle de concert installée non loin de la place de la Fédération.

### Victorian Arts Centre
Situé à Southgate, c'est là que se produisent les Melbourne Symphony Orchestra, Melbourne Theatre Company, Australian Ballet Company et Chunky Move (la plus célèbre formation de danse contemporaine australienne).

### Eureka Tower

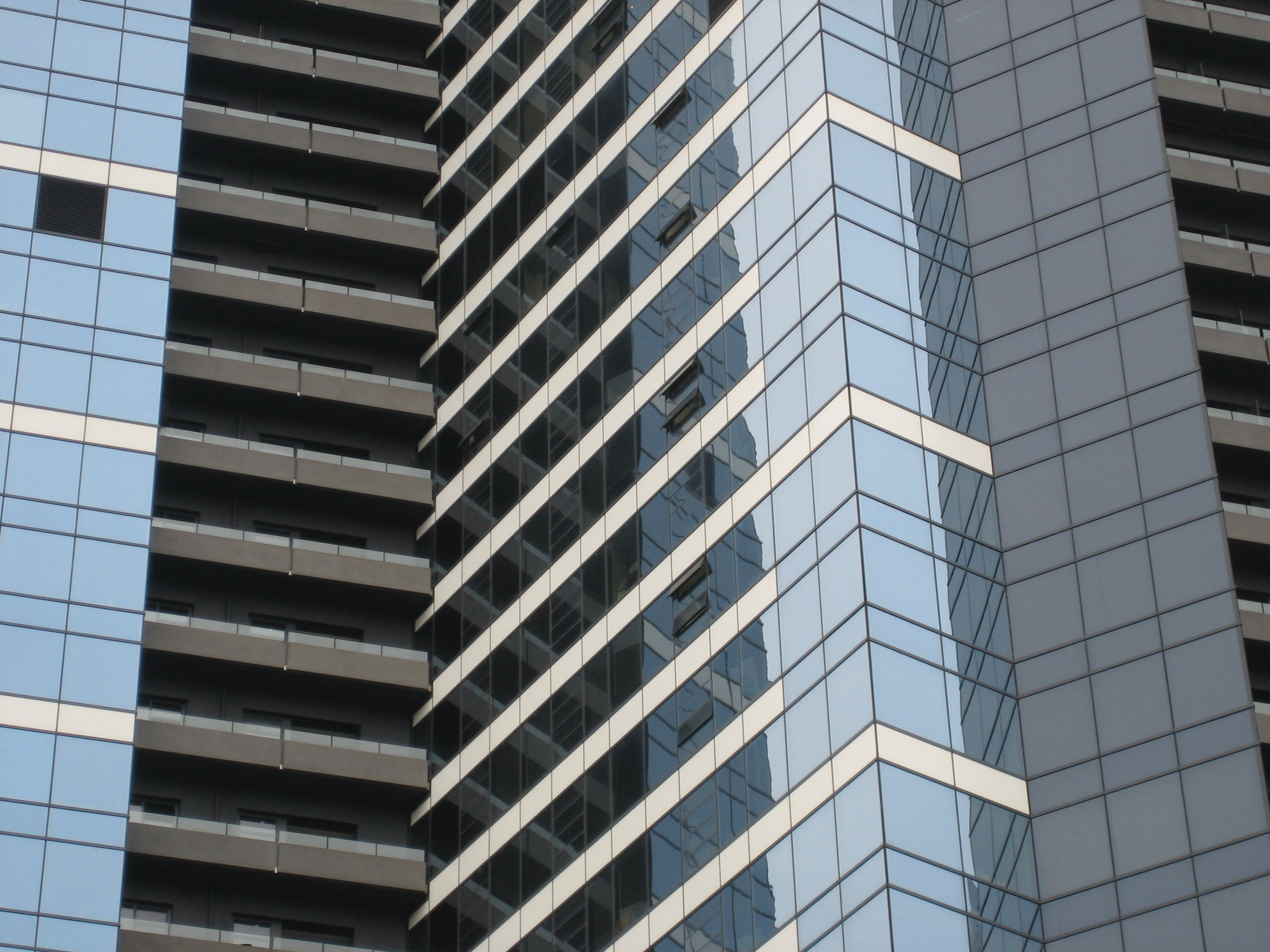
Détail architectural de la Eureka Tower.

La Eureka Tower est, avec ses 92 étages et 300 m de haut, la plus haute tour habitable de Melbourne. Par vent fort, le sommet de la tour peut avoir une inclinaison allant jusqu'à 60 cm. Deux réservoirs de 300 m3 d'eau situés respectivement aux 90e et 91e étages aident à prévenir un déplacement latéral excessif. Au 88e étage de la tour, un observatoire entièrement vitré offre une vue superbe sur la ville.
Son nom lui vient de la ruée vers l'or qui a fait la fortune de la ville vers 1850. Cet épisode historique est également symbolisé par une section de panneaux dorés 24 carats dans les dix derniers étages de la tour et un groupe d'abeilles dorées ornant la terrasse au-dessus du portail principal. Une bande rouge verticale rappelle le sang versé lors de la révolte des chercheurs d'or contre le gouvernement. Les lignes blanches horizontales évoquent les repères sur un outil d'arpentage.

### Crown Casino
Situé le long du fleuve Yarra, c'est un énorme complexe de jeu, une sorte de Las Vegas miniature, avec ses restaurants, discothèques, hôtels, cinémas et boutiques de luxe.

### Quartier des docks (Docklands)

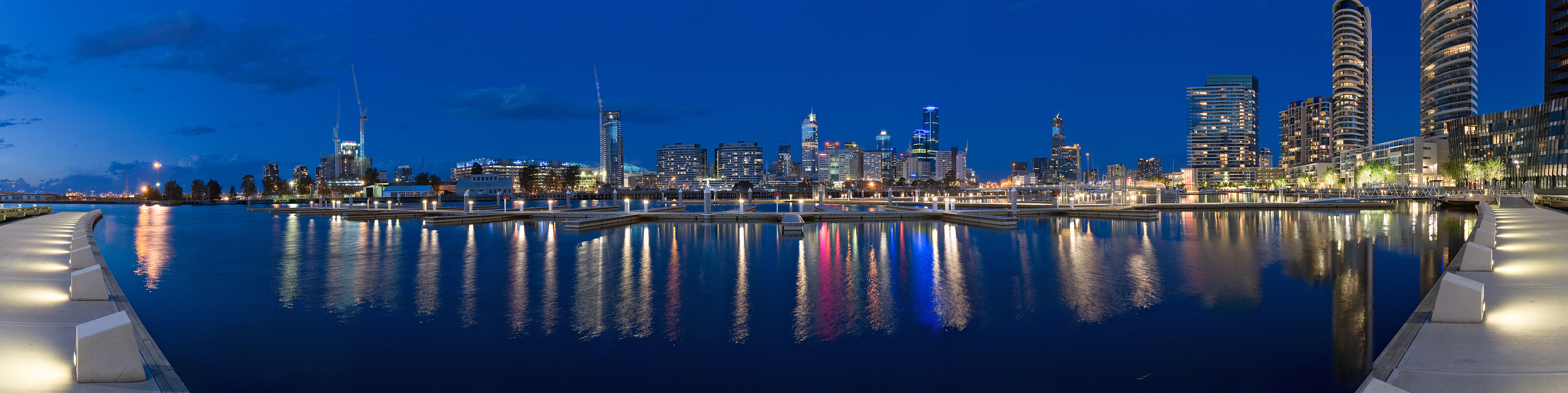
Le quartier des docks la nuit.

Il a bénéficié d'aménagements récents et compte nombre de restaurants de qualité.

## Célébrités liées à la ville
- Alice Henry (1857-1943), féministe.
- Ethel Spowers (1890–1947), artiste linograveuse.
- Ilma Grace Stone (1913-2001), botaniste.
- June Middleton (1926–2009).
- Rupert Murdoch (1931), homme d'affaires.
- Adrienne Clarke (1938), botaniste et biologiste.
- Bon Scott (1946-1980), chanteur.
- David Garrioch (1955), historien.
- Lyndal Roper (1956), historienne.
- Flea (1962), bassiste.
- Joe Hachem (1966), joueur de poker ;
- Tina Arena (1967), chanteuse ;
- Eric Bana (1968), acteur.
- Rachel Griffiths (1968), actrice.
- Kylie Minogue (1968), chanteuse.
- Cate Blanchett (1969), actrice.
- Dannii Minogue (1971), chanteuse et présentatrice.
- Mark Viduka (1975), footballeur.
- David Lyons (1976), acteur.
- Nic Cester (1979), chanteur.
- Anna Torv (1979), actrice.
- Luke Hemsworth (1980), acteur.
- Nadéah (1980), chanteuse.
- Emilie de Ravin (1981), actrice.
- Michael Theo (1981), footballeur.
- Neil Robertson (1982), joueur de snooker ;
- Chris Hemsworth (1983), acteur ;
- Havana Brown (1985), DJ et chanteuse australienne ;
- Ruby Rose (1986), DJ et mannequin.
- Leigh Broxham (1988), footballeur.
- Buddy Murphy (1988), catcheur de la WWE.
- Eliza Taylor (1989), actrice.
- Liam Hemsworth (1990), acteur.
- Caitlin Stasey (1990), actrice et chanteuse.
- Gabriella Cilmi (1991), chanteuse ;
- Kyrie Irving (1992), basketteur australo-américain et acteur.
- Will Sparks (1993), DJ et producteur.
- The Janoskians (2011), groupe.
- Xandra Metcalfe, musicienne.
- Olivia Rogowska (1991), joueuse de tennis professionnelle.
- Aretha Brown (2000), militante pour la jeunesse aborigène australienne, humoriste et artiste.
- Oscar Piastri (2001), pilote de formule 1

Autres personnalités ayant des liens avec Melbourne
- Helena Rubinstein (1872-1965), industrielle américaine, fondatrice de la société cosmétique du même nom. Elle ouvre sa première boutique en 1902 au 243 collins street.

## Jumelages
Melbourne est jumelée avec les 6 villes ci-dessous. Elle a par ailleurs conclu un accord stratégique avec New Dehli.

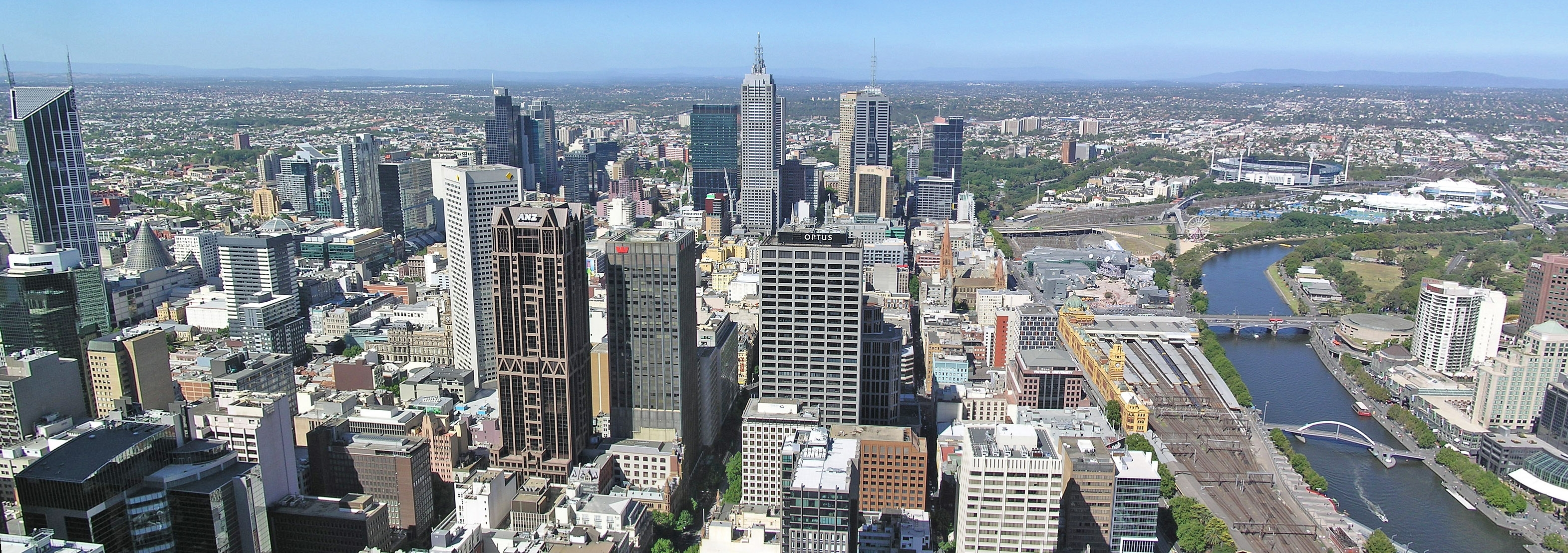
Le centre-ville et le fleuve Yarra.

- Osaka (Japon) depuis 1978 ;
- Tianjin (Chine) depuis 1980 ;
- Thessalonique (Grèce) depuis 1984 ;
- Boston (États-Unis) depuis 1985 ;
- Saint-Pétersbourg (Russie) depuis 1989 ;
- Milan (Italie) depuis 2004.

## Galerie d'images

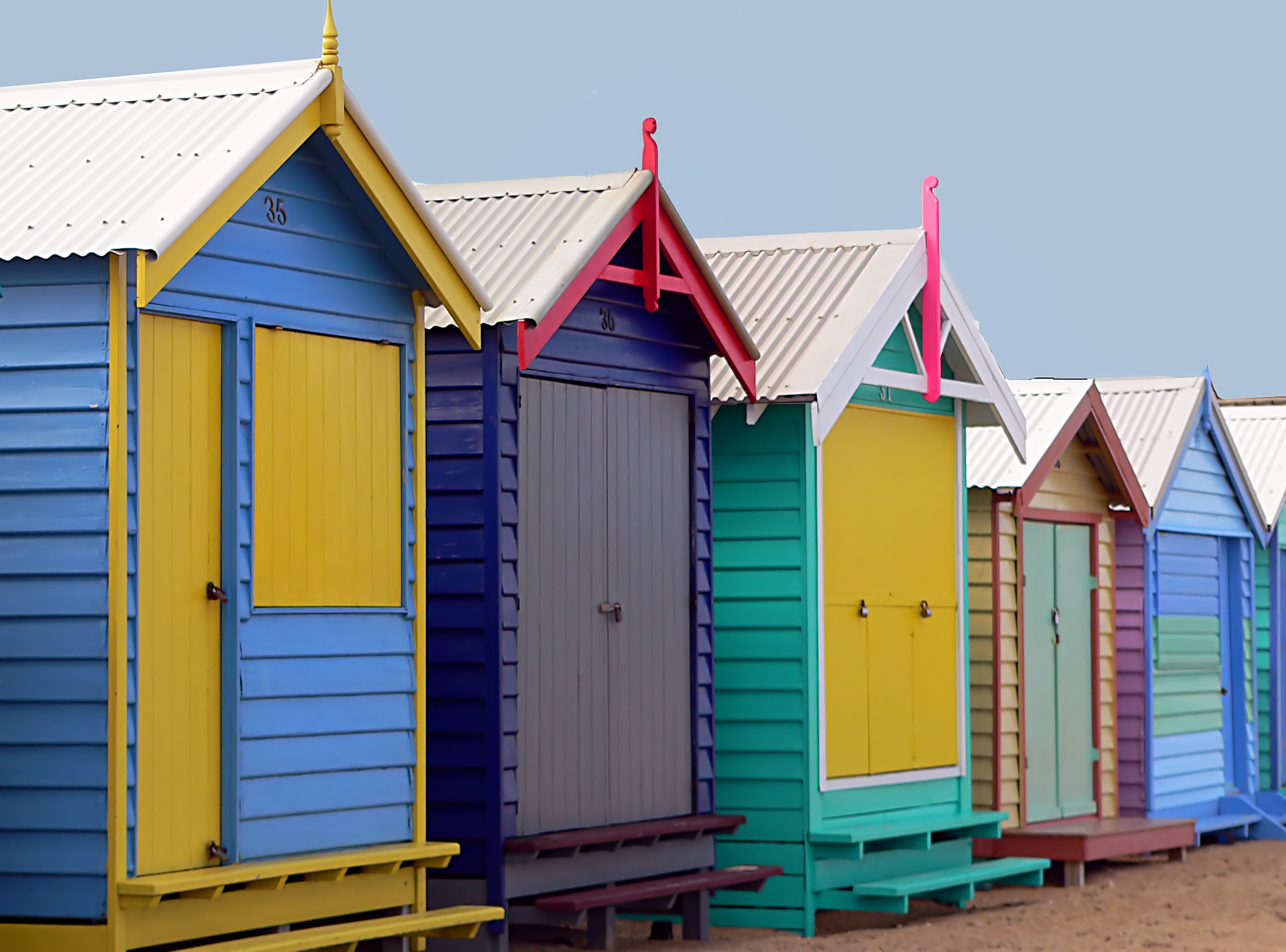
Boîtes de bain Brighton Beach.
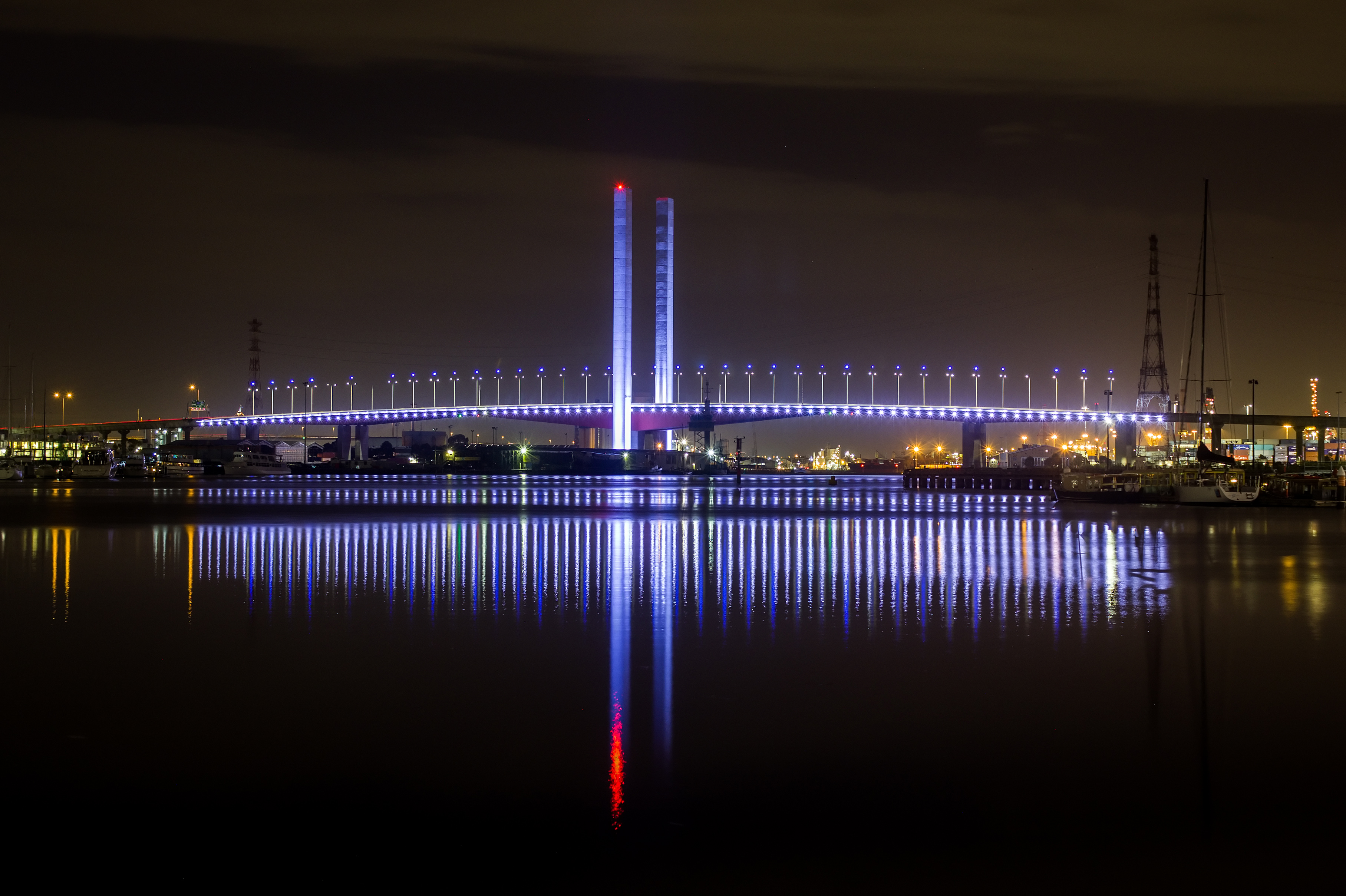
Pont de Bolte la nuit.
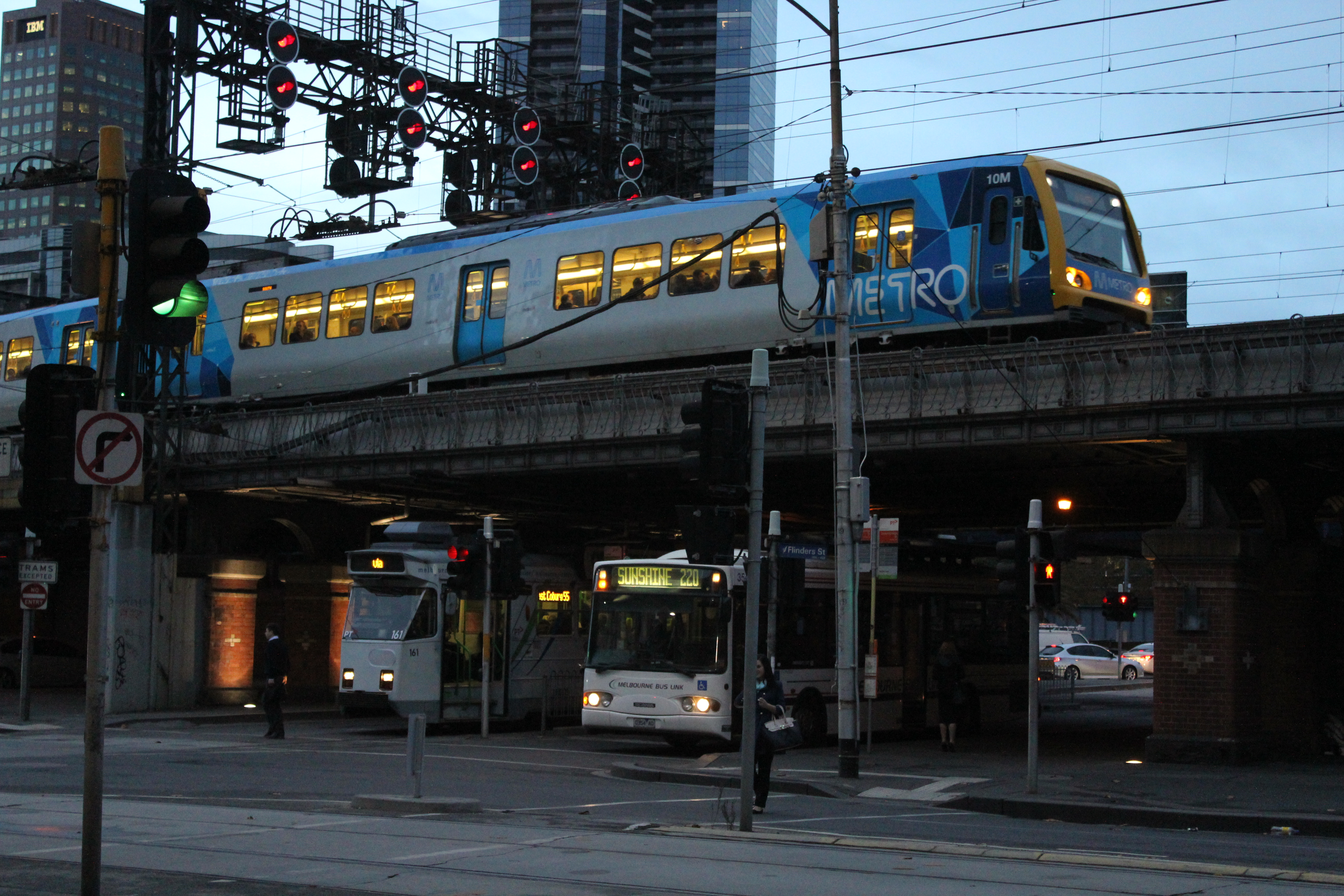
Un tramway à côté d'un bus Melbourne Bus Link, avec un métro Trains X'Trapolis 100 passant au-dessus.
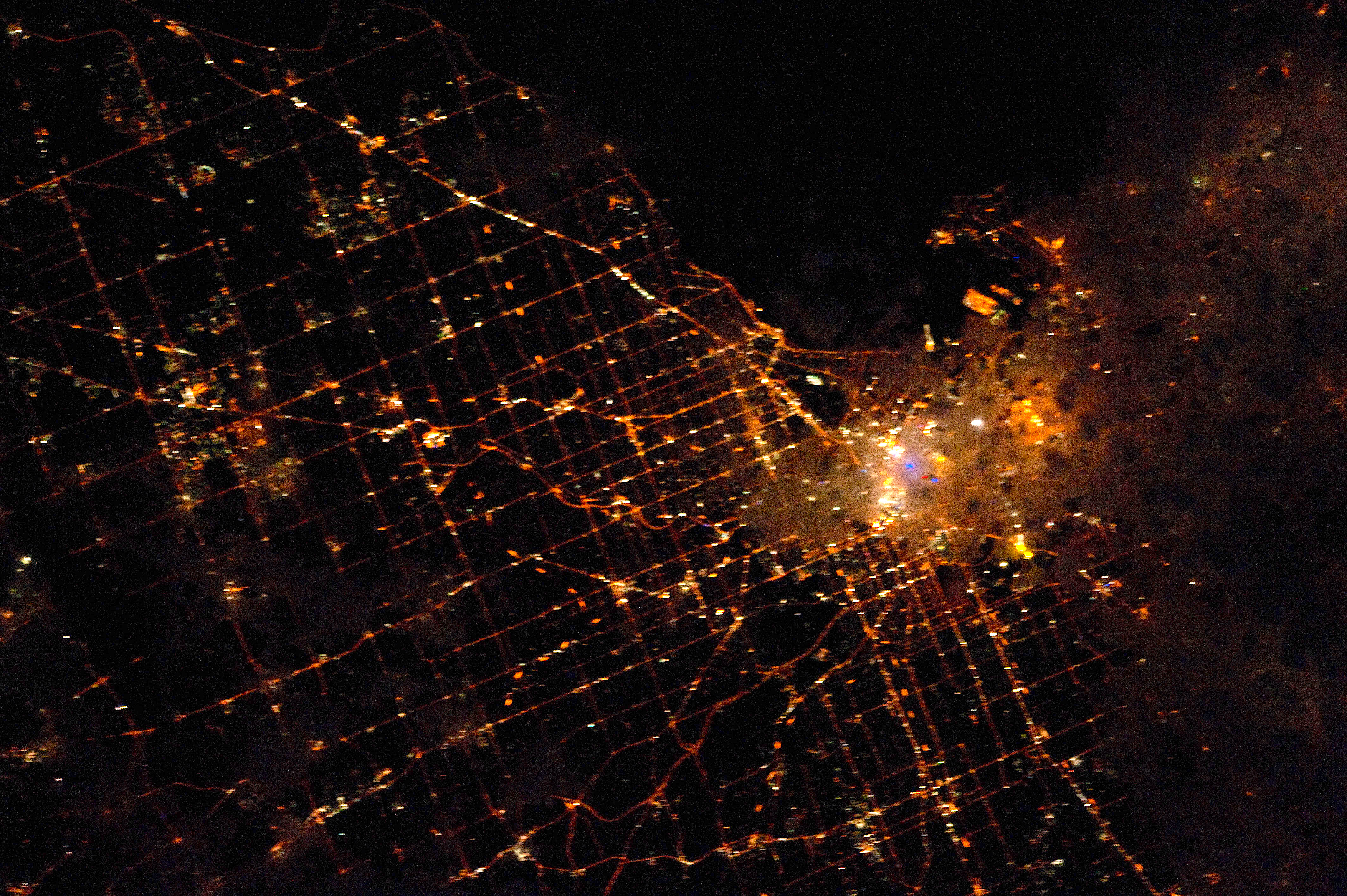
Image satellite de Melbourne la nuit, vue de la NASA.
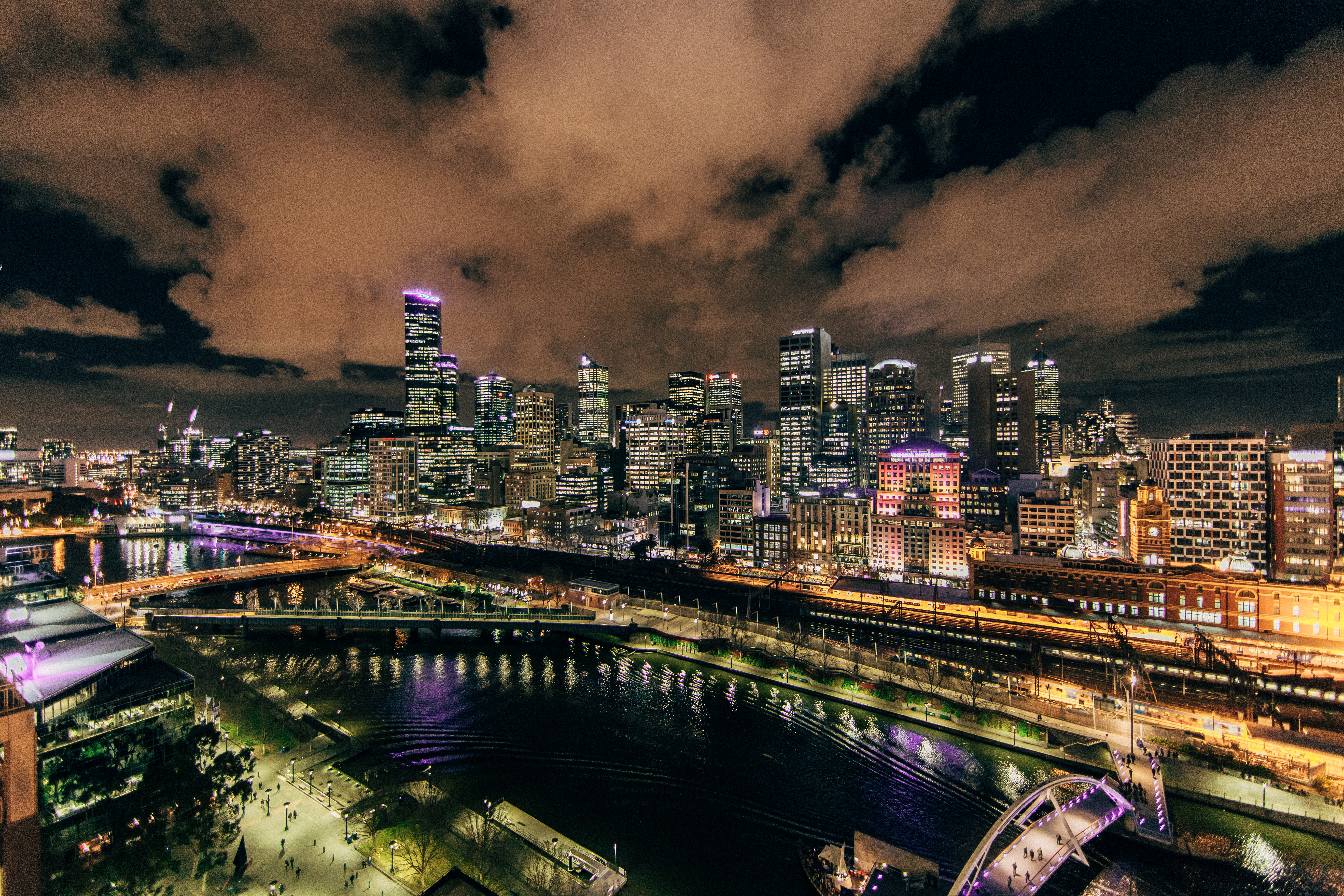
Les toits de Melbourne CBD et la rivière Yarra la nuit.
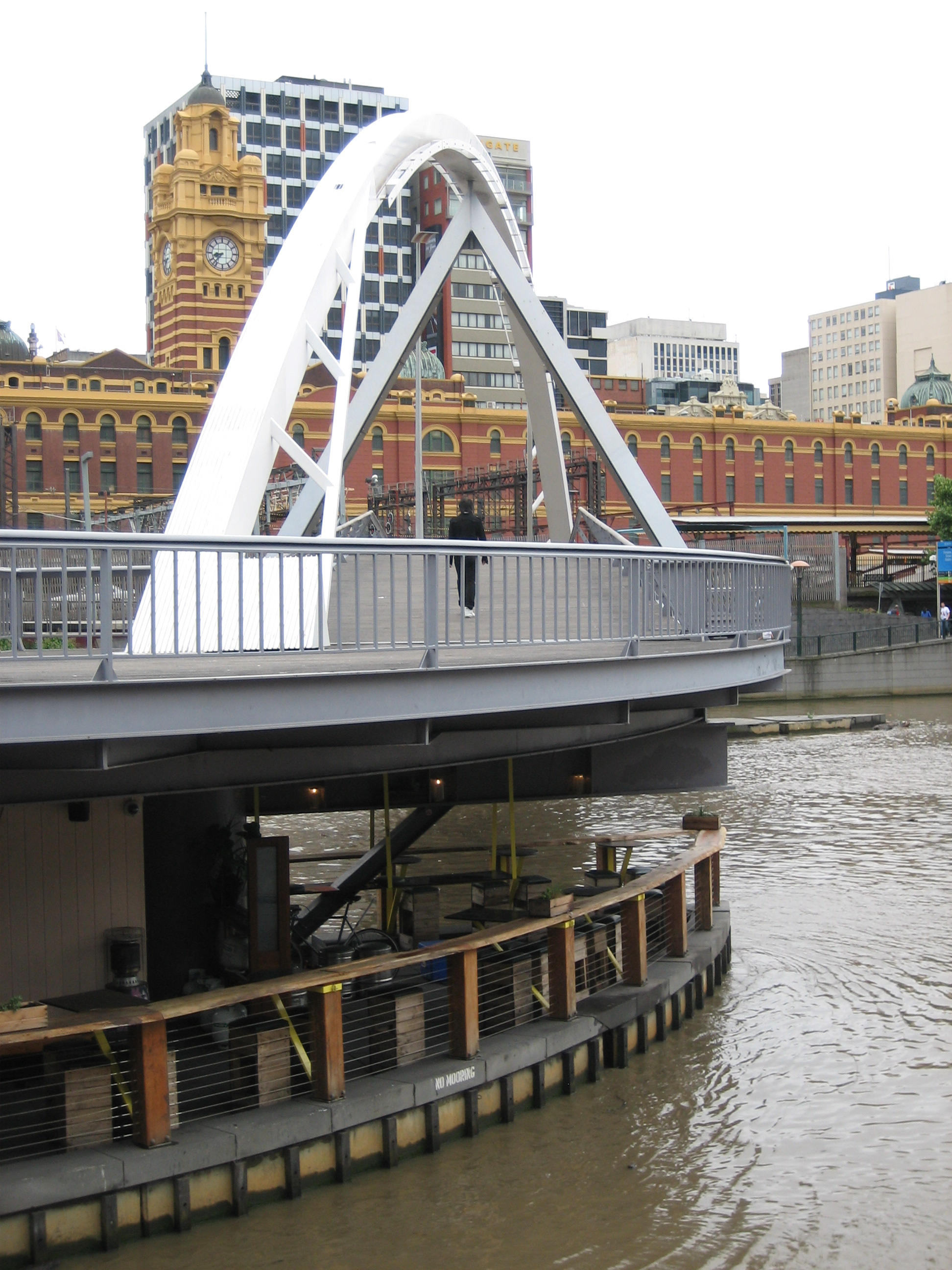
Pont piétonnier sur la rivière Yarra.
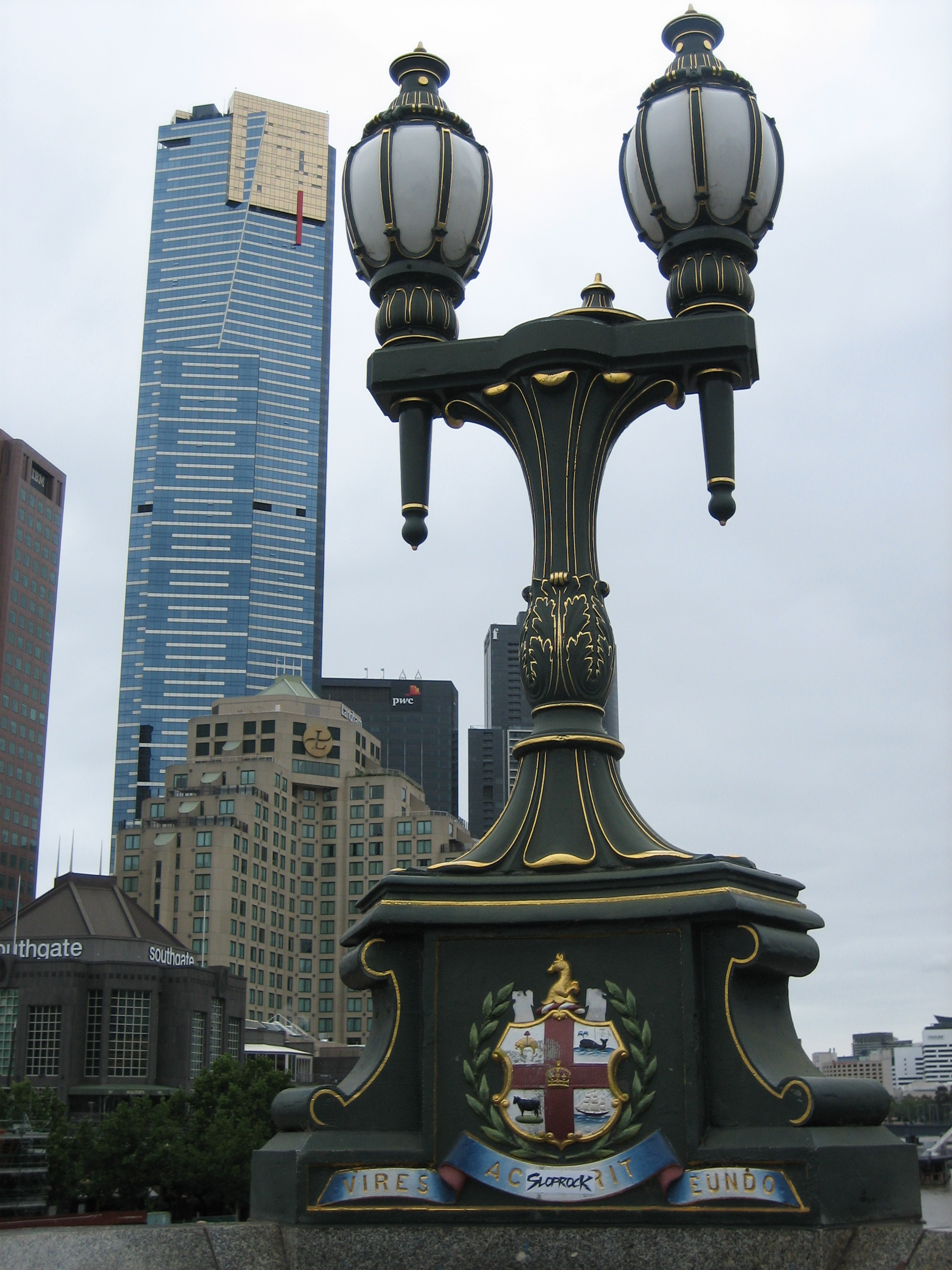
Depuis le pont Princess sur la rivière Yarra.
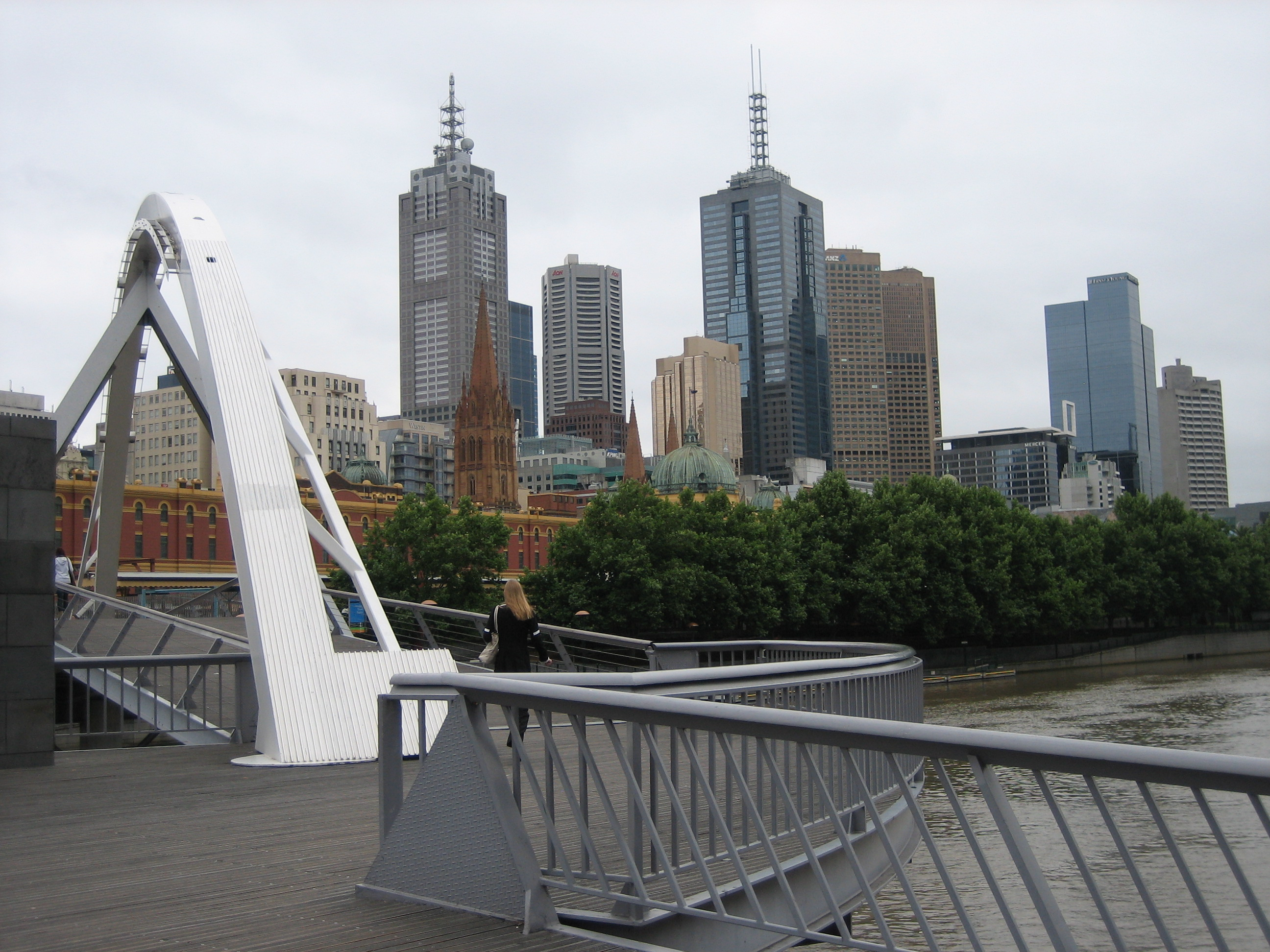
Skyline de Melbourne depuis le pont piétonnier sur la rivière Yarra.
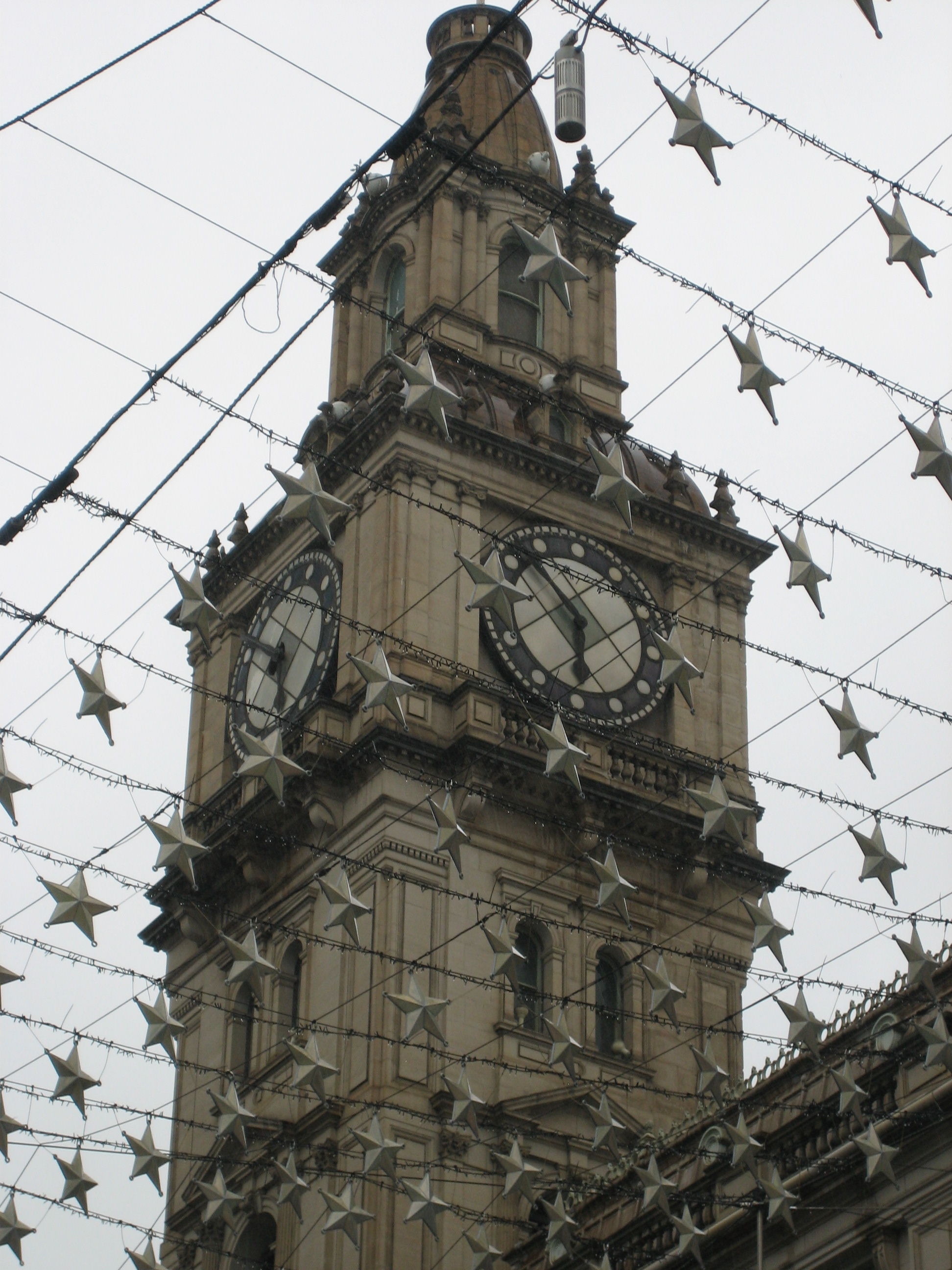
L'horloge de la tour de la Poste générale
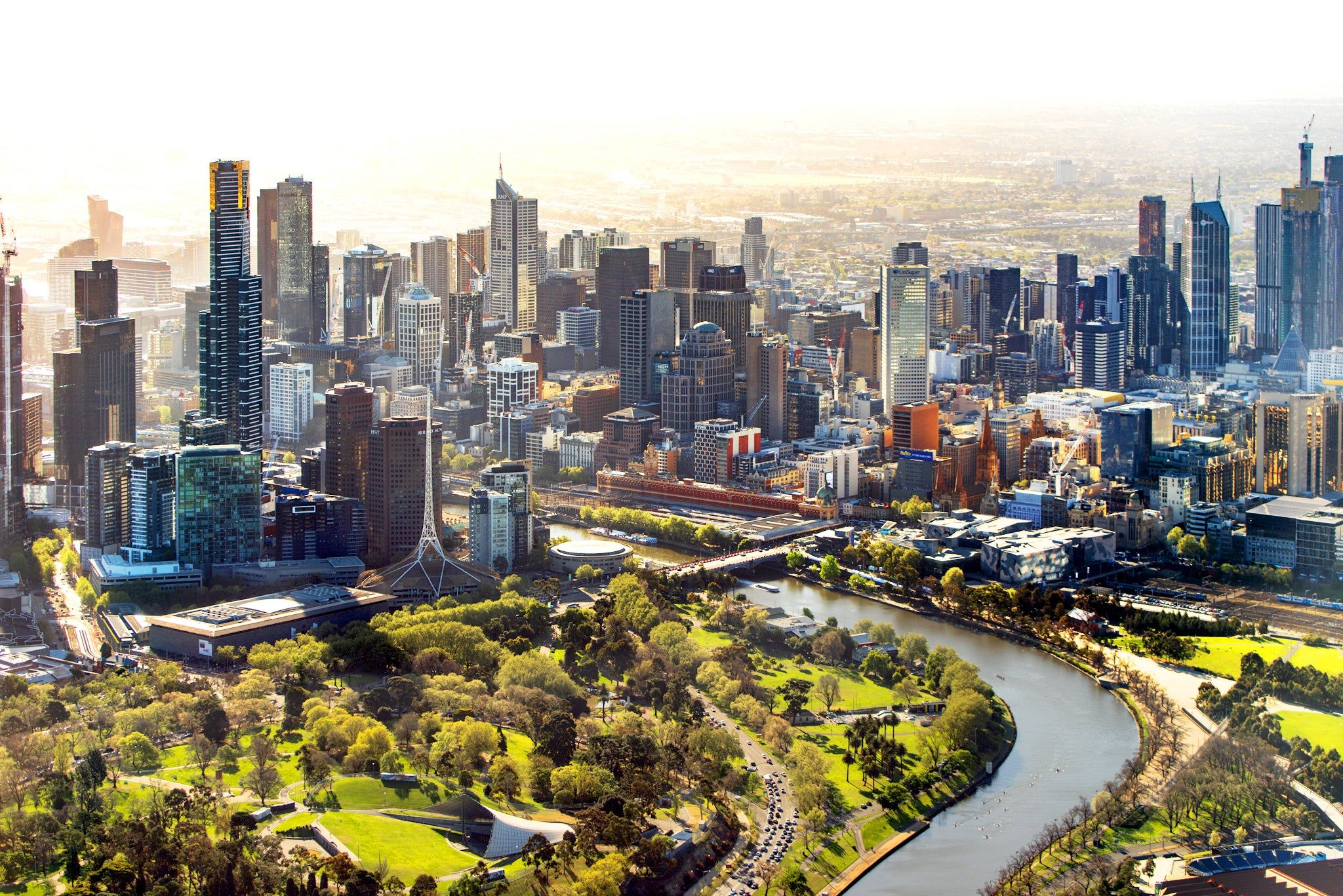
Le centre-ville et le fleuve Yarra.

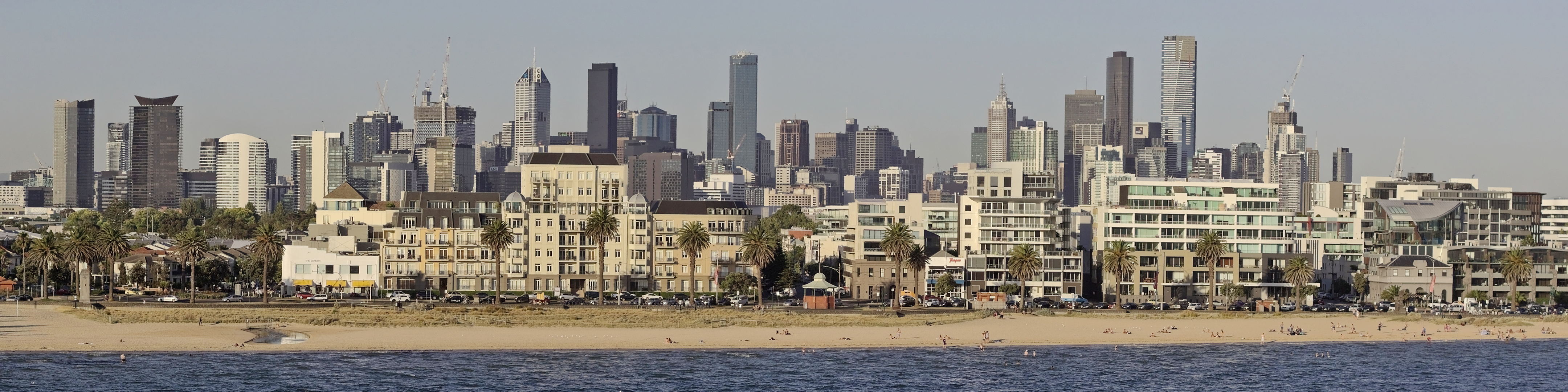
Un panorama du Melbourne CBD pris depuis le pont du Spirit of Tasmania.